# Église Saint-Martin de Breuil-le-Vert
Pour les articles homonymes, voir église Saint-Martin.
L'église Saint-Martin est une église catholique paroissiale située à Breuil-le-Vert, dans le département de l'Oise, en France. C'est une église atypique composée d'une large nef unique ouvrant à l'est sur les deux vaisseaux d'un grand chœur au chevet plat, et d'une chapelle avec abside à pans coupés au sud des deux premières travées du chœur. De l'église primitive de la fin du XIe siècle, subsistent encore les grandes arcades bouchées au sud de la nef, également visibles depuis l'extérieur en raison de la démolition du bas-côté sud au début du XIXe siècle, où à une époque antérieure. Pour le reste, la nef date du début du XVIe siècle, mais n'a reçu sa configuration actuelle, avec des voûtes d'ogives en briques et plâtre, qu'en 1870 / 1872. Le chœur est en revanche un complexe assez homogène de la première moitié du XIIIe siècle, qui ne compte qu'un unique niveau d'élévation, mais se prévaut d'une architecture gothique de bon niveau. La deuxième travée du sud sert de base au clocher en bâtière, qui représente l'élément le plus intéressant à l'extérieur. Les deux dernières travées des deux vaisseaux présentent des supports amincis, et forment un chœur-halle carré. L'église Saint-Martin a été classée monument historique par arrêté du 19 mars 1921. Elle est aujourd'hui affiliée à la paroisse du Cœur du Christ de Clermont.

## Localisation
L'église Saint-Martin est située en France, en région Hauts-de-France et dans le département de l'Oise, dans la vallée de la Brêche, la « Vallée dorée », au sud-est de Clermont, sur la commune de Breuil-le-Vert, au bourg, rue du Marais, dans l'enclos du cimetière. Celui-ci précède la façade occidentale, tournée vers la rue, et borde l'élévation septentrionale. Au nord, le cimetière est délimité par la rue Saint-Martin, et à l'est, par l'impasse des Écoles, qui passe devant le chevet de l'église, puis aboutit sur une propriété privée. Au sud, l'église est enclavée dans la ferme du Prieuré, qui succède au prieuré de l'abbaye Saint-Germer-de-Fly dissout en 1760. Une étroite impasse correspondant à l'emplacement de l'ancien bas-côté sud permet toutefois de passer entre la nef et le mur de la ferme et d'atteindre le mur occidental de la chapelle latérale sud, dont l'abside est visible depuis l'impasse des Écoles.

## Historique

### Les origines

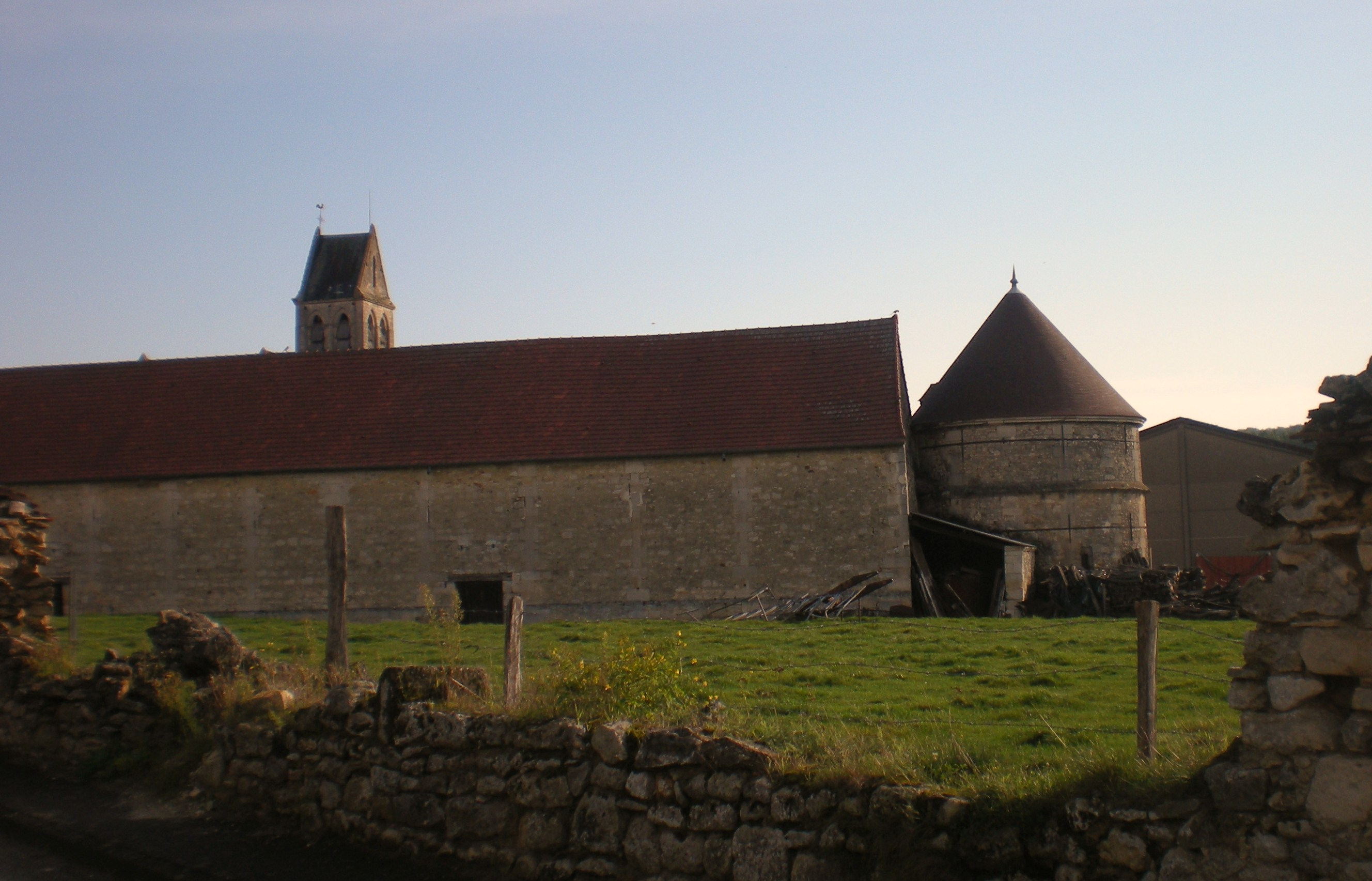
L'ancien prieuré, aujourd’hui exploitation agricole.

Jusqu'au XIe siècle, Clermont est surtout un château, avec très peu de territoire. En revanche, les comtes de Clermont ont des possessions autour de leur château. Le village de Breuil-le-Vert compte parmi elles. Sa première mention figure dans une charte émise par le comte Hugues Ier de Clermont en 1099 ou 1100. Par cette charte, Hugues donne la paroisse de Breuil-le-Vert (c'est-à-dire, le village) et son église à l'abbaye Saint-Germer-de-Fly. Cette donation fait suite à une réclamation qu'Ansel, évêque de Beauvais, avait adressée au comte : le curé nommé par ses soins s'était montré trop négligent dans l'exercice de son ministère. D'emblée, le territoire de Breuil-le-Vert est très étendu, et composé de plusieurs hameaux : Béthencourtel, Rotheleux, la Croix de Creil, Cannetecourt, Lierval, Giencourt, avec une population de vignerons et de maraîchers. Le nombre considérable d'habitants justifie une église assez vaste, qui est alors en construction ou vient d'être achevée. Dédiée à saint Martin, elle relève du doyenné et de l'archidiaconé de Clermont sous tout l'Ancien Régime. En 1145 ou 1147, le comte Renaud II confirme la donation faite par son père, et y ajoute une terre devant la cour, un vivier, un hôte avec sa masure, une exemption de cens et de coutumes, et le tonlieu de la foire Saint-Martin. Par sa bulle de 1178, le pape Alexandre III confirme à son tour la donation à l'abbaye Saint-Germer-de-Fly. Pour celle-ci, les conditions sont donc favorables pour la fondation d'un prieuré. Cette fondation est accomplie au cours des années qui suivent. Le prieuré devient le curé primitif de la paroisse, mais dans les faits, le service paroissial est en grande partie assuré par un prêtre séculier rémunéré par le prieuré, qui a le titre de vicaire perpétuel. Le prieur lui-même est tenu à célébrer la grand-messe et vêpres les dimanches et jours de fête, et le curé lui assiste alors en tant que diacre.

### Les campagnes de construction de l'église

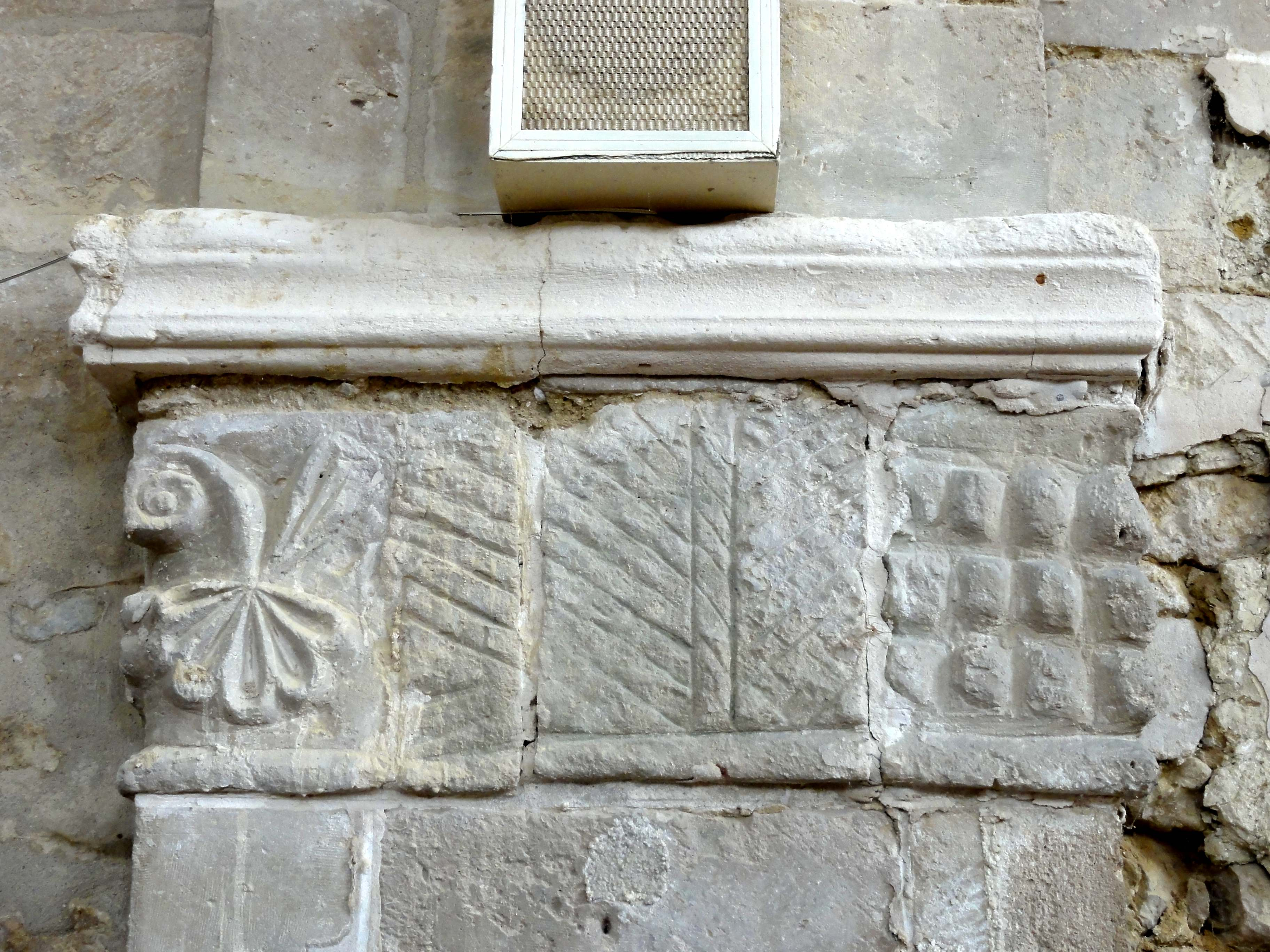
Chapiteaux du 2e pilier des grandes arcades romanes.

L'église qui existe à la fin du XIe siècle est de plan basilical, comme la Basse-Œuvre de la cathédrale de Beauvais, Cinqueux, Montmille (primitivement), Rhuis, Sacy-le-Grand, Saint-Rémy-l'Abbaye, et un grand nombre d'églises romanes du Laonnais et du Soissonais. Ce fait est prouvé par l'existence de quatre grandes arcades bouchées au sud de la nef. Le décor géométrique très particulier de leurs chapiteaux indique le tout début de l'art roman, et est assez unique dans la région. Ils évoquent la collégiale Saint-Hildevert de Gournay-en-Bray. L'existence ancienne d'un transept semble également démontré par un contrefort plat roman au sud de la chapelle latérale, et par les traces d'un raccord sur un mur antérieur dans l'angle nord-ouest du collatéral nord du chœur. Conformément à la tradition dans la région, la croisée du transept servait probablement de base au clocher. Les grandes arcades et leurs chapiteaux seront décrits ci-dessous (voir le chapitre Nef). En l'absence d'autres vestiges conservés en élévation ou de fouilles archéologiques, il n'est pas possible d'apporter d'autres précisions sur l'église romane.
Vers la fin du XIIe siècle, à la première période gothique, le croisillon sud roman est revoûtée, et transformée en chapelle par l'adjonction d'une seconde travée avec abside polygonale à l'est. L'on peut raisonnablement penser que la création de cette chapelle fait écho à la fondation du prieuré (et qu'elle accueille les offices des Heures des moines, peu nombreux). Au début du XIIIe siècle, le reste du transept roman, le chœur et le clocher, sont successivement remplacés par un vaste chœur gothique de quatre travées, qui ne compte qu'un unique niveau d'élévation, mais est dédoublé par un collatéral nord de même largeur et de même hauteur. Leurs deux dernières travées forment un chœur-halle carrée de deux fois deux travées, comme à Brenouille, Laigneville, Limay, Rousseloy, etc. Comme l'indique l'élévation méridionale de la seconde travée, qui sert de base au clocher, il était apparemment prévu de remplacer la chapelle par un second collatéral analogue à celui du sud. En effet, un arc-doubleau élevé y est plaqué contre celui, nettement plus bas, de la chapelle. Une telle irrégularité n'existe pas dans la première travée du chœur, probablement un peu postérieure, et le projet initial est donc revu à la baisse avant la fin même de la construction.

### Les remaniements au début duXVesiècle

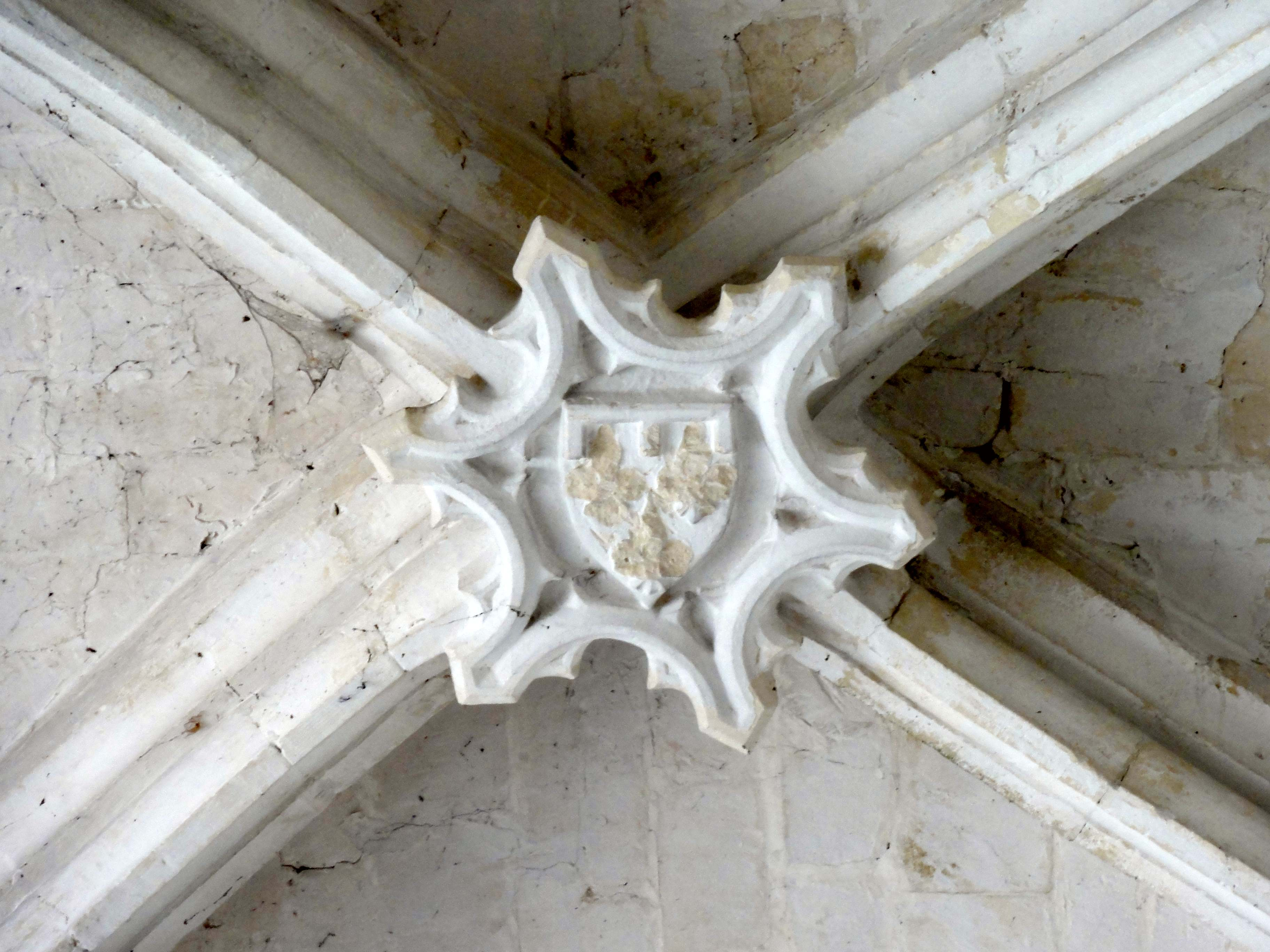
Clé de voûte flamboyante de la 2e travée du collatéral.

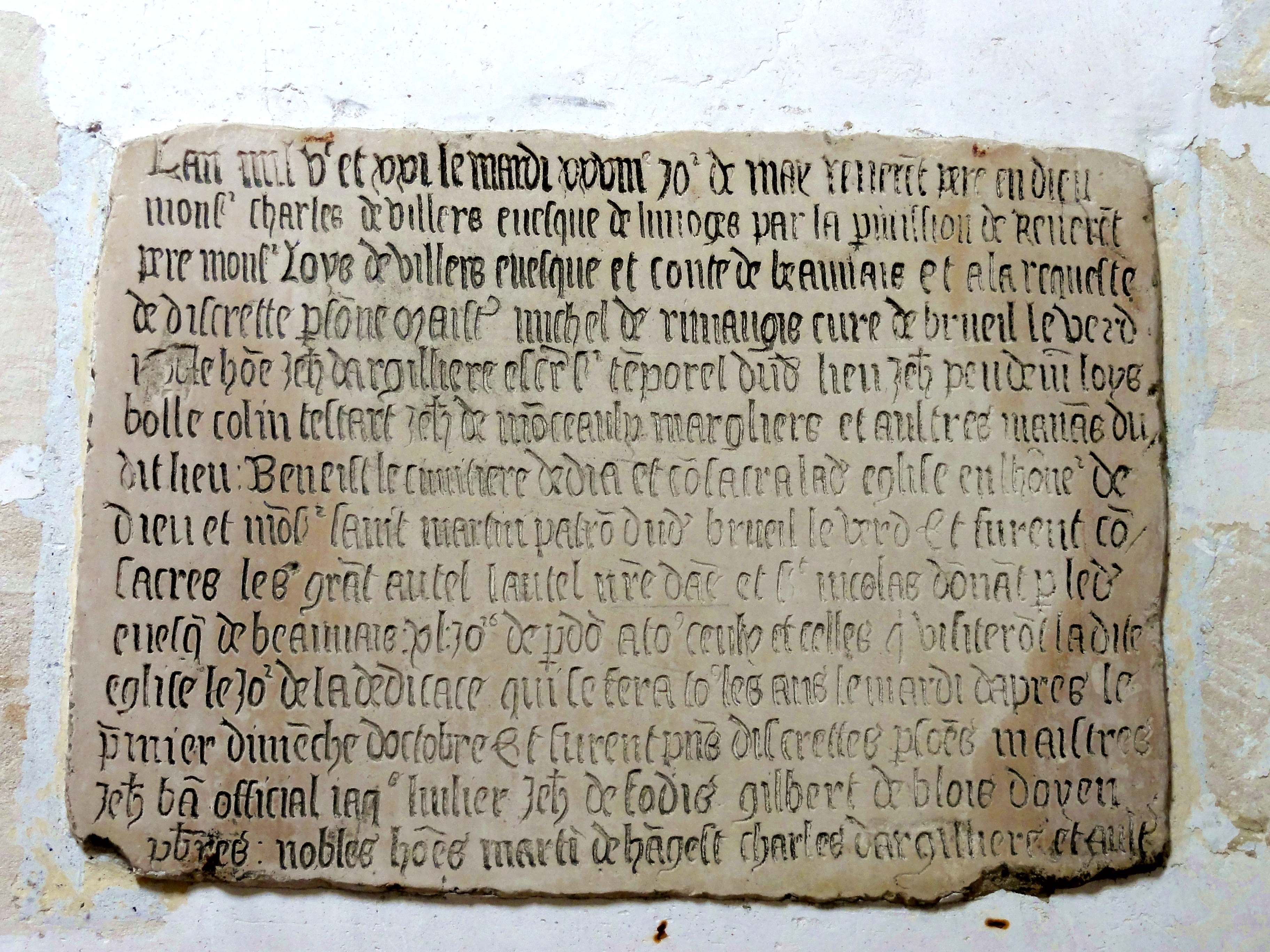
Plaque commémorative de la 2e consécration en 1521.

Sous la guerre de Cent Ans, les crises agricoles et économiques s'enchaînent, et la population est décimée par des épidémies. Le peu d'argent disponible va aux guerres ou doit servir à payer des rançons aux troupes ennemies, et l'entretien des églises est souvent négligée. L'église Saint-Martin semble aussi être dans ce cas, et l'on ne peut pas non plus exclure que le bas-côté nord de la nef est détruit. Au début du XVIe siècle, le bas-côté nord est supprimé, et les grandes arcades du nord sont jetées bas, et la nef est élargie vers le nord et portée à la même largeur que le chœur et le collatéral réunis. Elle est pourvue d'une nouvelle façade, avec un portail occidental dans l'axe de l'ancienne nef, car le bas-côté sud roman est probablement conservé dans un premier temps. Un portail plus important est aménagée au nord de la troisième travée, tournée vers le village. Il a été supprimé ultérieurement, et sa baie entièrement murée au XIXe siècle (voir ci-dessous). La nef élargie n'est pas voûtée, mais recouverte d'une charpente en carène renversée, qui est garnie d'un lambris. Dans les villages voisins, comme à Bailleval, Cambronne-lès-Clermont ou Mogneville, les nefs sont souvent restées romanes, car elles sont à la charge des fidèles sous l'Ancien Régime, alors que le chœur est à la charge des gros décimateurs, qui bénéficient de davantage de moyens pour faire effectuer des travaux de rénovation ou d'agrandissement, souvent dans le nouveau style flamboyant.
À Breuil-le-Vert, ce sont toutefois  le seigneur du village, Pierre II d'Argillière, et le curé, Michel de Rimaugis, qui financent les travaux de la nef. Cette générosité peut s'expliquer par le fait qu'il soit chanoine de Clermont depuis 1467, et chanoine de Beauvais depuis 1503. Le 22 janvier 1515, il fonde avec son frère Jean la chapellenie de Notre-Dame, dont le bénéfice est réservé à Nicole, fils aîné de Jean, chanoine de Beauvais depuis 1513 et bienfaiteur de l'église (c'est également lui qui fit tisser la tapisserie tirée de l'Histoire des Gaules qui est encore dans le trésor de la cathédrale de Beauvais). D'autres travaux passés sous silence par Élisabeth Bail-Dhé sont entrepris dans le collatéral nord du chœur : les trois premières voûtes sont partiellement refaites et munies de nouvelles clés de voûte flamboyantes, et les faisceaux de colonnettes engagés dans le mur sont remplacés par des culs-de-lampe du même style,. Puis, Jean succède à son frère, et préside, le 21 mai 1521, à la nouvelle consécration de l'église. L'évêque de Beauvais, Louis de Villiers de L'Isle-Adam, étant trop malade pour se déplacer (il meurt dans la même année), il délègue la célébration à son neveu, Charles de Villiers de L'Isle-Adam, chanoine de Beauvais en 1498 puis archidiacre, et évêque de Limoges en 1522. Une plaque gravée dans l'église rappelle : « L'an mil vc, le mardi xxviiie jor de mai, révérend père en dieu monsr charles de villers, evesque de limoges […] Beneist le cimitiere, dédia et consacra lad. église en l'honer de dieu et monsr sanit Martin, patron du dit Brueil le Verd… ». Une transcription de la totalité de l'inscription et de riches renseignements sur le contexte historique et la biographie des personnages impliqués se trouve chez Ernest Laurain. La plaque commémorative de la deuxième dédicace est classée monument historique depuis le 5 novembre 1912.

### La fin du prieuré et la période révolutionnaire
Dans son ouvrage, Élisabeth Bail-Dhé n'évoque pas l'histoire du prieuré, et se borne à évoquer quelques rares faits de la vie de la paroisse. Ces sujets sont en revanche étudiés par Alain Mabille. Le prieuré de l'abbaye Saint-Germer-de-Fly est supprimé bien avant la Révolution française. Dès la fin du XVIIe siècle, l'abbaye prévoit la fermeture de plusieurs prieurés, tout en conservant leurs possessions et revenus, afin de faire l'économie des frais de fonctionnement et financer ainsi la fondation d'un séminaire dans l'abbaye. Au bout d'une longue procédure, l'évêque, Mgr Étienne-René Potier de Gesvres, émet un décret définitif en 1760, qui supprime à perpétuité le prieuré et ses titres, et affectent ses revenus au collège de l'abbaye. Le prieuré est transformé en ferme, et son logis du XVIe siècle et son colombier en subsistent à ce jour.
Sous la Révolution, le 12 septembre 1790, un inventaire des titres fonciers, effets mobiliers et immobiliers de l'église de Breuil-le-Vert est dressé à la demande du directoire du district de Clermont. Pour le moment, la liberté de religion n'est pas encore mise en cause, et la cloche est refondue en la même année. Le 30 janvier 1791, le curé, Me Lelièvre, est l'un des derniers prêtres du district à prêter serment à la constitution civile du clergé. Début 1792 et 1793, il obtient encore du district la rétribution rétroactive pour les 108 messes de fondation annuelles qu'il avait célébrées dans la chapelle seigneuriale de l'église. Le culte catholique est interdit sous la Terreur, à la fin de l'année 1793, et les traces du curé se perdent. Le 10 décembre 1794 (20 frimaire an III), les biens de la fabrique sont vendus aux enchères. Contrairement à de nombreux autres villages, il ne semble pas que le culte reprenne à l'été 1795, et il faut attendre le concordat de 1801 et deux années supplémentaires pour voir enfin l'installation d'un nouveau curé, avec Firmin Quentin, en 1803. C'est vers cette époque qu'il convient de situer, au plus tard, la démolition du bas-côté sud (les églises de Clairoix, Cramoisy, Heilles, Mogneville, Rieux, etc. connaissent un sort analogue). En 1808 en effet, toutes les ouvertures de l'église sur la ferme installée dans l'ancien prieuré sont bouchées, et le mur de clôture est vraisemblablement érigé dans ce contexte. Du temps de l'existence du bas-côté, celui-ci assurait la séparation entre l'église (ou le cimetière) et la ferme. — Âgé de seulement quarante-et-un ans, l'abbé Quentin meurt prématurément le 18 février 1809, et la cure reste vacante en raison du manque de prêtres. Les prêtres des paroisses voisines viennent dire des messes, mais les registres paroissiaux ne sont plus régulièrement tenus, et pour les enterrements, le clerc laïc officie souvent seul. De 1828 à 1834, il y a des curés en titre, mais ils ne restent que quelques années. La stabilité ne revient qu'avec l'abbé Delamorlière, qui reste de 1834 jusqu'en 1849,.

### Le remaniement de la nef auXIXesiècle
En 1840, l'abbé Delamorlière écrit au roi pour lui demander une subvention dans le cadre de l'aide aux paroisses pauvres. Il parle du « besoin et de la détresse de ma pauvre église » et mentionne que le grand autel a grand besoin de restauration, qu'une grande partie du pavage du sol est à refaire, que les murs ont besoin d'être blanchis ou grattés, que le lambris de la charpente de la nef a aussi grand besoin d'être peint ou blanchi, qu'il n'y a pas de sacristie « habitable », et qu'il conviendrait d'en construire une. Ces travaux ne sont apparemment pas entrepris. En 1843, préalablement à une visite épiscopale, l'on charge seulement le maçon Porret de donner un peu d'éclat à l'église. Selon Élisabeth Bail-Dhé, il gratte et retaille les faces des fonts baptismaux, qui sont ainsi dénaturés. Or, Eugène Müller, qui visite l'église en 1892, décrit encore les fonts baptismaux tels qu'Eugène Woillez les a vus au cours des années 1840. En 1859, le conseil municipal autorise l'exécution d'urgents travaux de réparation, qui portent sur le clocher, le porche d'entrée, et surtout sur une voûte du collatéral nord dont une partie est tombée. Dans ce contexte, l'un des piliers, qui s'est incliné et est recouvert de lierre, est consolidé. Un chaînage en fer est mis en place pour lutter contre l'écartement des murs sous la charge des voûtes. Ces travaux ne semblent pas avoir laissé de traces manifestes dans l'intérieur de l'église. Mais le porche, bien qu'encore restauré pour une dernière fois, sera démoli ultérieurement (Élisabeth Bail-Dhé n'indique pas la date, mais dit que deux personnes vivant déjà à Breuil-le-Vert au cours des années 1930 s'en souvenaient encore).

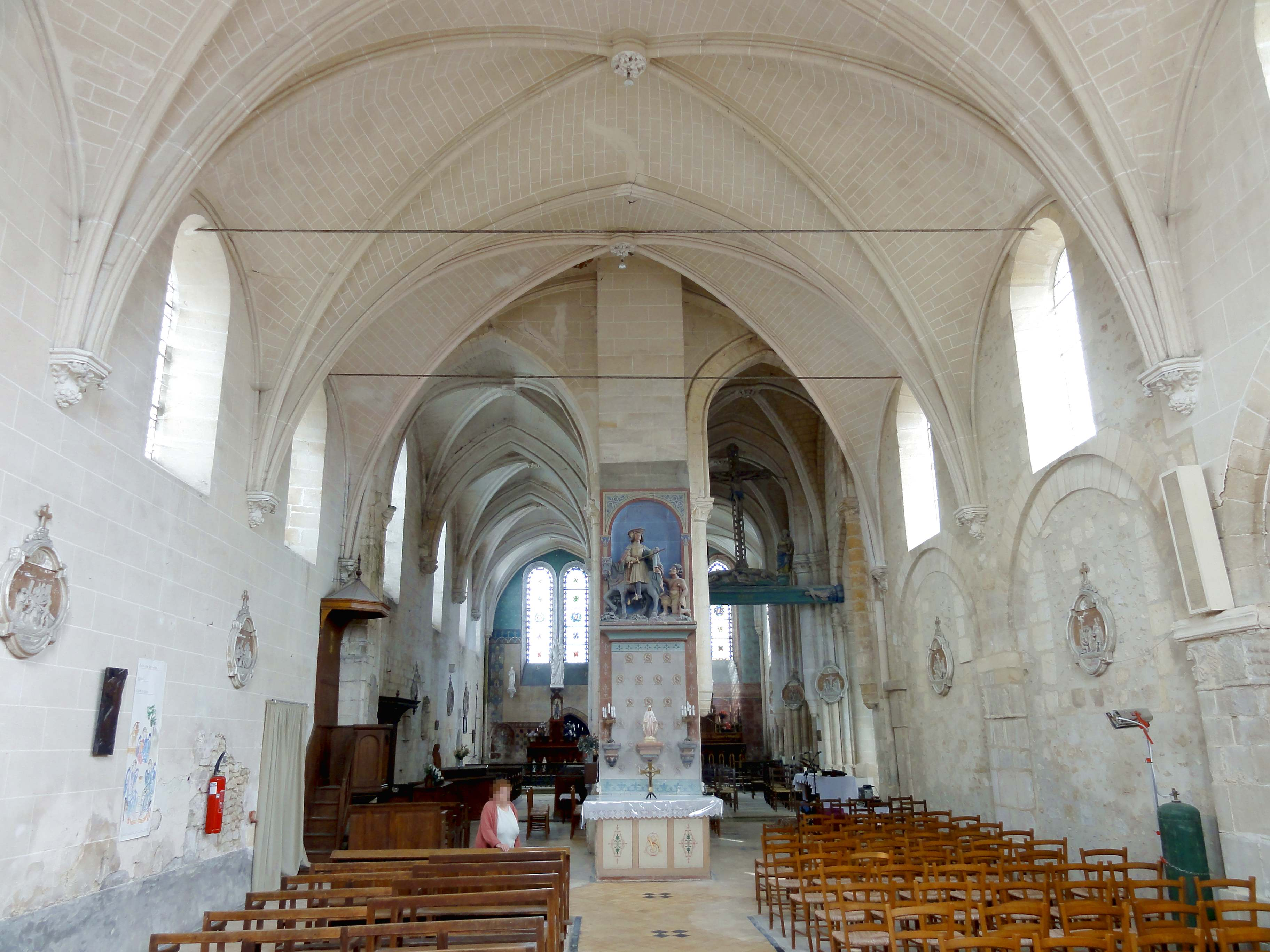
Vue intérieure depuis le portail ; les fenêtres, le contrefort au fond au milieu et les voûtes sont des années 1870.

En 1868, sous le ministère de l'abbé Nervet, la paroisse reçoit un legs de 6 000 livres de la veuve de l'ancien maire, Mme Massé, afin de pouvoir effectuer des réparations dans l'église. Dans un premier temps, l'on enlève seulement le lambris de demi-revêtement des murs de la nef, rongé par l'humidité. En 1870, le sous-préfet de Clermont écrit au préfet pour lui signaler que l'église de Breuil-le-Vert est dans un état de délabrement tel que des travaux de restauration doivent être entrepris de toute urgence. Les murs intérieurs de la nef sont noirs et décrépis, en particulier à l'emplacement de l'ancien lambris, et il n'y a qu'une unique fenêtre du côté nord. La fenêtre occidentale du XVIe siècle, implantée alors dans l'axe du portail, est en mauvais état. Le sous-préfet estime que des fenêtres supplémentaires doivent être percées au nord, et que les petites fenêtres romanes qui éclairent la nef depuis le sud, doivent être agrandies. Ce n'est que maintenant que le curé et les marguilliers décident d'un programme de travaux. Il est approuvé par le conseil municipal en date du 3 février 1870. Les travaux, diversement appréciables, sont rapidement menés. Le mur qui bouche la grande baie (vraisemblablement une baie de porte) dans la troisième travée du nord est renouvelé. Élisabeth Bail-Dhé s'efforce à interpréter la baie comme une ancienne arcade ouvrant sur une chapelle, pour la simple raison qu'un porche existait déjà à l'ouest. Ceci ne s'oppose pourtant pas à l'existence ancienne d'un deuxième portail. L'unique fenêtre du nord, qui date du XVIe siècle, est bouchée, et quatre nouvelles baies régulièrement réparties sont créées. Si cette mesure relève du bon sens, les autres mesures ne sont pas d'une utilité réelle et ne respectent pas l'authenticité du monument.
Les fenêtres romanes du côté sud sont remplacées par des fenêtres identiques à celles du nord, mais deux baies qui existaient dans les grandes arcades bouchées (comme toujours à Cramoisy) sont murées (il n'est pas certain de quand exactement date cette intervention). Les piliers des grandes arcades romanes sont arasés, mais les chapiteaux du rang de claveaux supérieur sont tout au moins remontés. Le plafond lambrissé de la nef, qui existe toujours en mauvais état, est dissimulée par des voûtes d'ogives en briques creuses et plâtre, « d'un genre nouveau » selon le curé et les marguilliers, mais imitant le style du XIIIe siècle. Il s'agit du système mis au point par F. Colas, Clermont, comme à Nointel. D'autres églises des environs sont « embellies » par des voûtes du même genre : Ansacq, Balagny-sur-Thérain, Fitz-James, Néry, La Neuville-en-Hez, Venette, etc. La guerre franco-allemande de 1870 interrompt sans doute les travaux. Le voûtement est terminé en novembre 1872. En cette année toujours, la baie occidentale, dont l'on distingue encore les traces dans l'appareil, est bouchée, et une baie de type Renaissance est aménagée au milieu de la façade. La sacristie est construite en 1883. À une période du XIXe siècle que l'on ne saura préciser en l'absence de documents, un gros massif de maçonnerie est appliqué devant le premier pilier des grandes arcades du chœur, côté nef. Élisabeth Bail-Dhé est persuadé qu'il ne s'agisse pas du pilier précédemment cité. Un document conservé aux archives municipales indique que la niche abritant la Charité de Saint-Martin a été peinte par M. Fontaine en 1847, et le pilier ne saura donc pas être postérieur. L'autel appliqué devant le nouveau contrefort est mentionné pour la première fois en 1891. C'est de cette année que date la chaire à prêcher, exécutée par Jules Ferret, un charron local, est installée au nord de la nef.

### L'église Saint-Martin auXXesiècle
En 1904, un nouveau curé, l'abbé Marty, est installé à Breuil-le-Vert. Il assiste à la mise en place de la séparation des Églises et de l'État et la mise sous séquestre des biens de la fabrique en 1906. Ils sont mis à disposition du bureau de bienfaisance de Breuil-le-Vert en 1910 seulement. Comme sous la Révolution, un inventaire du mobilier est effectué en 1905. Trois éléments du mobilier sont classés monument historique au titre objet par arrêté du 5 novembre 1912, à savoir la plaque commémorative de la consécration en 1521, le groupe sculpté de la Charité de Saint-Martin et la poutre de gloire. Les années de la Première Guerre mondiale sont désastreuses pour les recettes de la paroisse, qui doit désormais composer avec les seuls dons des fidèles. Le curé tombe malade en juin 1918, et doit s'abstenir de Breuil-le-Vert. De retour après l'Armistice, il fait le triste constat que les soldats qui ont habité le presbytère pendant dix mois ont brûlé l'ensemble des archives. En 1920, l'abbé Marty est nommé à la cure de La Chapelle-en-Serval et Orry-la-Ville, et il est remplacé par l'abbé G. Froment. Ce sera le dernier prêtre résident de Breuil-le-Vert,. L'église est classée aux monuments historiques par arrêté du 19 mars 1921. Au mois de juin, l'abbé Froment quitte déjà le village. À compter du 1er juillet, l'abbé Orget, curé de Neuilly-sous-Clermont, est chargé de célébrer une messe un dimanche sur deux. Ce rythme des célébrations est encore en vigueur au cours des années 1970. Avec la création de quarante-cinq nouvelles paroisses à l'échelle du diocèse en 1996, Breuil-le-Vert est affilié à la paroisse du Cœur du Christ de Clermont, qui s'étend sur dix communes. L'église Saint-Martin accueille des messes dominicales anticipées environ une fois par mois.
En 1979, des  vitraux du XIIIe siècle provenant de la chapelle latérale sud sont retrouvés dans un musée de Pennsylvanie, grâce aux recherches d'Élisabeth Bail-Dhé, mise en contact avec un chercheur américain. Ils ont transité par un amateur clermontois à la fin du XIXe siècle, puis sont acquis par un antiquaire, et atterrissent enfin aux États-Unis. Des reproduction des quatre médaillons ont été confectionnés pour l'église Saint-Martin. En 1989, l'architecte du patrimoine Vincent Brunelle effectue des relevés dans l'église, et préconise la suppression des voûtes néo-gothiques de la nef, et la restauration de la charpente lambrissée du début du XVIe siècle, dont des planches en chêne avaient encore été remplacées en 1836. Une telle opération a déjà été menée à Rhuis, et plus récemment à Vaumoise. — Le 15 janvier 2015, quelques habitants fondent l'association pour la Sauvegarde de l'église Saint-Martin de Breuil-le-Vert (SMBLV). Cinq ans plus tard, elle réunit environ cent-quatre-vingt adhérents. L'objectif de l'association est de mener de multiples actions pour participer au financement de la restauration de l'église. Grâce à un grand rassemblement de véhicules de collection, intitulé « Un dimanche comme autrefois », organisé un an sur deux au mois de mai, et des projets culturels tels que des concerts et expositions artistiques, la somme de 40 000 € a pu être récoltée pendant les cinq premières années d'existence de la SMBLV. La municipalité a ainsi pu restaurer la chapelle latérale sud, à l'extérieur tout comme à l'intérieur, et le versant sud des deux premières travées du chœur,.

## Description

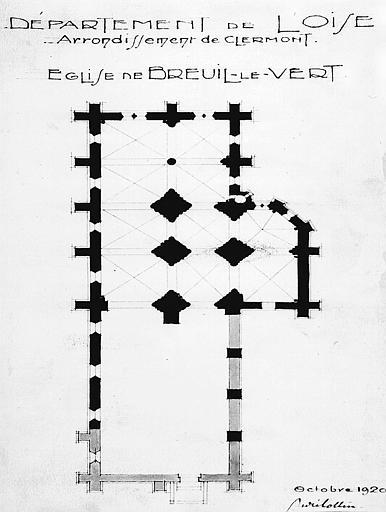
Plan de l'église.

Régulièrement orientée, l'église se compose d'une large nef unique de quatre travées ; d'un chœur de quatre travées et d'un collatéral nord de même hauteur établis tous les deux dans le prolongement de la nef, et se terminant par un chevet plat ; et d'une chapelle latérale sud de deux travées, soit une travée rectangulaire et une abside polygonale, au sud des deux premières travées du chœur. La chapelle faisait suite au bas-côté sud, dont les grandes arcades bouchées sont encore visibles tant à l'intérieur qu'à l'extérieur. Une tourelle d'escalier occupe l'angle entre l'abside de la chapelle et le chœur. Le clocher en bâtière s'élève au-dessus de la deuxième travée du vaisseau central du chœur. Une sacristie moderne est accolée à la deuxième et à la troisième travée du collatéral. L'ensemble de l'église est voûté d'ogives ; cependant, les voûtes de la nef sont néo-gothiques et cachent une charpente lambrissée en carène renversée du début du XVIe siècle. Chœur et collatéral forment un ensemble assez homogène de huit travées ; cependant, presque toutes les travées sont de dimensions légèrement différentes. Le collatéral est plus large que la nef, et la première travée est plus profonde que les deux suivantes, tandis que la dernière est plus courte.
L'église atteint une longueur totale hors-œuvre de 36,55 m, dont 17,55 m incombent à la nef, et 19,00 m au chœur. La largeur intérieure est de 8,90 m en moyenne dans la nef, et de 12,20 m dans le chœur. La hauteur sous le sommet des voûtes est comprise entre 9,09 m et 9,35 m dans le chœur, et se porte à 8,75 m dans la nef, qui était d'une hauteur autrement considérable avant la construction des voûtes néo-gothiques. L'on accède à l'église par le portail occidental de la nef, ou par une petite porte à la fin de la nef, au nord ; il y a également une petite porte dans le mur occidental de la chapelle latérale sud. La nef est recouverte d'une toiture à deux rampants avec un pignon en façade. La première travée du chœur et du collatéral sont recouvertes ensemble par une toiture à deux rampants plus élevée que celle de la nef. Elle se poursuit, au nord du clocher, par un toit en appentis terminé à l'est par un demi-pignon, et est reliée au sud au toit à croupes de la chapelle, dont l'un des pans prend appui contre le mur occidental du premier étage du clocher, qui serait normalement dégagé. Les deux dernières travées du chœur, ainsi que celles du collatéral, sont munis de toits en bâtière indépendants, avec deux pignons juxtaposés au chevet.

### Intérieur

#### Nef

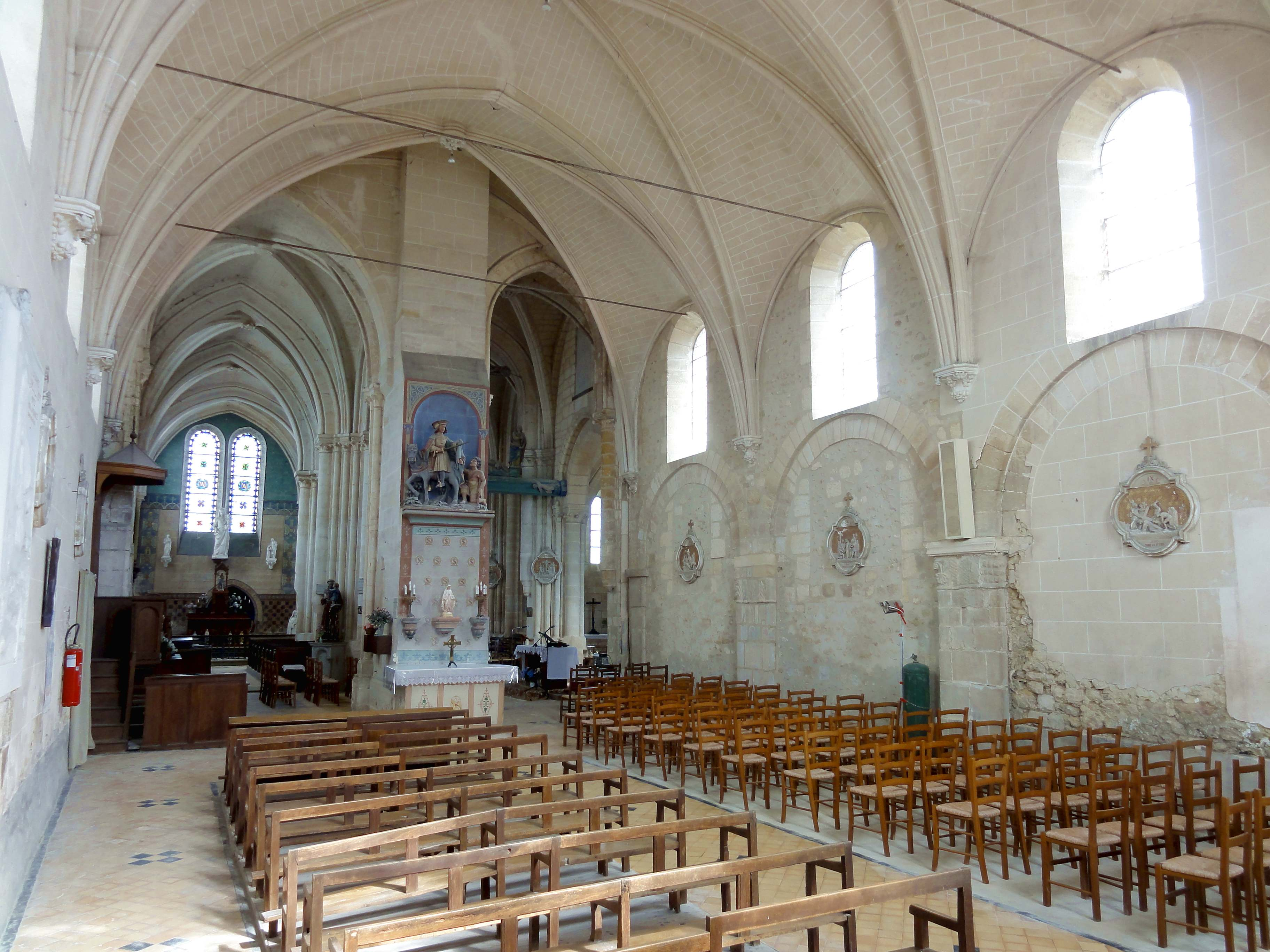
Vue vers le sud-est.

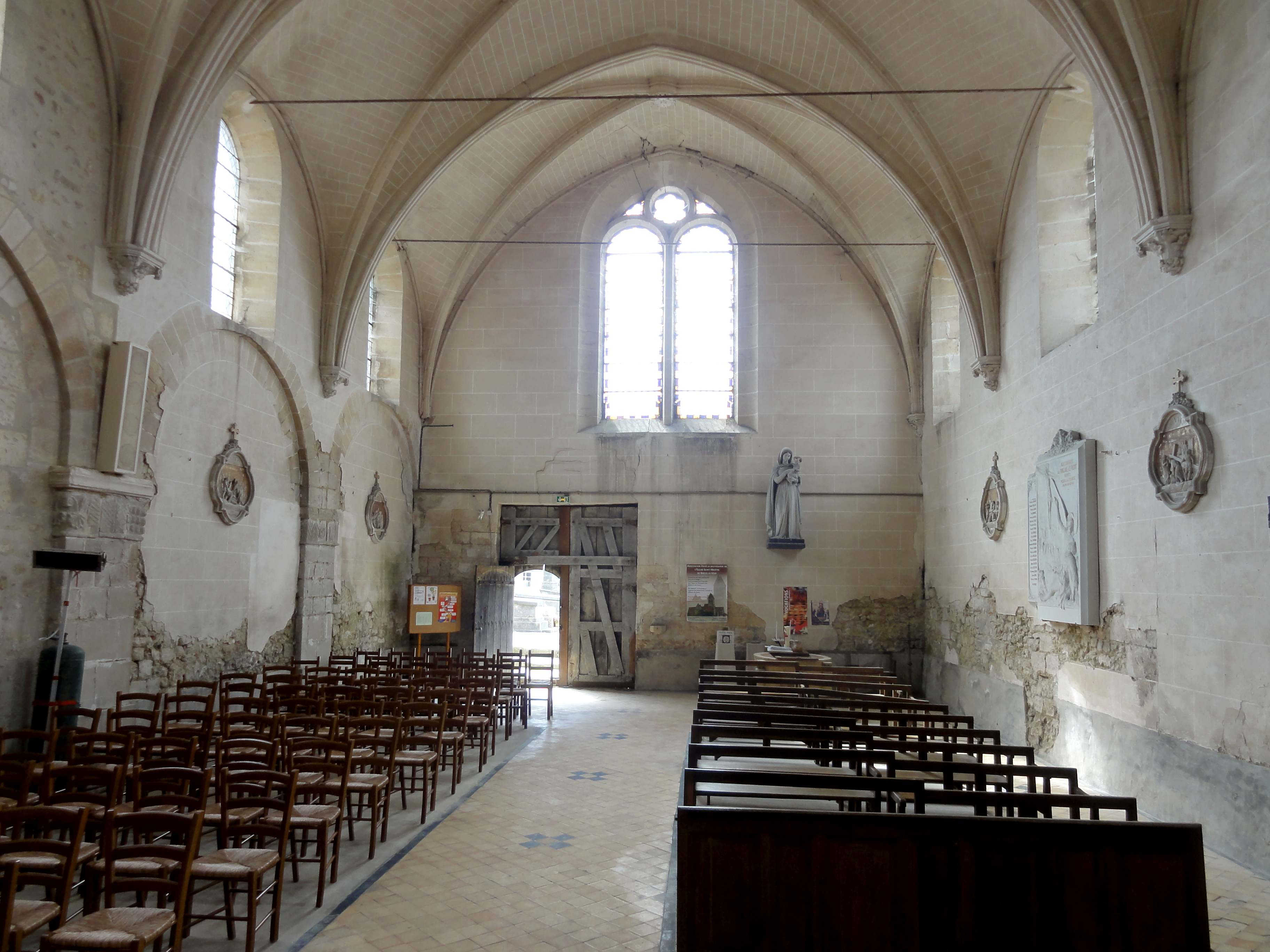
Vue vers l'est.

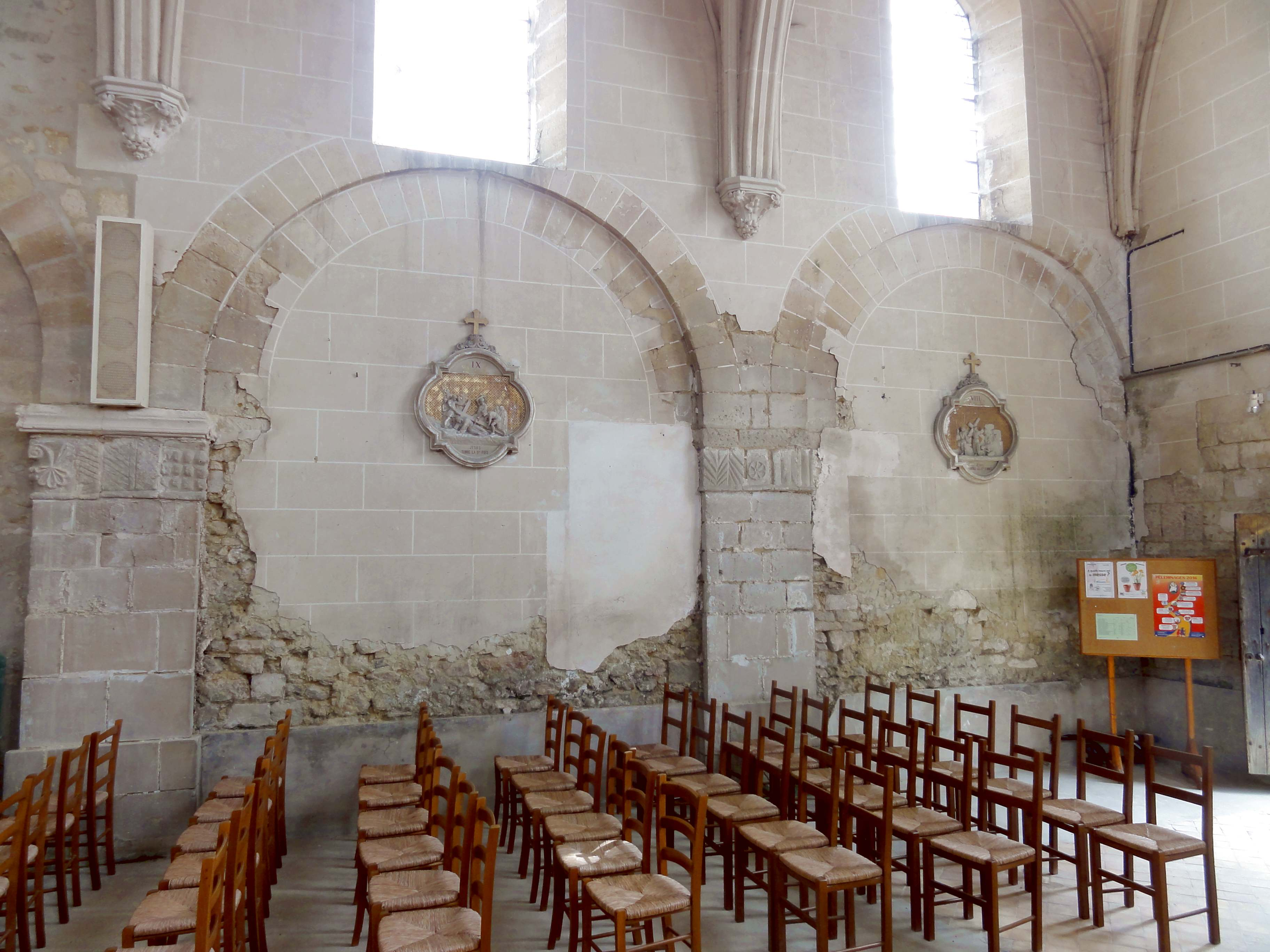
2e et 1re grande arcade du sud bouchées.

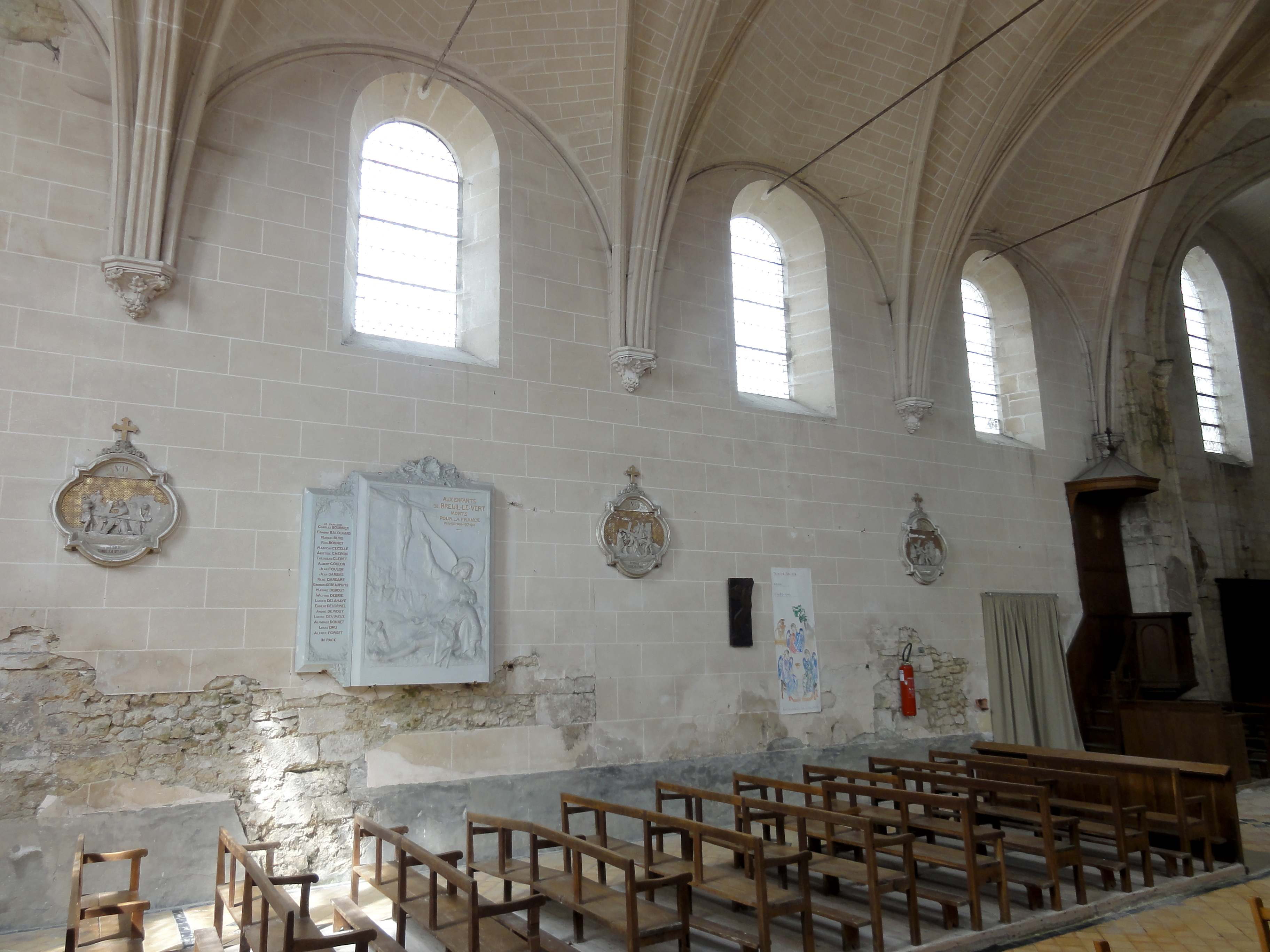
Élévation nord.

La nef unique de Breuil-le-Vert se démarque de toutes les autres de la région par sa double ouverture sur deux vaisseaux de dimensions à peu près identiques. Généralement, une double nef correspond à un double chœur, comme à Allonne, Courcelles-sur-Viosne, Fleurines, Genainville, Limay, Saintines, etc., ou bien une large nef unique ouvre sur un chœur et ses deux collatéraux, comme à Saint-Félix. Cette particularité est d'un effet esthétique douteux, mais a tout au moins un effet pittoresque. Elle remonte au début du XVIe siècle, quand la nef fut portée à sa largeur actuelle, au détriment de l'ancien bas-côté nord. L'arcade vers le collatéral nord fut donc ouverte après coup, comme l'indique l'absence de mouluration et de supports qui contraste avec les autres arc-doubleaux du chœur et du collatéral, et se substitue sans doute à une arcade beaucoup plus modeste, à l'échelle de l'ancien bas-côté. Pour le reste, abstraction faite des grandes arcades, l'espace intérieur de la nef est avant tout une création des années 1870. Ses dimensions sont généreuses, mais elle est moins grande que les parties orientales, car tributaires de l'ancien nef romane avec son bas-côté nord, alors que les parties orientales furent élevées au début du XIIIe siècle en dehors de telles contraintes. Les grandes arcades du nord se situaient plus à gauche (au nord) que le massif de maçonnerie entre l'entrée du collatéral et du chœur. D'emblée, le vaisseau principal du chœur, celui de droite (sud), n'était donc pas situé dans l'axe de la nef.
Ce qui mérite d'être étudié dans la nef sont surtout les quatre grandes arcades bouchées au nord. Elles sont en plein cintre, non moulurées, et semblent reposer sur des piliers carrés de 90 cm de largeur, de 75 cm d'épaisseur, comme le mur, et de 2,19 m à 2,45 m de hauteur (y compris les tailloirs et chapiteaux). Selon Eugène Woillez, qui a vu la nef avant son remaniement, des pilastres ou dosserets sont engagés dans les piliers, et supportent le rouleau supérieur des arcades. Les piliers sont donc en réalité cruciformes. Aujourd'hui, les pilastres ne se distinguent plus, car les arcades sont bouchées au ras du rouleau inférieur, dont l'on aperçoit les claveaux quand l'enduit est tombé, mais pas les supports. Mais ce que l'on voit des piliers sont en fait les pilastres. Les deux rouleaux sont à arêtes vives, ce qui est également conforme à l'usage général de l'époque. Peu ordinaires sont en revanche les piliers cruciformes non cantonnés de colonnettes. Normalement, des fûts cylindriques sont engagés dans les dosserets, au moins de deux côtés. Des piliers sans colonnettes existent bien sûr, mais ils sont alors réellement carrés. Si en l'occurrence les colonnettes font défaut, c'est imputable à la forme des chapiteaux, qui sont de plan carré du haut vers le bas, et non circulaires au niveau de l'astragale. Cependant, Danielle Valin-Johnson remet en cause l'authenticité la forme cruciforme des piliers, car elle n'en connaît aucun autre exemple en Île-de-France, sauf aux croisées du transept. Anne Prache cite néanmoins les parties orientales de Saint-Loup-de-Naud, et l'on peut y ajouter Saint-Martin de Laon dans son état primitif, ainsi que Bruyères-sur-Fère.
Au début et à la fin des grandes arcades, les chapiteaux ont disparu. Sur les trois piliers intermédiaires, ils sont au nombre de trois de chaque côté (à l'intérieur et à l'extérieur, soit dans l'ancien bas-côté sud). Ces trois chapiteaux ou blocs sculptés se situent sur un même plan, et correspondent tous aux pilastres. Les chapiteaux situés aux angles sont à deux faces, mais les autres s'apparentent davantage à de petites dalles sculptées. Élisabeth Bail-Dhé les qualifie de fragments, ce qui ne semble pas approprié, mais les tablettes biseautées tenant lieu de tailloirs et les astragales ont disparu sur de nombreux chapiteaux sous l'effet de l'érosion. Mais dans certains cas, le chapiteau médian s'est brisé, et la partie cassée a été remplacée par un élément dont le motif ne correspond pas. La sculpture est si archaïque, simple, naïf, qu'Eugène Woillez écrit que les volutes ont été « jetées au hasard » par un « sculpteur malhabile » ; qu'Eugène Müller parle d'un « art sauvage, rudimentaire, je dirais presque enfantin » ; et que Danielle Valin-Johnson s'interroge s'il ne s'agit pas de copies exécutées lors de la démolition du bas-côté, ce qu'Élisabeth Bail-Dhé réfute comme idée saugrenue. Ce sont plutôt de simples maçons de village qui étaient à l'œuvre, en s'inspirant vaguement ce qu'ils ont vu ailleurs. À l'extérieur, sur le premier pilier, se profilent des chevrons horizontaux ; deux volutes parallèles ; et de larges rainures en arrondi, qui suggèrent des feuilles superposées, et qu'il faut voir dans le contexte de la face cachée du chapiteau. Sur le deuxième pilier, l'on observe deux volutes d'angle superposées et une volute de face ; des lignes gravées sans ordonnancement précis ; et une volute d'angle associée à une feuille en forme d'éventail. Sur le troisième pilier, l'on distingue une tige dont émanent des feuilles simples ; quatre « semelles alignées garnies de trous comme des clous » (Eugène Woillez) ; et encore une tige et de larges rainures en arrondi. À l'intérieur, les motifs du premier pilier sont deux séries de chevrons ; une étoile à sept branches inscrite dans un cercle ou plutôt une rouelle mérovingienne ; puis des rudentures. Sur le deuxième pilier, l'on trouve une volute d'angle associée à une feuille en forme d'éventail ; des hachures ; et des pointes-de-diamant. Ici, le tailloir est mouluré, et a apparemment été refait selon un profil non approprié. Enfin, le troisième pilier affiche trois volutes d'angle superposées ; encore des hachures ; et des chevrons. L'astragale est large, brute et peu saillante.
Les autres caractéristiques de la nef sont de faible intérêt, surtout les voûtes de 1870 / 1872 en briques et plâtre avec leurs supports. Situées un peu plus bas que celles des parties orientale, elles cachent un peu la partie gauche de l'arcade ouvrant sur le collatéral, et la partie droite de l'arcade vers le chœur. Afin de ne pas devoir monter les voûtes à un niveau plus bas, l'on a stupidement supprimé les entraits de la charpente, et des tirants de fer ont dû être installés pour lutter contre l'écartement des murs gouttereaux sur le poids de la charpente. Celle-ci comporte encore des faux-entraits situés à un niveau supérieur, et comme particularité, des écharpes diagonales pour le renforcement de la structure. L'on n'a pas identifié des éléments sculptés, tels que des engoulants. La nef basilicale de l'époque romane n'était pas voûtée. Les fenêtres romanes au-dessus des grandes arcades du sud n'ont pas laissé de traces, mais l'enduit de plâtre de 1872 peint en faux-appareil tombe successivement, et les contours des ébrasements ne vont pas tarder à refaire surface. Les fenêtres actuelles de 1870 / 1872 mesurent 2,74 m de hauteur.

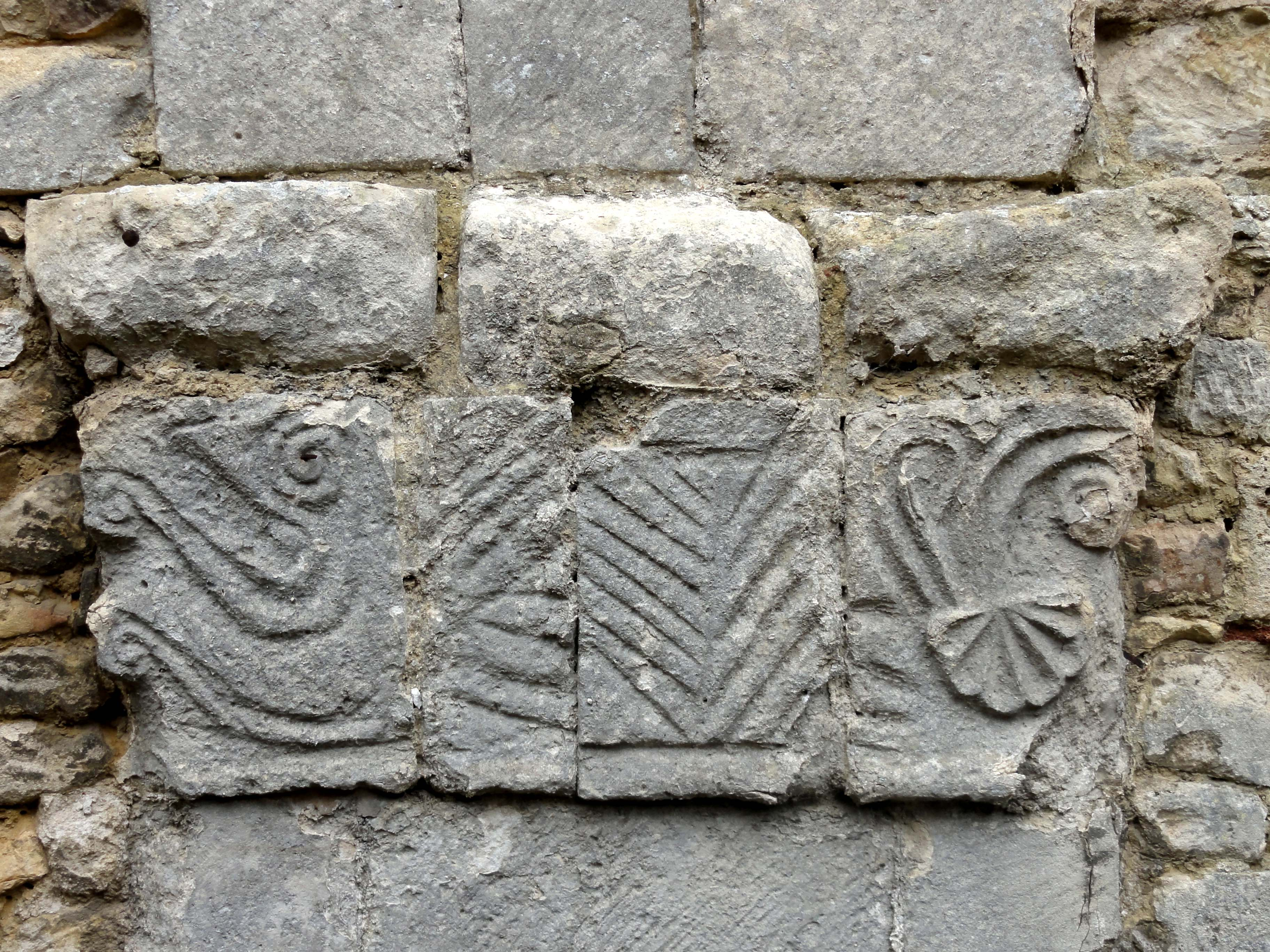
Chapiteaux du 2e pilier du sud (extérieur).
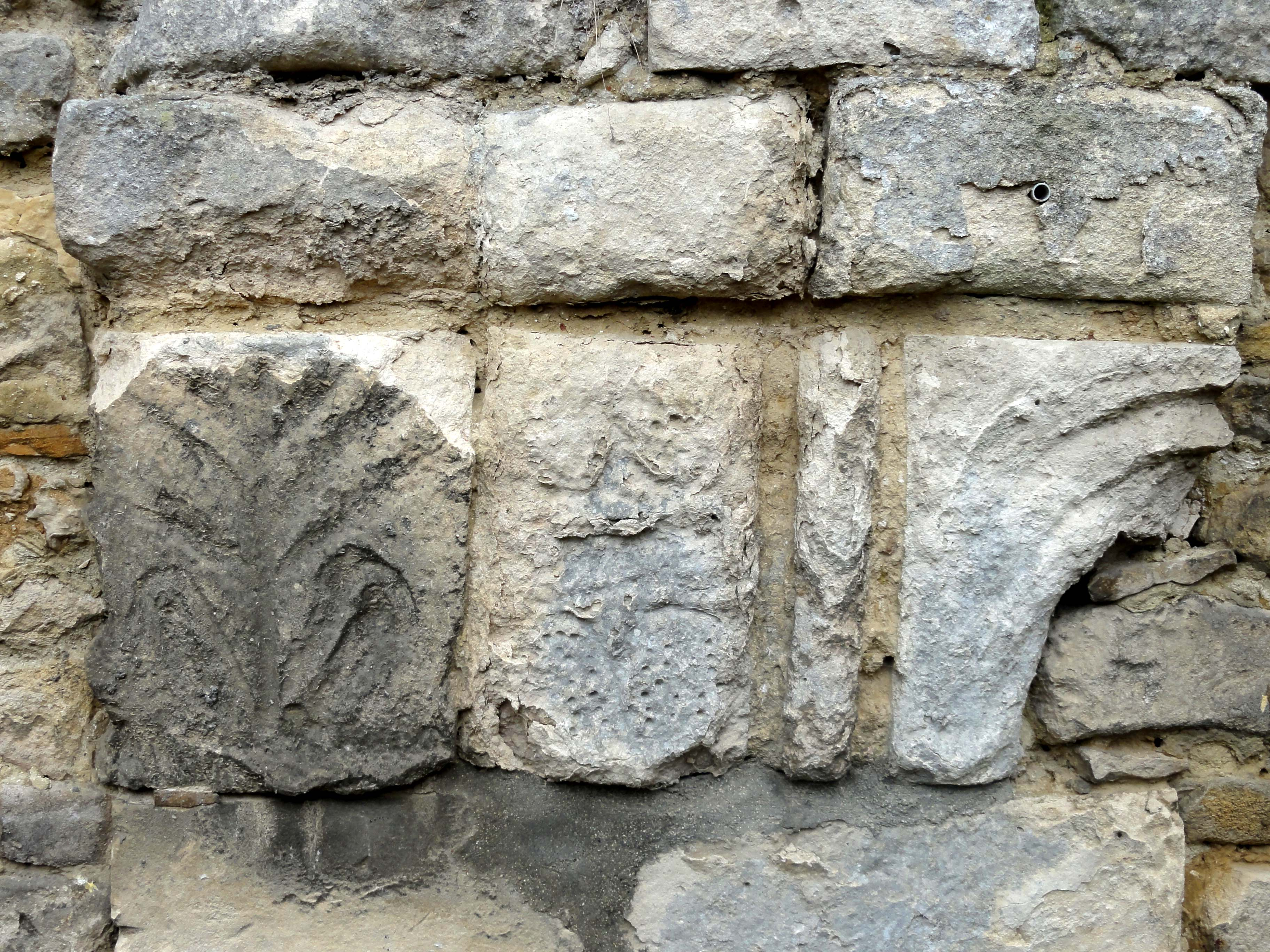
Chapiteaux du 3e pilier du sud (extérieur).
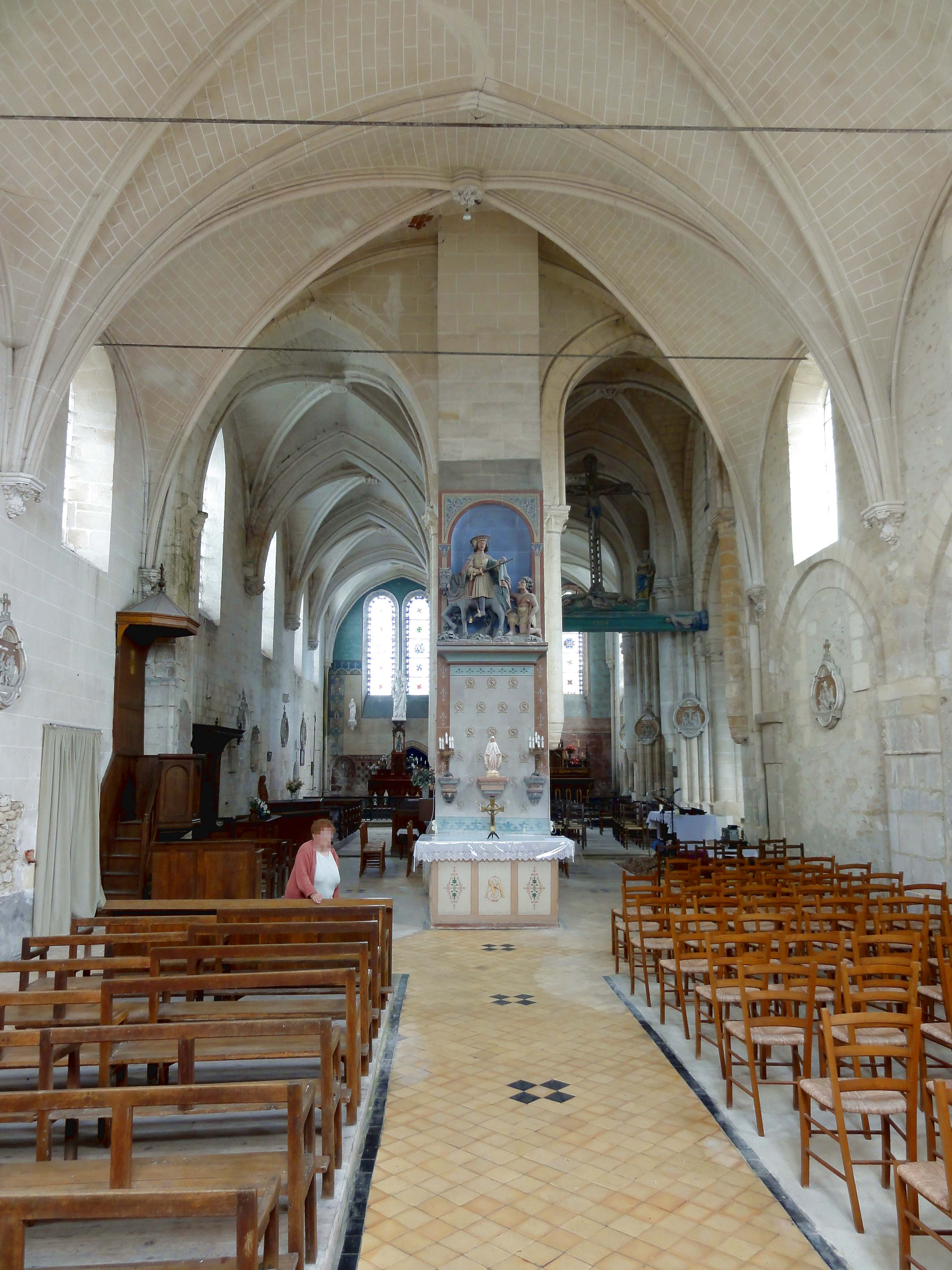
Nef, vue vers l'est.
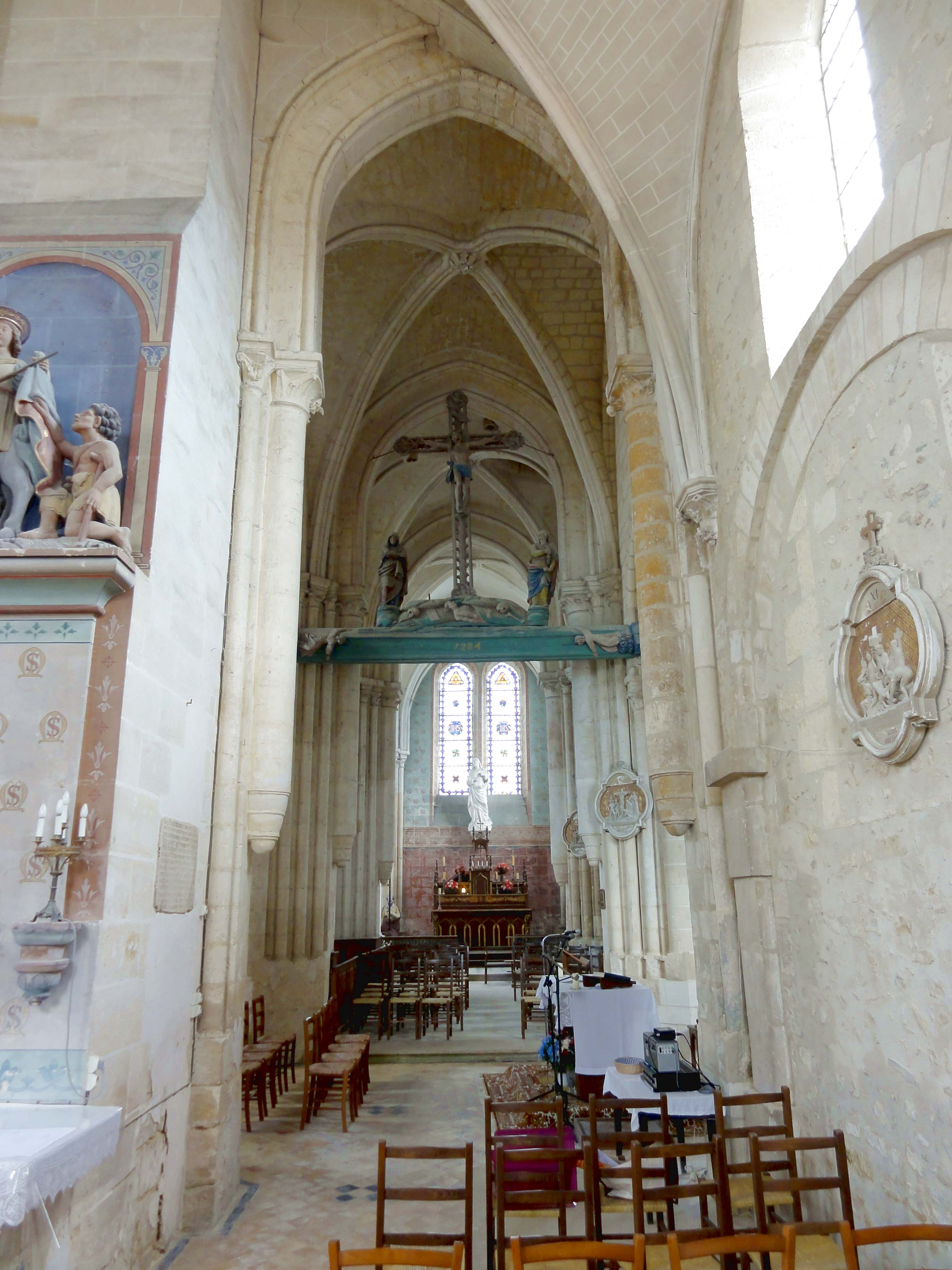
Nef, vue vers l'est dans le chœur.
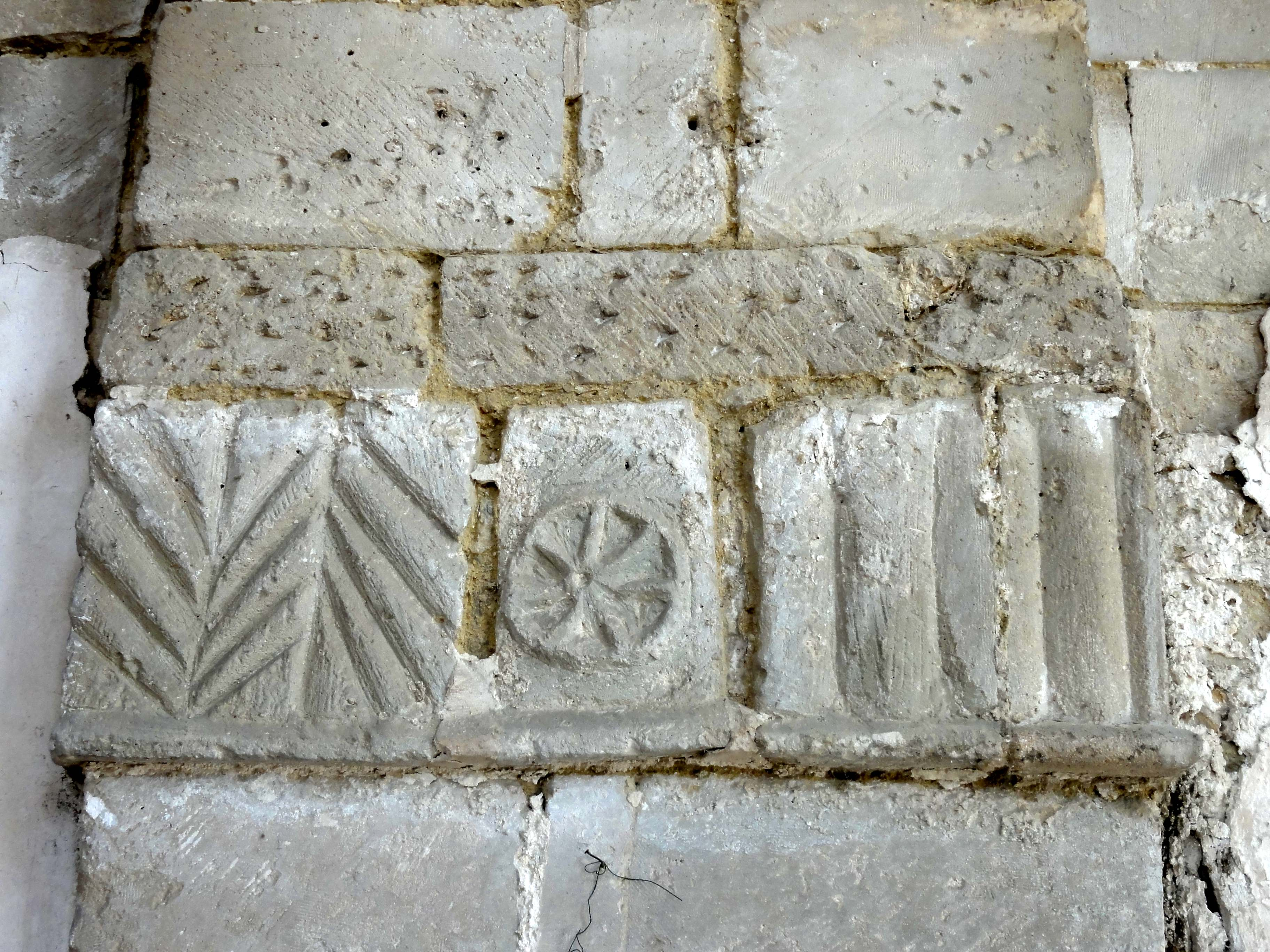
Chapiteaux du 1er pilier du sud (intérieur).
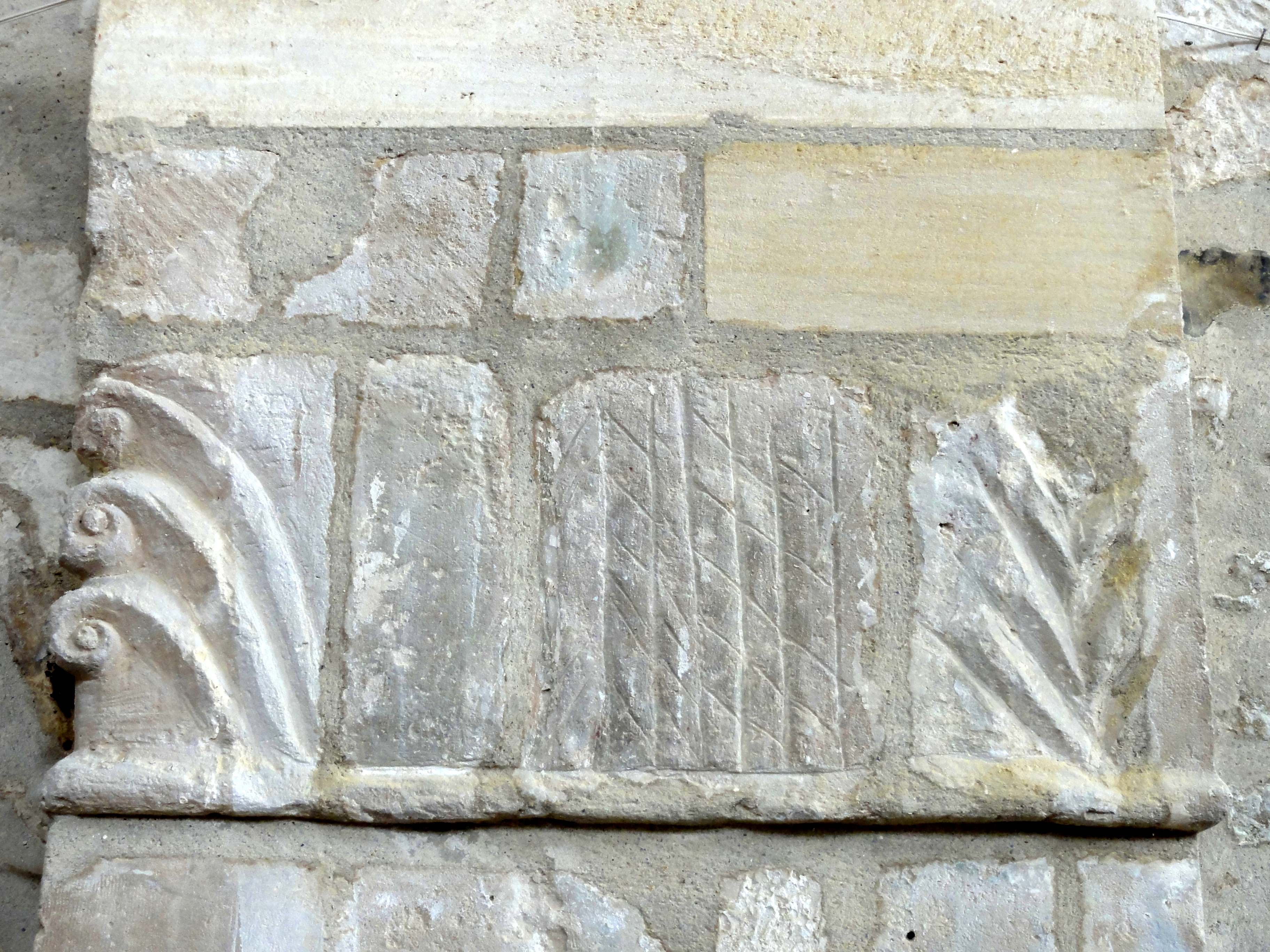
Chapiteaux du 3e pilier du sud (intérieur).

#### Chœur, première travée et base du clocher

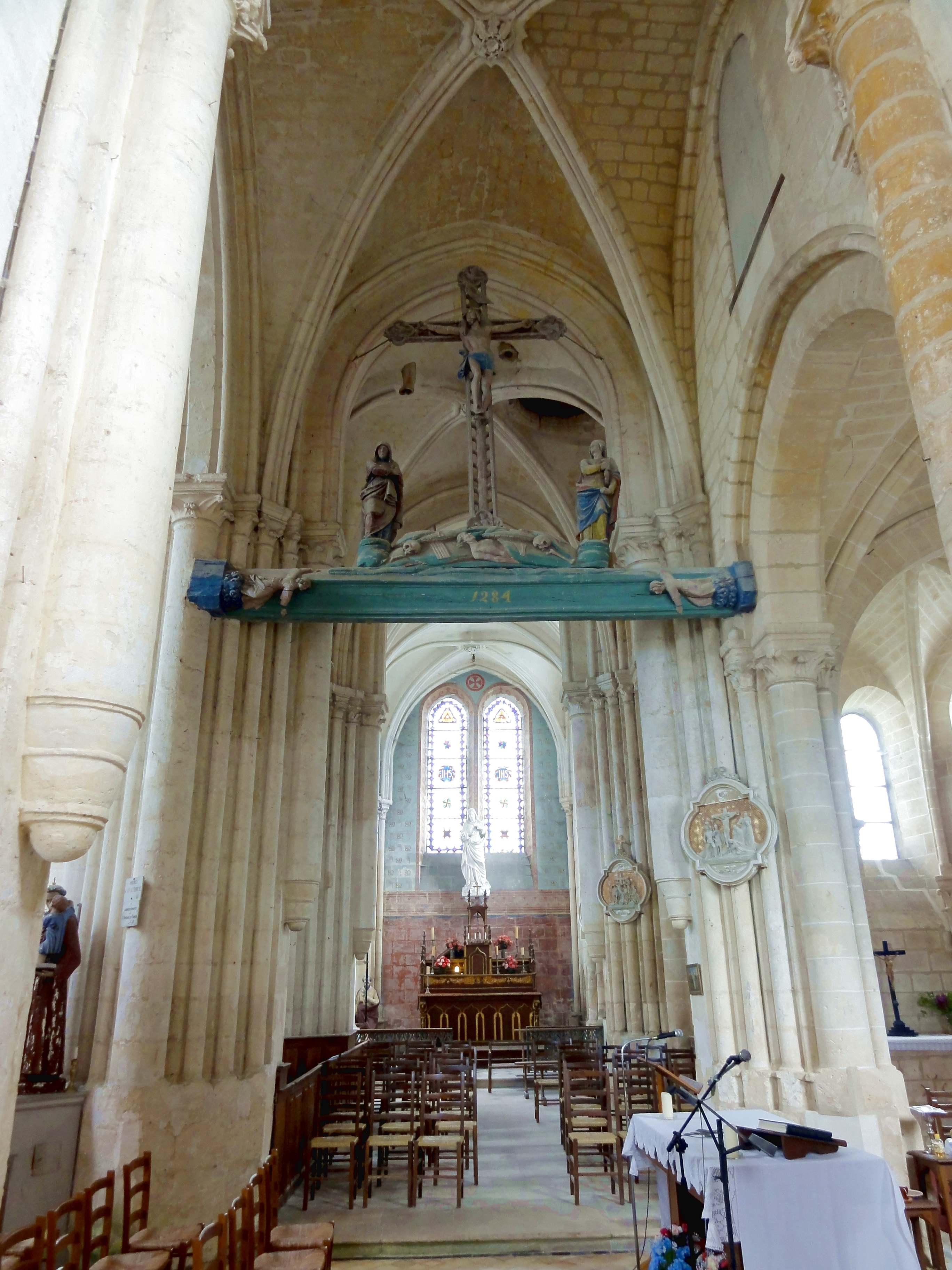
1re travée, vue vers l'est.

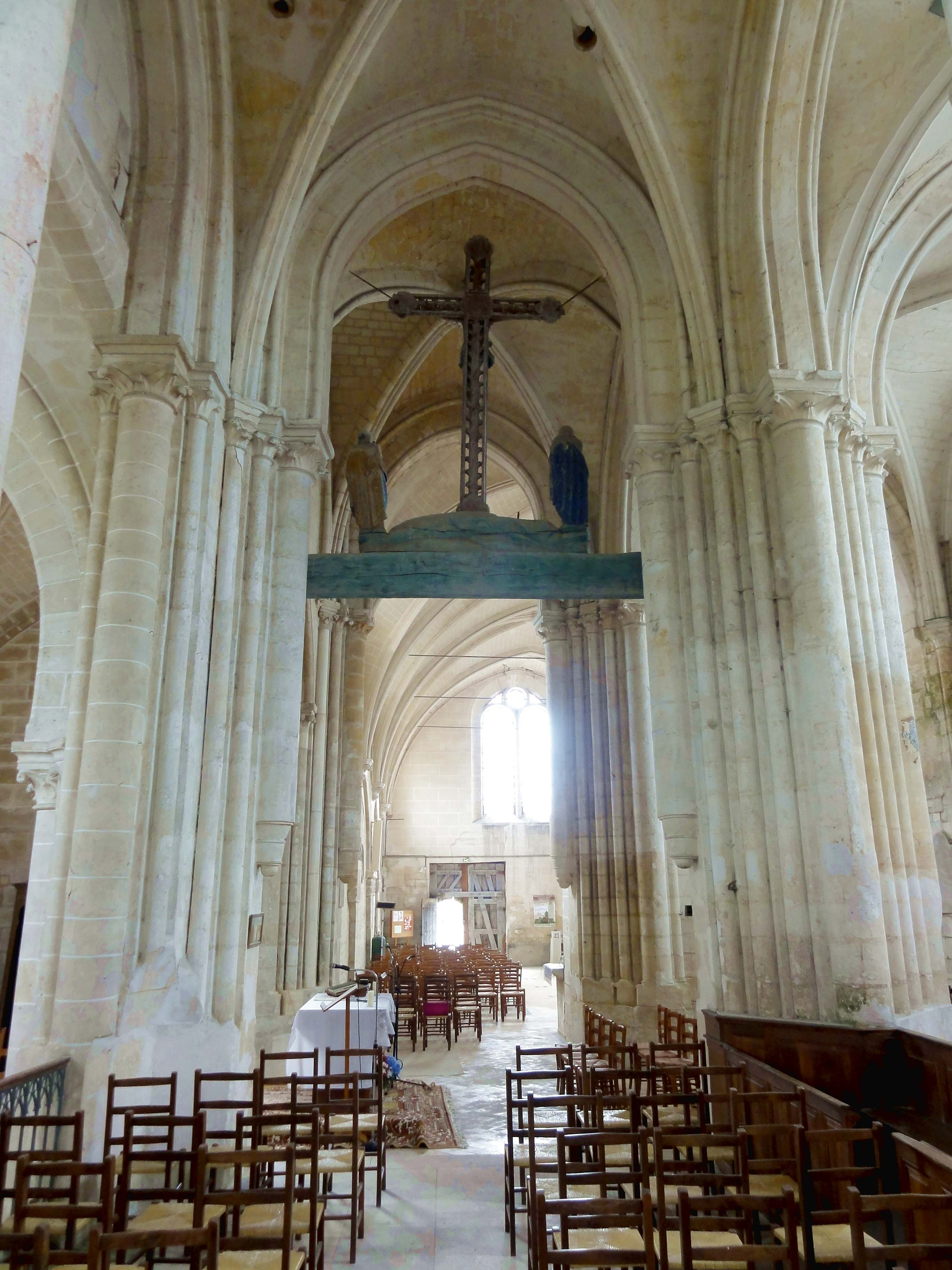
2e travée, vue vers l'ouest.

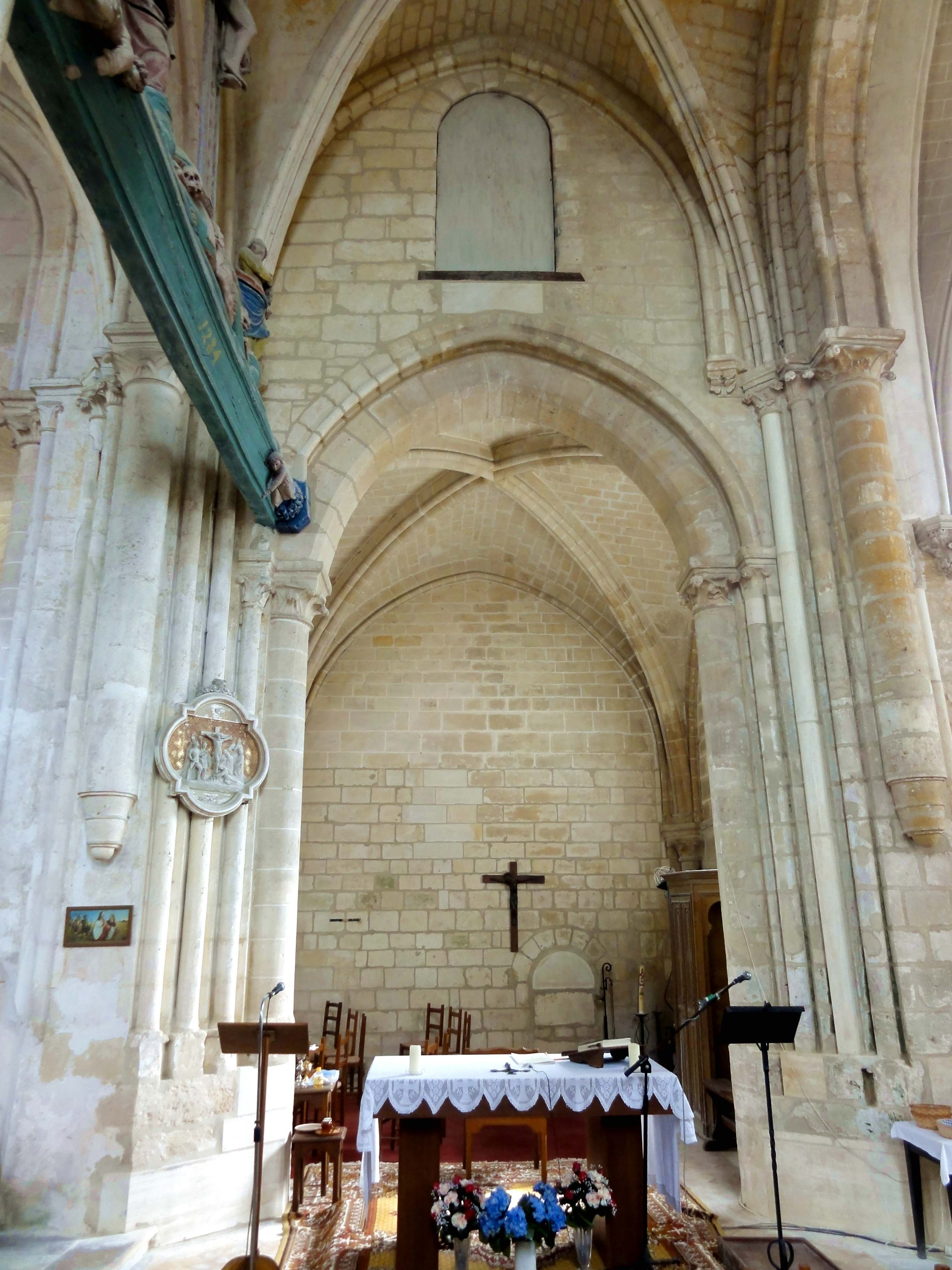
1re travée, vue vers le sud.

À un seul niveau d'élévation, mais d'un caractère élancé, le chœur se compose de deux vaisseaux dont la largeur réunie dépasse un peu celle de la nef. Elle augmente légèrement en direction du chevet. Le vaisseau du sud, bien que moins large que son collatéral au nord, constitue le chœur ou sanctuaire proprement dit, et abrite l'autel paroissial. Celui actuellement utilisé pour les célébrations eucharistiques se situe dans la première travée. L'autel du chevet, l'ancien maître-autel, est dédié au Sacré-Cœur. Avant l'érection de l'autel Saint-Martin à l'extrémité orientale de la nef, vers 1890, il était consacré au saint patron de l'église. L'autel du collatéral, qui servait de chapelle seigneuriale sous l'Ancien Régime, est dédié à la Vierge Marie. Pour plus de clarté, les deux premières travées du vaisseau principal sont ici présentées à part. En effet, malgré la relative homogénéité de l'ensemble, les irrégularités sont nombreuses. Elles ne trouvent pas toutes leur explication. L'on peut surtout s'interroger pourquoi les deux vaisseaux ne sont pas de largeur identique, et pourquoi la première travée est plus profonde, et la dernière, plus courte. En partie, ces irrégularités résultent probablement de la réutilisation des fondations de l'ancien chœur roman, hypothèse qu'Élisabeth Bail-Dhé n'a pas pu étayer par des observations concrètes. Mis à part ces irrégularités, qui augmentent la complexité de l'ensemble, les deux premières travées du sanctuaire se caractérisent par la même conception de leurs supports. Ce sont six piliers fasciculés d'important diamètre. Trois parmi eux, ceux du sud, sont partiellement engagés ; le premier pilier du nord donne sur la nef d'un côté et y est cantonné d'un massif de maçonnerie ; et les deux autres piliers du nord sont libres. Leur conception répond au même schéma, et s'applique, en principe, également aux quatre autres.
Le nombre de supports découle du nombre d'éléments à supporter. Il y a les ogives, les formerets, en même temps rouleaux supérieurs des doubleaux, et le rouleau inférieur des arc-doubleaux. Ceci donne quatre fortes colonnettes engagées dans un dosseret appliqué au noyau losangé du pilier, et trois fines colonnettes logées dans les angles rentrants entre deux fortes colonnettes. Contrairement à certaines autres églises, la colonnette médiane, réservée aux ogives, n'est pas plus forte que les deux autres. À gauche et à droite, la partie inférieure de la forte colonnette est tronquée, et terminée inférieurement par un culot mouluré. Cet état des choses est imputable à l'installation de boiseries, vraisemblablement à l'époque classique, qui ont aujourd'hui disparu. Les bases, indépendantes à chaque fut, accusent, du haut vers le bas, un petit tore ; une scotie sans ornementation ; et un tore inférieur large et déprimé, sans griffes, débordant au-dessus d'un socle cubique. Les bases ne subsistent plus partout. Les chapiteaux sont tous implantés à la même hauteur. Leur astragale est généralement moulurée d'une arête dégagée par deux cavets, mais se limite à un tore à certains endroits. Sur les fûts correspondant aux ogives, le tailloir est implanté à 45° face à celles-ci, selon la règle générale à la première période gothique. Sur le premier pilier du sud, les corbeilles des chapiteaux sont plus trapues qu'ailleurs. La sculpture est exclusivement végétale, et fait appel à deux rangs de crochets, ou un rang de feuilles côtelées allongées à côté saillante et un rang de crochets. Les chapiteaux se distinguent donc uniquement par les feuilles du premier rang. Un cercle se dessine en haut de la corbeille, ce qui indique une période avancée du XIIIe siècle, sans doute pas antérieure à 1230. Ces chapiteaux sont tout à fait représentatif de l'architecture gothique d'Île-de-France à cette époque.
Le profil des tailloirs se compose, du haut vers le bas, d'une plate-bande largement débordante, d'un onglet (remplacé par un double chanfrein à certains endroits), d'un cavet et d'un réglet. Quant aux profils des nervures, ils ne réservent aucune surprise. Le rouleau inférieur des doubleaux affiche un méplat entre deux tores dégagés ; le rouleau supérieur et les formerets sont monotoriques ; et les ogives arborent une fine arête entre deux tores. Plus particulières, sans être originales, sont les clés de voûte. Les tores extérieurs des ogives passent autour et se rejoignent, en formant un redent. Les arêtes suivent ce même tracé. Les clés elles-mêmes sont sculptées d'une couronne de huit feuilles polylobées autour d'une petite fleur. Restent maintenant à évoquer les irrégularités résultant de la situation des piliers ou d'autres contraintes. Partout où les doubleaux sont étroits, ils sont très exhaussés, et comportent des sections verticales au-dessus des tailloirs. Côté nef, le rouleau supérieur du doubleau à l'entrée du chœur a été refait du côté sud, et sa retombée s'effectue désormais au niveau des culs-de-lampe néo-gothiques. Au sud de la première travée, le doubleau méridional vers la première travée de la chapelle est plus bas que les autres, afin de s'adapter à la hauteur plus modeste de la chapelle, dont il est probablement contemporain. Il n'y a donc ici pas coïncidence entre rouleau supérieur et formeret. Au lieu de se partager les tailloirs avec les ogives, le formeret est reçu sur un cul-de-lampe feuillagé à droite (près de l'angle sud-ouest). Le rouleau inférieur n'est pas mouluré, et a simplement les angles chanfreinés. En plus, une baie haute bouchée existe dans le mur au-dessus du doubleau. Au sud de la deuxième travée, l'on pourrait s'attendre à un ordonnancement semblable, mais ce n'est pas le cas. Comme déjà évoqué, l'on avait prévu initialement de reconstruire la chapelle avec la hauteur du chœur, et le doubleau atteint donc la hauteur régulière. Il est ainsi totalement dissociée de la voûte de la deuxième travée de la chapelle, qui nécessite un doubleau indépendant, en l'occurrence d'un tracé surbaissé irrégulier, non mouluré et dépourvu de supports. Une deuxième irrégularité s'ajoute à la première. Les colonnettes à l'ouest du doubleau en question sont situées à une certaine distance des autres fûts du même pilier, et le doubleau est donc plus étroit que ne l'impose la distance entre les piliers. L'étroitesse du doubleau ne résulte pas de la configuration de la chapelle, car à l'intérieur de celle-ci, l'on observe la même irrégularité.

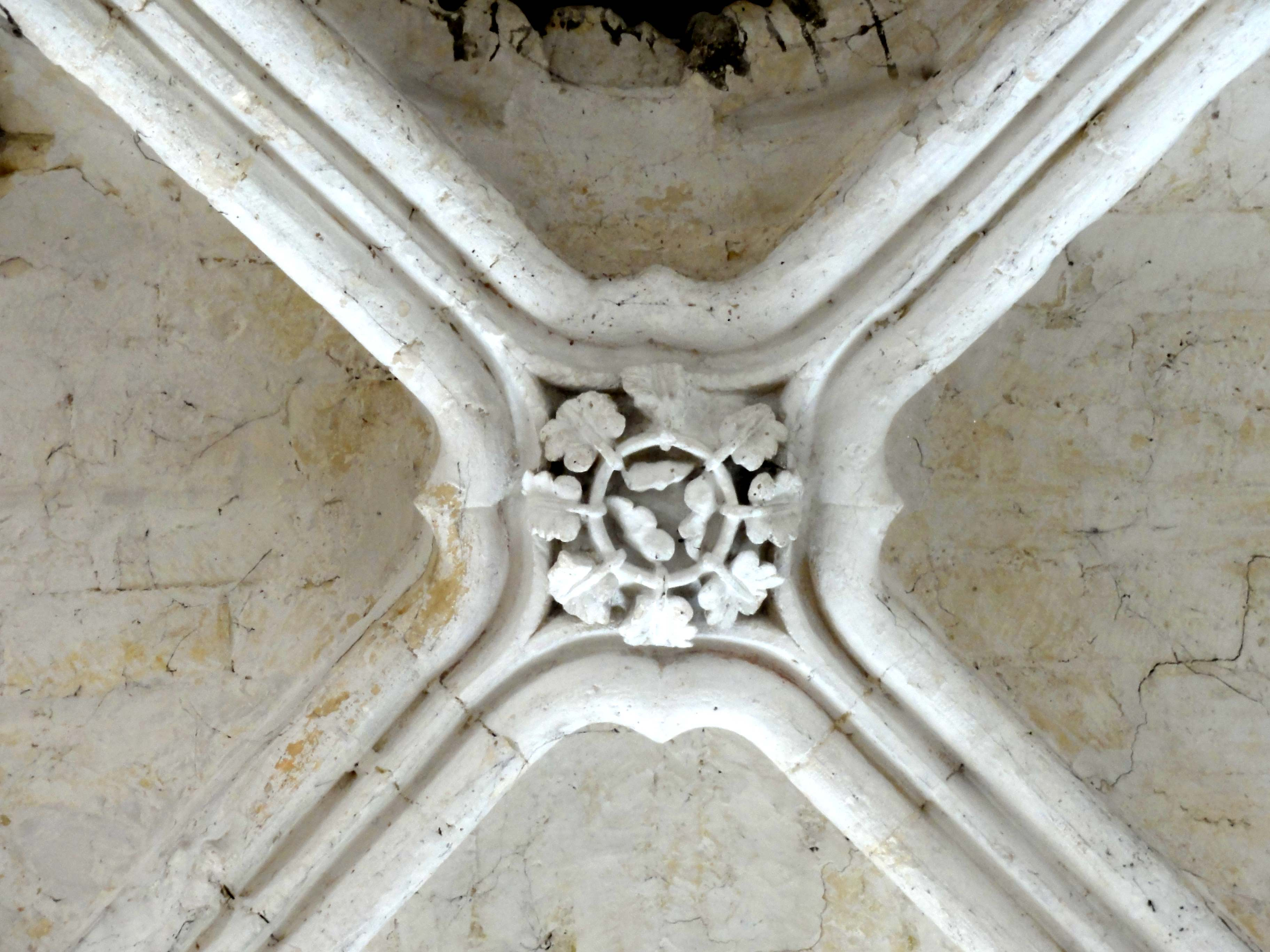
Clé de voûte de la 2e travée.
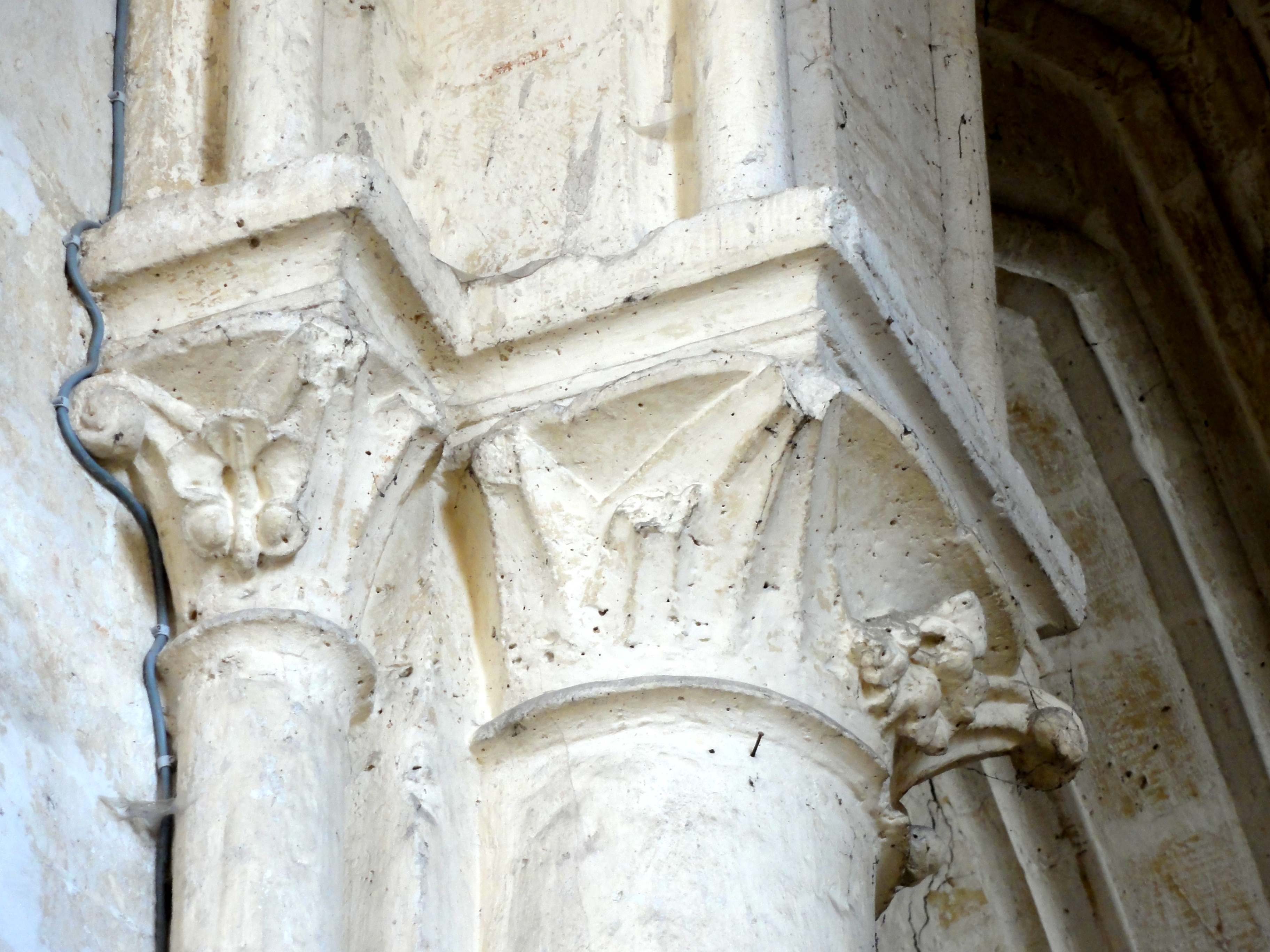
Doubleau vers la nef, chapiteaux à gauche.
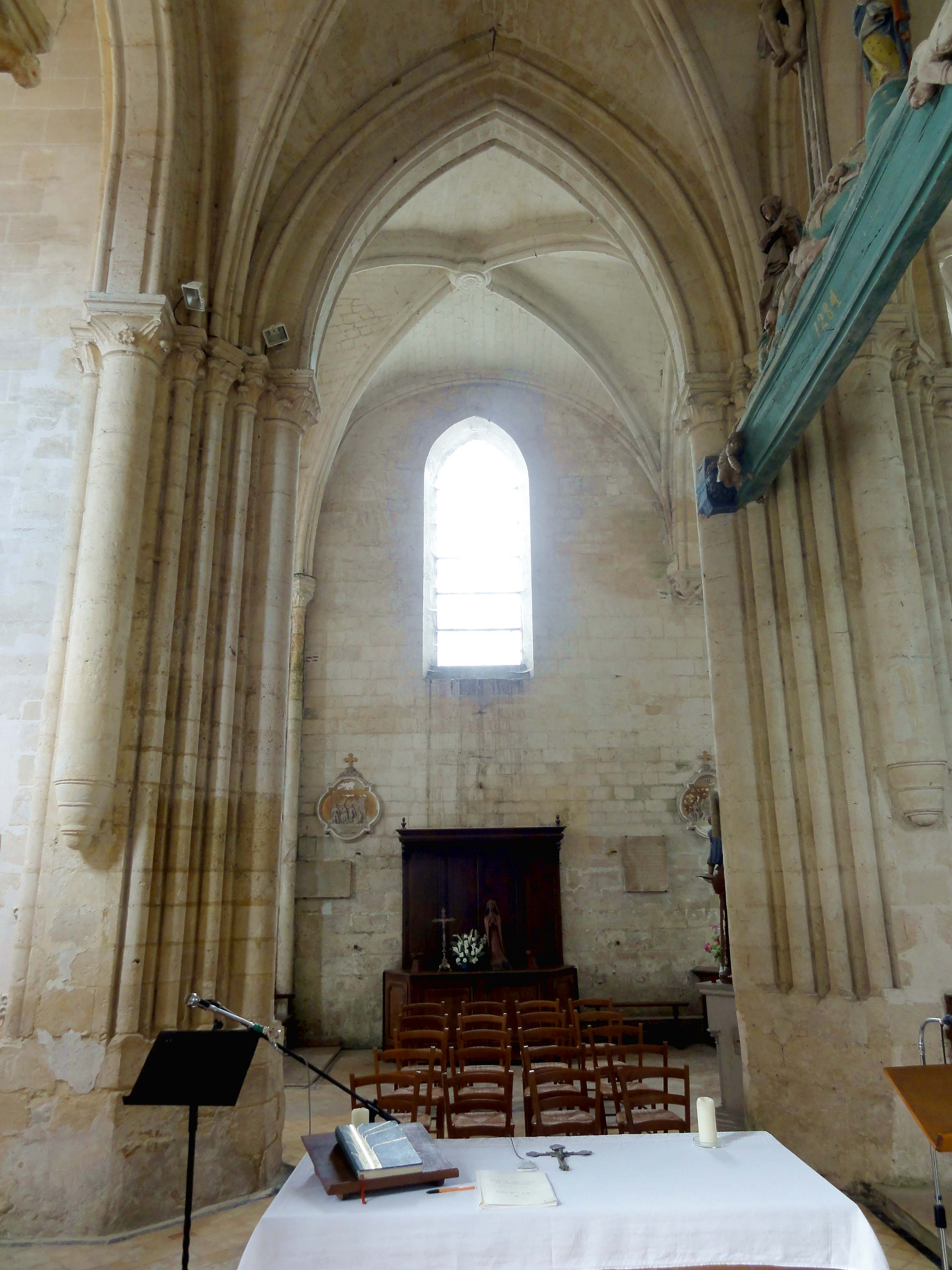
1re 1re travée, vue vers le nord dans le collatéral.
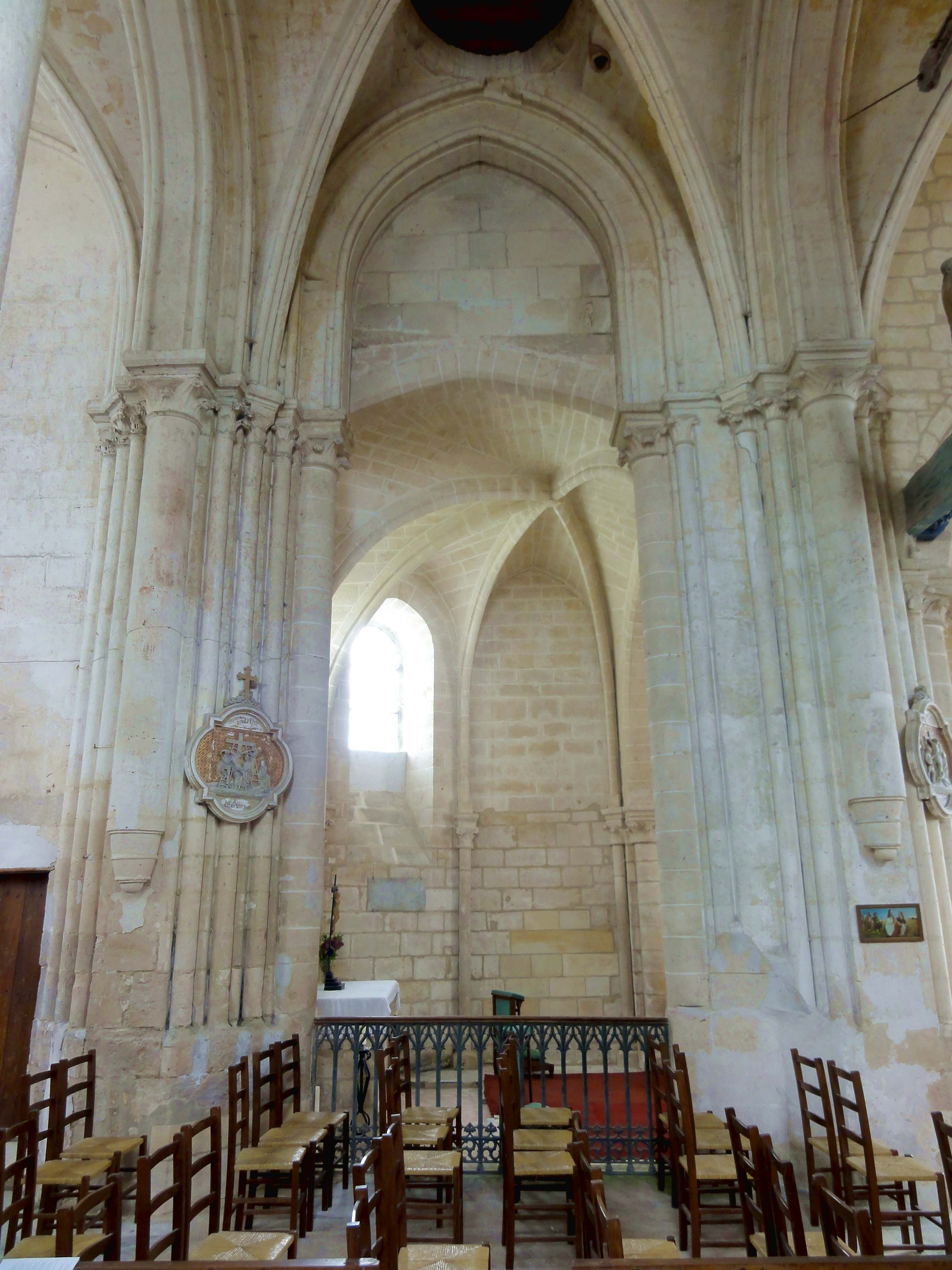
2e travée, vue vers le sud dans la chapelle.
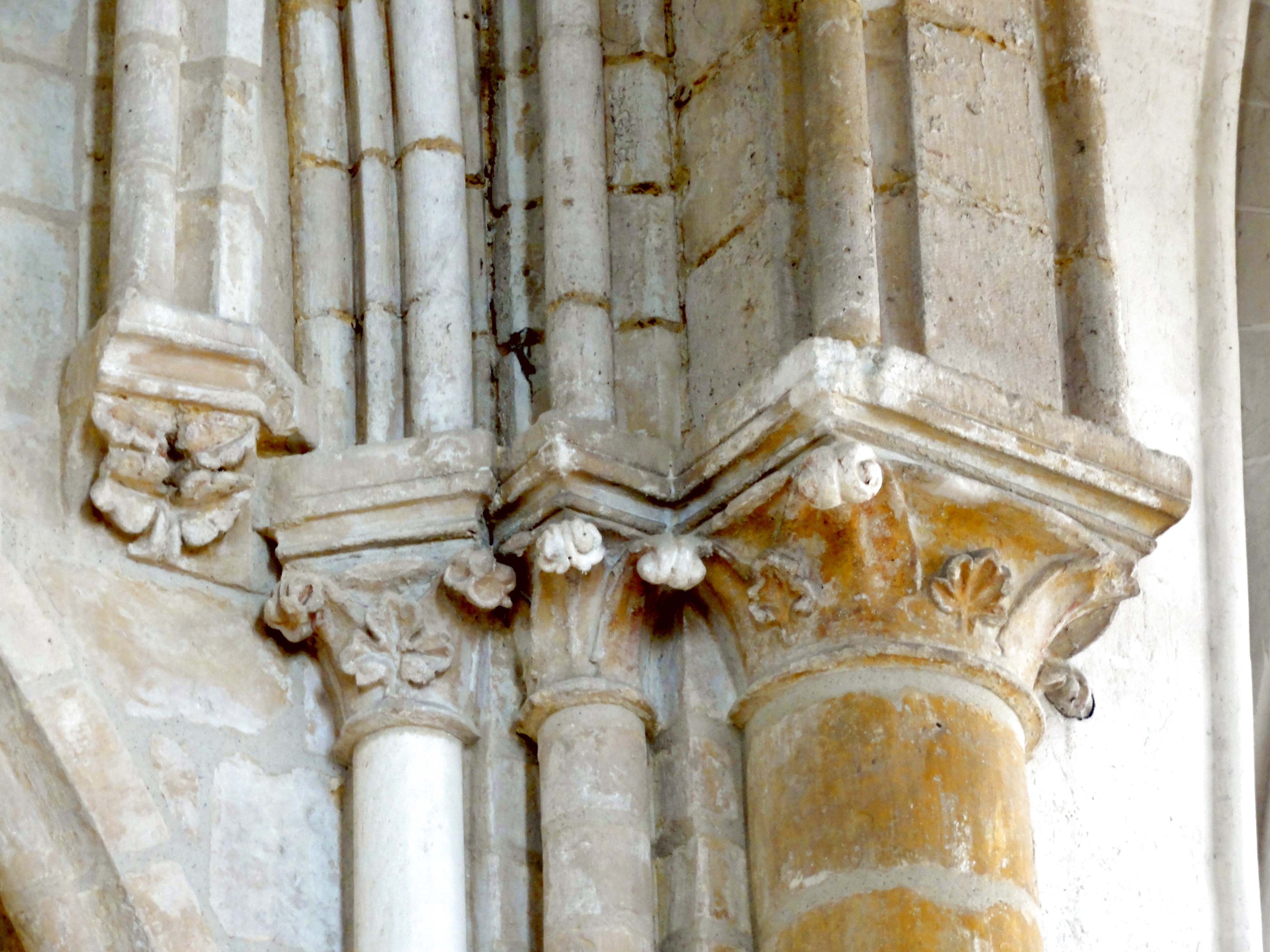
1re travée, chapiteaux dans l'angle sud-ouest.
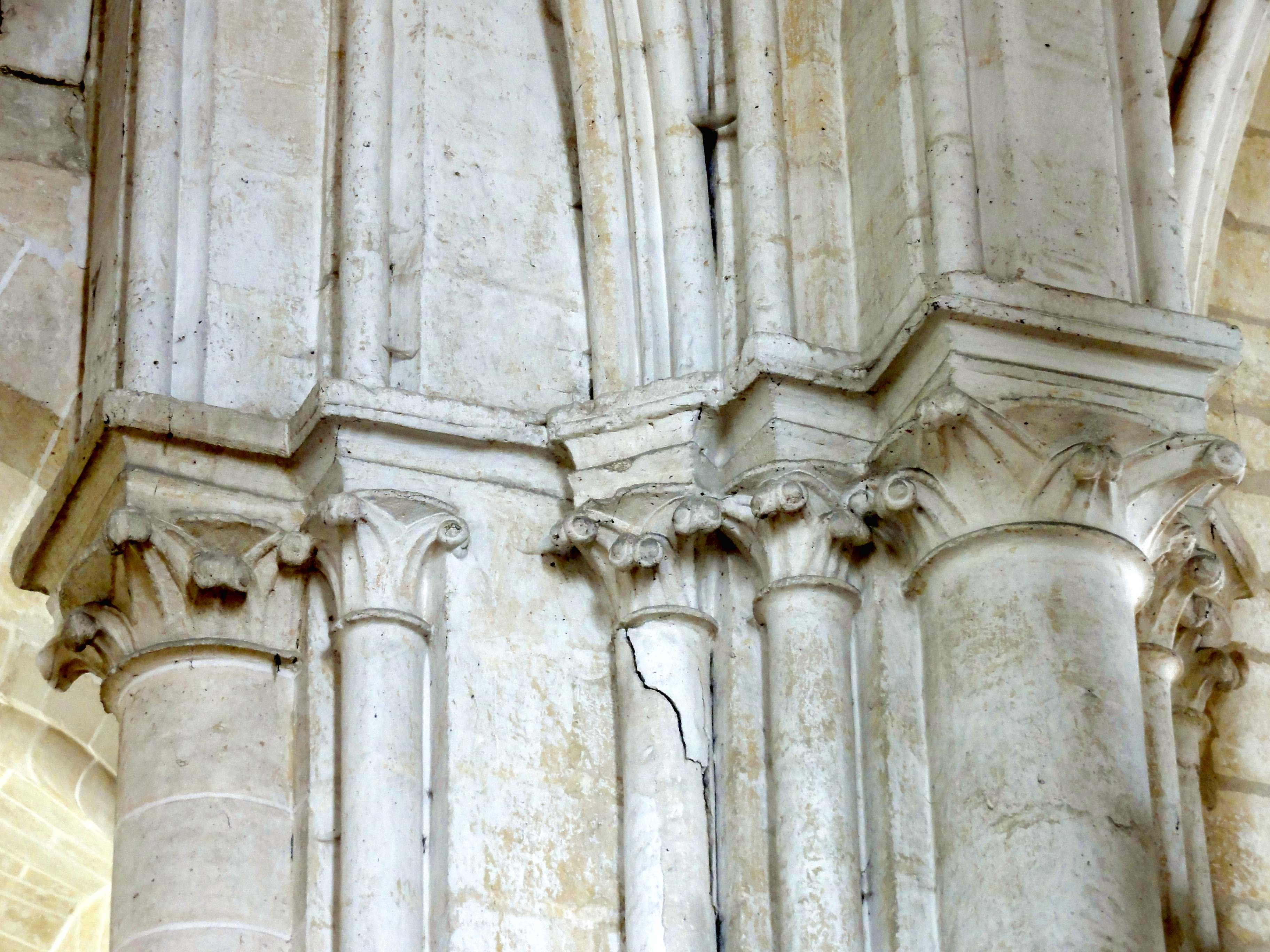
2e travée, chapiteaux dans l'angle sud-ouest.

#### Chœur-halle et collatéral

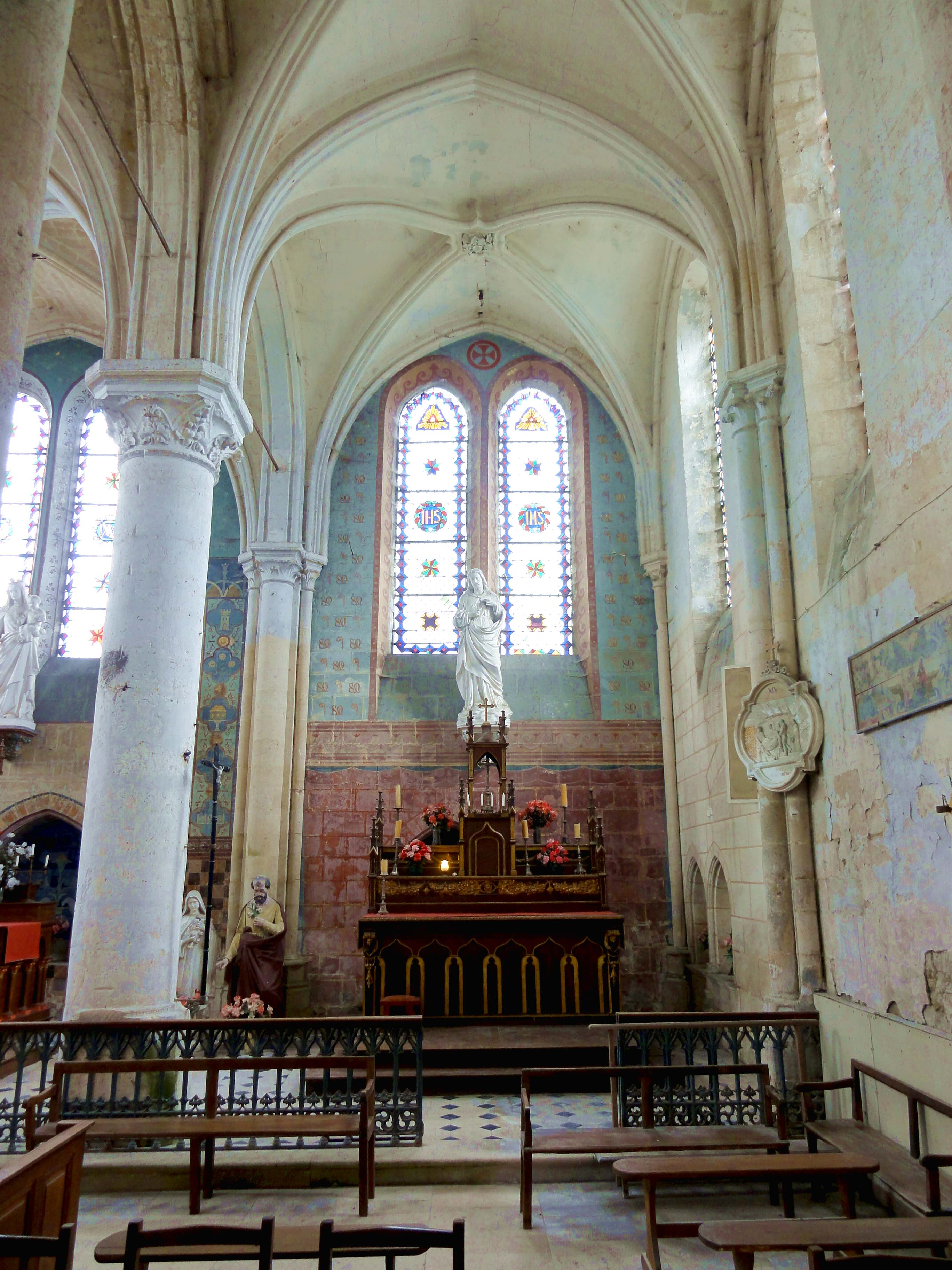
Chœur, 3e travée, vue vers l'est (autel du Sacré-Cœur).

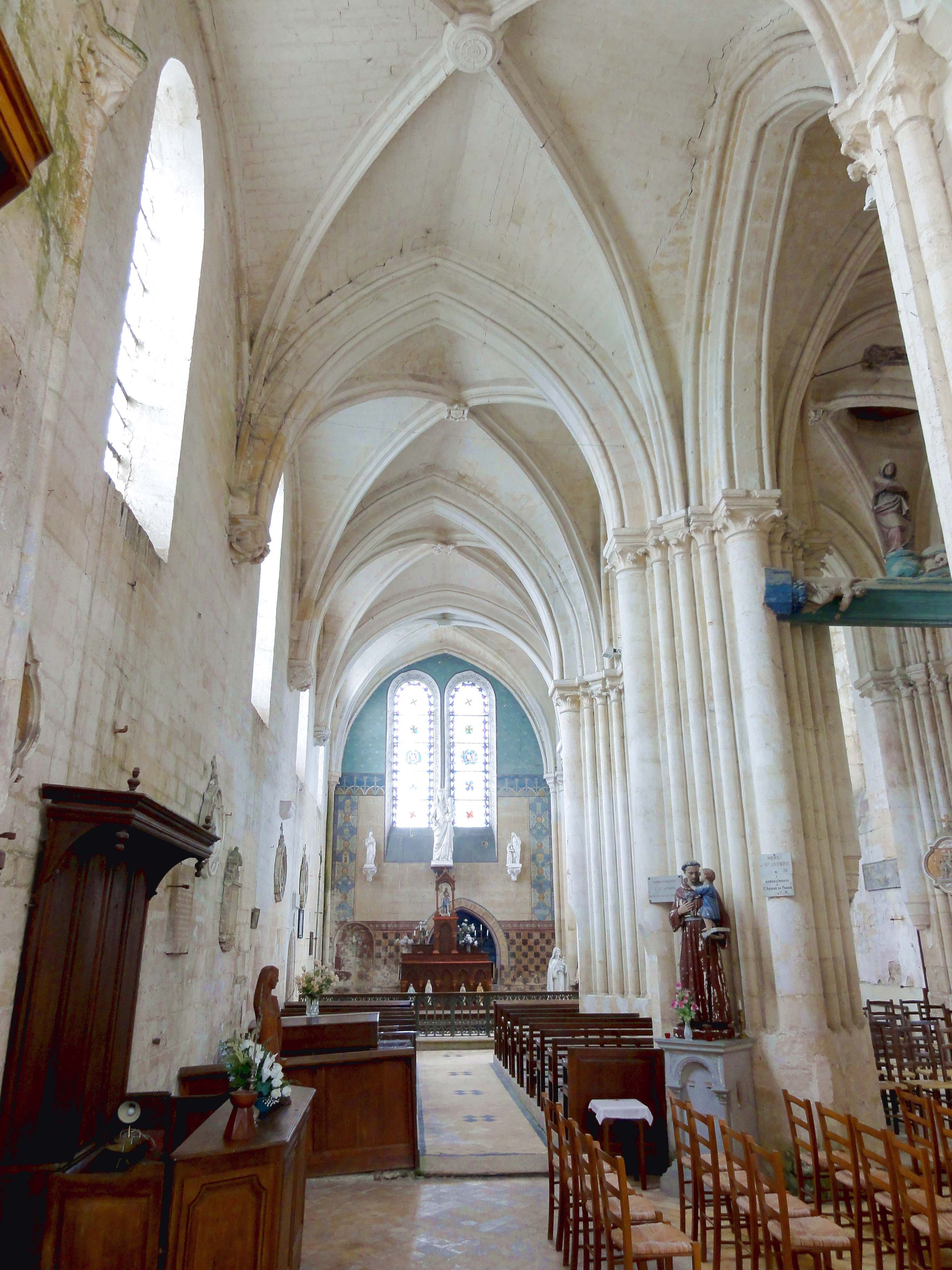
Collatéral, 1re travée, vue vers l'est.

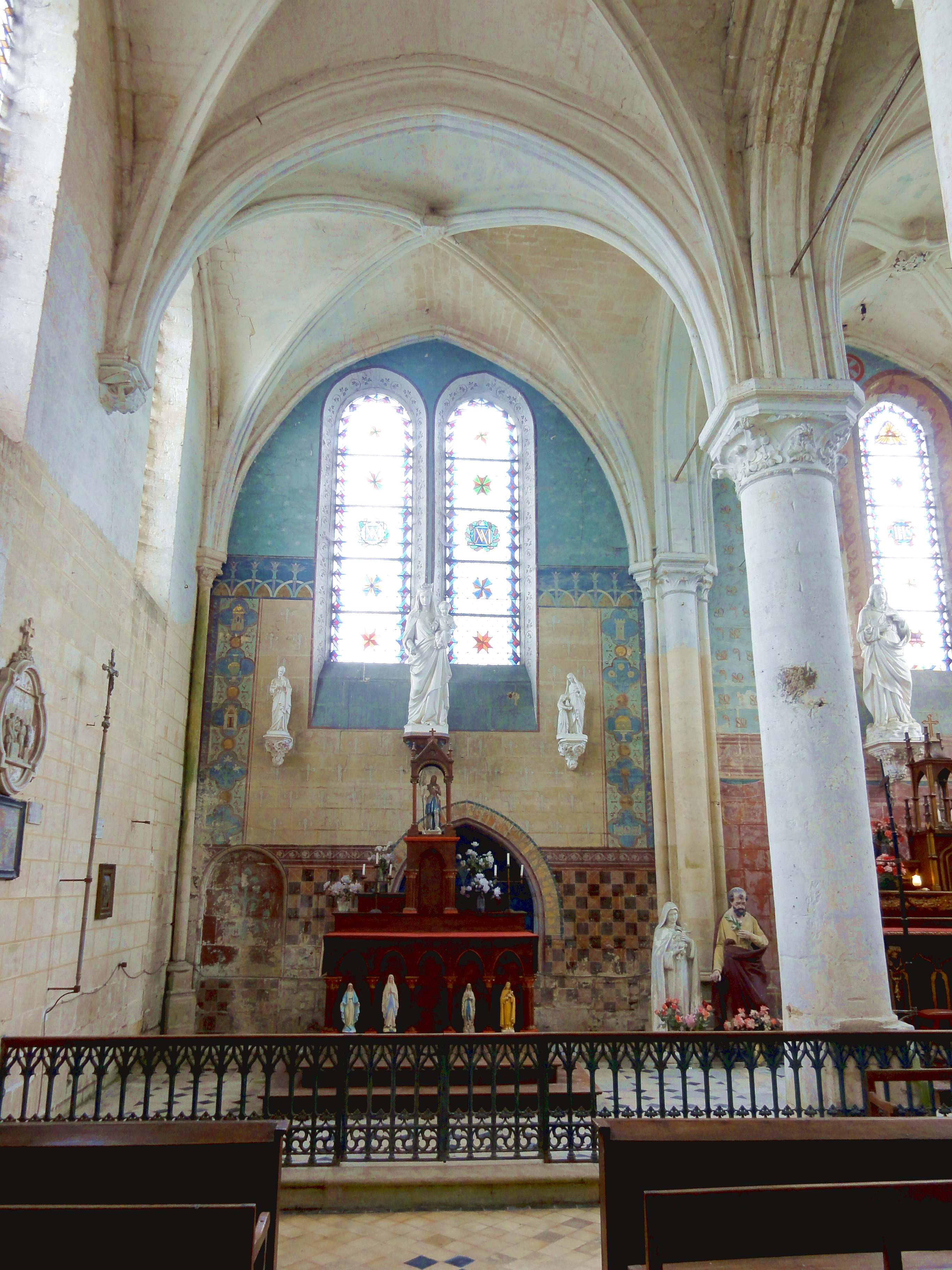
Collatéral, 3e travée, vue vers l'est (autel de la Vierge).

Les huit travées orientales de l'église Saint-Martin sont parfois qualifiées de chœur-halle, terme qui caractérise un chœur à deux ou trois vaisseaux portés à la même hauteur ou à peu près, formant un espace largement unifié sans aucun cloisonnement, et terminé en chevet plat. Les exemples les plus éloquents sont Montataire, Nogent-sur-Oise, Plailly et Villers-Saint-Paul, en ce qui concerne le XIIIe siècle. Dans la moyenne vallée de l'Oise et ses environs, l'on en dénombre deux douzaines environ, dont quelques-uns sont postérieurs à la guerre de Cent Ans. La présence d'une base de clocher est, en principe, incompatible avec le concept du chœur-halle, raison pour laquelle on choisit comme base du clocher l'une des travées des collatéraux, comme à Plailly et Villers-Saint-Paul, à moins que l'on ne conserve un clocher roman situé à l'ouest du nouveau chœur. À Breuil-le-Vert, le clocher se situe au-dessus de la seconde travée du vaisseau central, ce qui requiert ici des piliers cantonnés de multiples colonnettes, et s'oppose ici à des piliers monocylindriques moins encombrants généralement de rigueur dans les chœurs-halles. Dans les deux premières travées, il ne peut donc pas être question d'un espace unifié. En revanche, dans les travées à l'est du clocher, l'on a su mettre en œuvre le concept du chœur-halle sans encombre. Comme l'indiquent les bases, ces travées sont un peu plus récentes. Ici, la distinction entre vaisseau principal et collatéral s'efface, sauf pour les modifications apportées à l'élévation septentrionale et aux voûtes à la période flamboyante, qui concernent tout aussi bien le chœur-halle que les deux premières travées du collatéral. Pour ces deux raisons, il est pertinent d'étudier simultanément les six travées concernées.
Grâce à l'amincissement des supports qui rend l'architecture plus légère, l'espace carré formé par les deux dernières travées des deux vaisseaux constitue la partie la plus élégante de l'église. Au milieu, les quatre voûtes retombent sur le tailloir carré, aux angles abattus, d'un gros chapiteau porté par une colonne isolée appareillée en tambour. À titre d'exception, la scotie de sa base renferme un rang de perles, ce qui est fréquent à la première période gothique. Le gros chapiteau est sculpté d'un seul rang de motifs. Ce sont huit crochets, soit un par angle et un au milieu de chaque face, auxquels se superpose une vigoureuse feuille côtelée. L'anneau en haut de la corbeille est remplacé par de petites feuilles en hémicycle. À l'intersection entre deux travées, au sud et à l'est, l'architecte a placé des faisceaux de trois fines colonnettes engagés dans des dosserets saillants, et dans les angles, des colonnettes uniques. Les formerets ne disposent donc plus de supports dédiés, et doivent se les partager avec les ogives. Si les profils utilisés et la sculpture des chapiteaux ne diffère pas des deux premières travées, les bases sont néanmoins plus évoluées. Un angle droit dégage le tore supérieur, en profil de talon, du gros tore inférieur, qui est aplati et débordant. Sur les faisceaux de trois colonnettes, la base du fût médian est partagée avec le dosseret (qui n'a normalement pas de base), et est donc d'un diamètre supérieur. Le socle est ici de plan octogonal. Ailleurs, il est toujours carré. À mi-hauteur, les hauts socles sont scandés par un ressaut amorti par un tore et un cavet. Des bases de ce type ne sauraient pas être antérieures aux années 1240. Contrairement à ce que suggèrent la sculpture, la modénature et les fenêtres, l'on se situe donc en période rayonnante, ce qui est mis en exergue par le petit chapiteau en hauteur que porte le formeret de la troisième travée du vaisseau sud. Il évoque les chapiteaux employés dans les remplages des fenêtres à cette époque.
Les fenêtres sont toujours de type pré-rayonnant, et s'ouvrent au-dessus d'un haut soubassement. Au nord et au sud, ce sont des lancettes simples sans aucune ornementation. Au nord, elles sont même en plein cintre, comme c'est encore parfois le cas au XIIIe siècle en milieu rural, par exemple à Éméville et au chevet de Rieux. Au chevet, l'on trouve des lancettes géminées, qui s'ouvrent au-dessus d'un glacis pentu. À l'extérieur seulement, elles sont regroupées sous un arc de décharge en tiers-point souligné par un ressaut chanfreiné. Ces lancettes géminées constituent l'une des alternatives au triplet, et préfigurent les fenêtres à remplage, qui n'existent pas avant le second quart du XIIIe siècle (sauf pour les rosaces). Souvent, les deux lancettes sont surmontées d'un petit oculus circulaire ou d'un quatre-feuilles. D'autres exemples sont les fenêtres hautes des nefs de Clermont et Saint-Leu-d'Esserent ; le croisillon nord de Belloy-en-France ; le transept de Mello (fenêtres hautes) ; les chevets d'Ableiges, Courcelles-sur-Viosne, Livilliers et Méry-sur-Oise ; ou le chœur-halle de Villers-Saint-Paul. De diverses niches et ouvertures, bouchées ou non, existent en bas des murs. Dans la troisième travée du nord, la porte de la sacristie date seulement du XIXe siècle. Une petite porte bouchée existe au chevet du collatéral, tout à gauche. Des niches assez grandes, mais de faible profondeur, sont ménagées dans le soubassement des baies du chevet. Celle du collatéral est désaxée vers la droite. Ces niches sont plus grandes qu'habituellement les piscines, mais pas assez grandes pour être considérées comme des enfeus. Une double piscine existe par ailleurs au sud de la dernière travée du sud. Enfin, au sud de la troisième travée, une petite porte rectangulaire dessert la cage d'escalier. La polychromie architecturale a été réalisée en 1847 par M. Fontaine, peintre à Clermont.
Dans les trois premières travées du collatéral, les ogives ont été refaites au centre de la voûte et parfois un peu au-delà, à la fin du XVe ou au premier tiers du XVIe siècle, et se présentent comme des arêtes saillantes au profil d'un filet entre deux larges cavets. La réfection est aussi mise en évidence par le désaxement des clés d'arc des deux doubleaux intermédiaires ; par les clés de voûte ; et par les culs-de-lampe engagés dans le mur gouttereau. La clé de voûte de la première travée semble encore plus tardive, et arbore une rosace de quatre rangs concentriques de feuilles stylisées, dans le goût de la Renaissance. Cette clé pourrait dater de 1859, quand des effondrements s'étaient produits dans le collatéral. Les trois clés suivantes portent un écusson martelé à la Révolution, donc même la clé de la dernière travée dont la voûte n'a pas été refaite. Dans la seconde travée, la clé est entourée de découpages flamboyants formés par quatre arcs trilobés séparés par des triangles. La forme d'un losange aux flancs incurvés et interceptés par des triangles n'est pas sans rappeler les clés du vaisseau méridional. Dans la troisième travée, l'écusson se profile devant une étoile à six branches, qui sont formés par des arcs trilobés inversés. Quant aux culs-de-lampe, ils sont munis de tailloirs de faible hauteur moulurés d'un tore et d'un biseau, et possèdent des corbeilles sculptées d'un chanoine tenant un phylactère ; de deux feuilles de vigne tourmentées, dont l'une est visitée par un escargot ; et d'un ange aux ailes déployées tenant un écusson. Élisabeth Bail-Dhé passe presque sous silence ces supports. Il n'est pas acquis quel genre de supports du XIIIe siècle ils remplacent, car dans l'angle nord-ouest de la première travée, l'on trouve une unique colonnette, dont le chapiteau est cantonné de deux sections de frises sculptées des mêmes crochets que lui-même. Mais l'authenticité de cette disposition n'est pas non plus assurée, car en face au nord, la colonnette de l'ogive a été déplacée vers le nord, à une certaine distance des colonnettes du doubleau transversal, et la colonnette du formeret manque également. Cette irrégularité est susceptible de provenir de la réfection du pilier à l'entrée du chœur, qui fut renforcé par un massif de maçonnerie du côté de la nef au XIXe siècle.

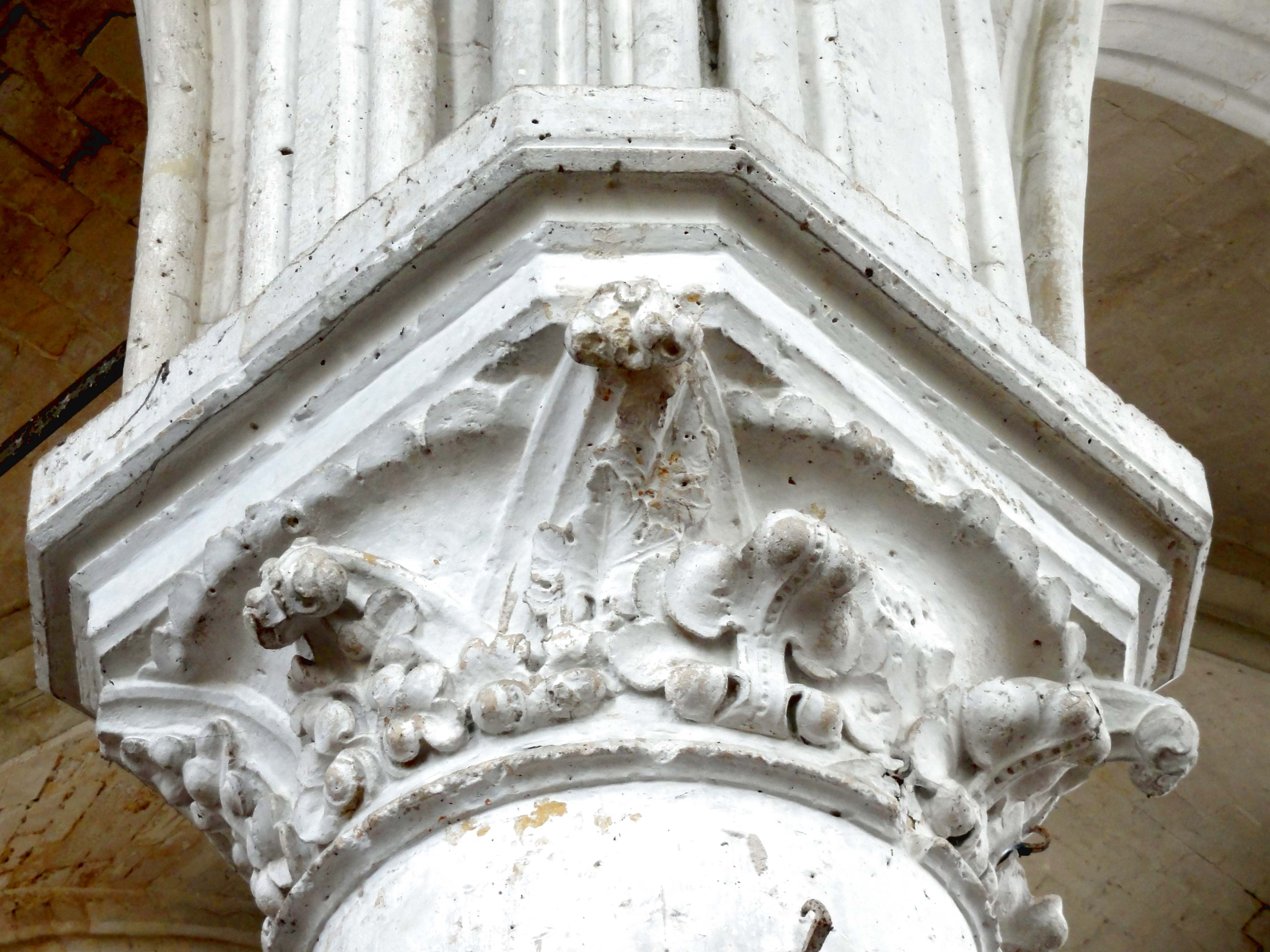
Chœur-halle, gros chapiteau du pilier central.
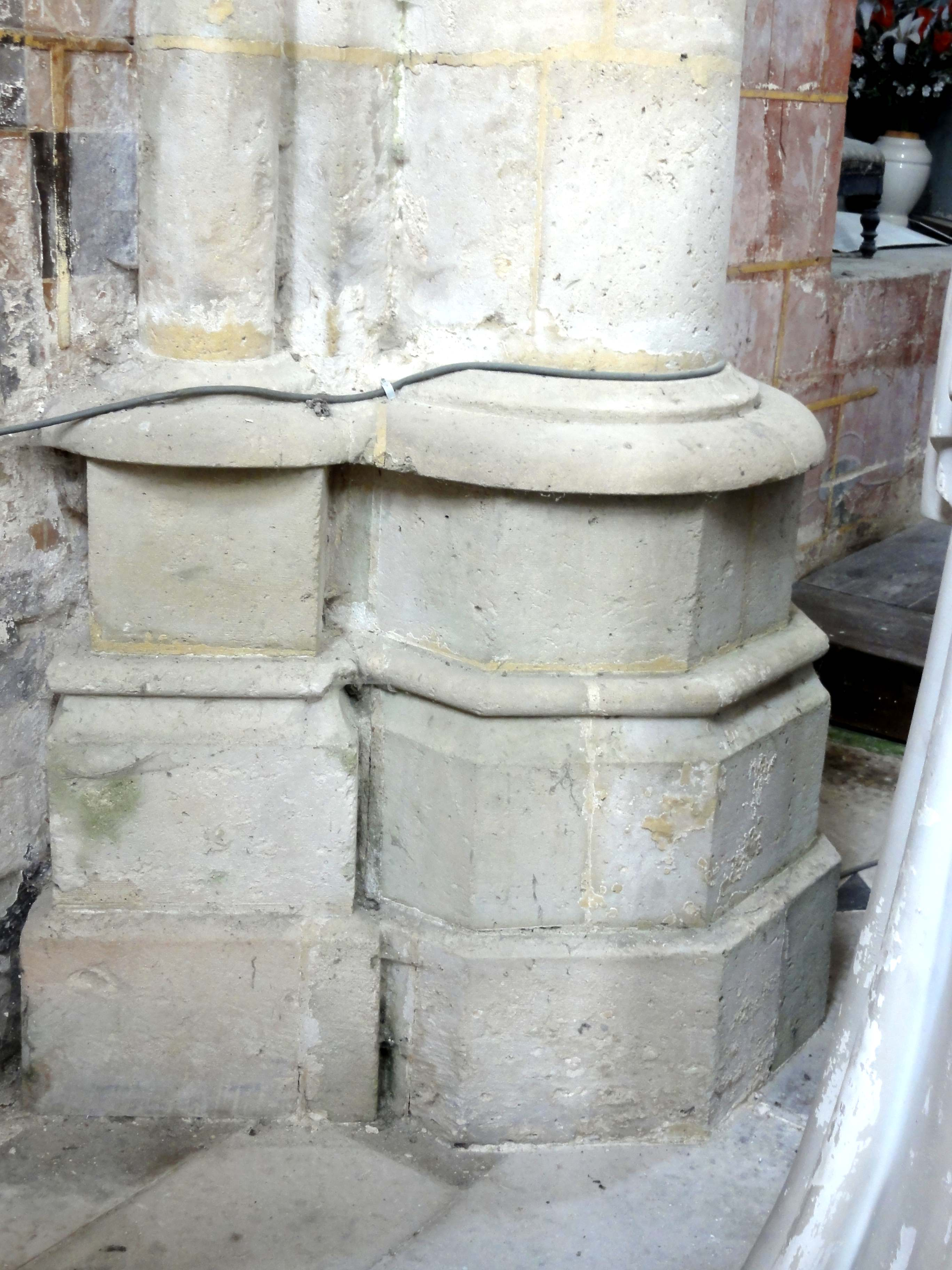
Bases au milieu du chevet.
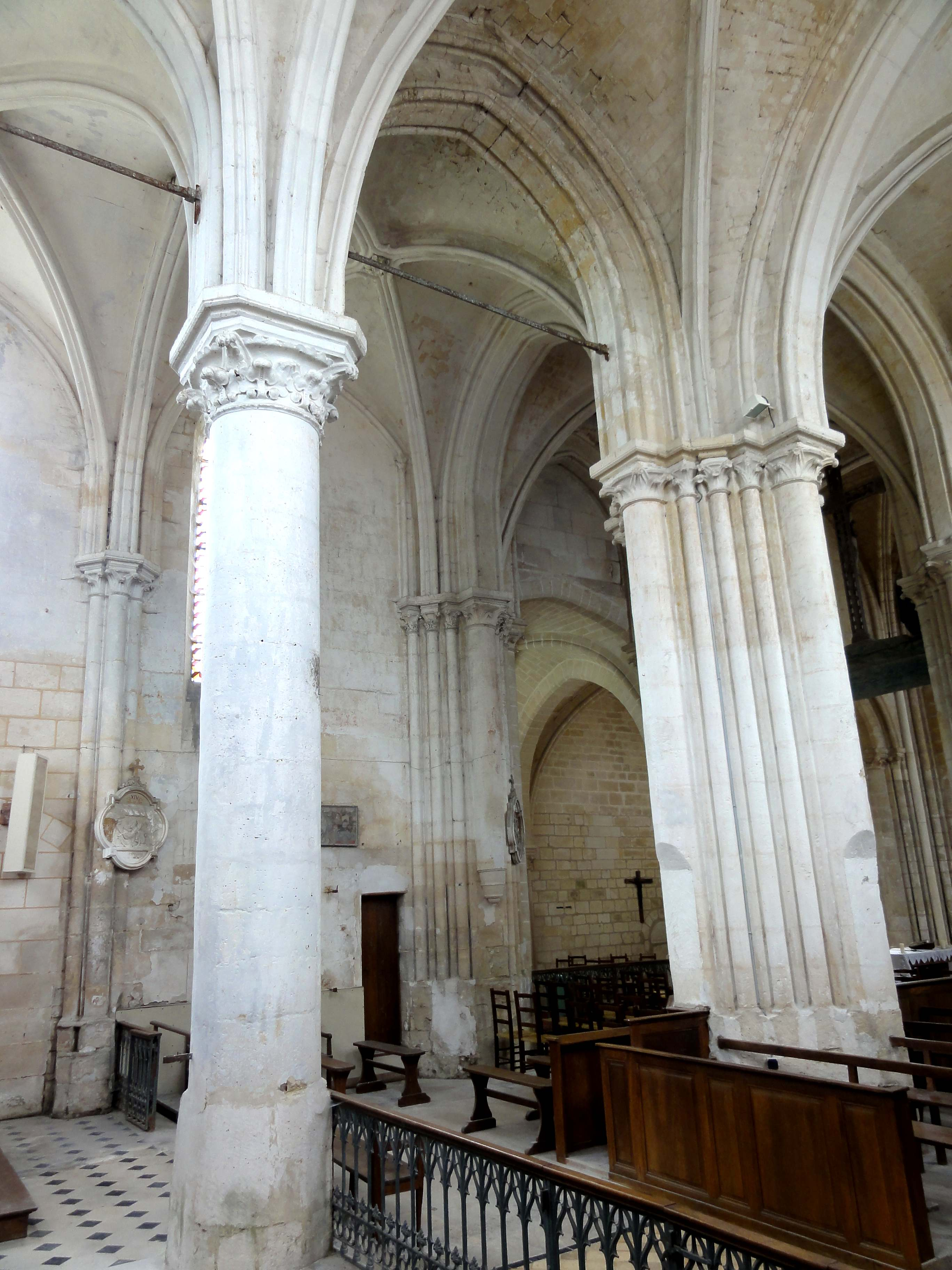
Collatéral, vue diagonale vers le sud-ouest.
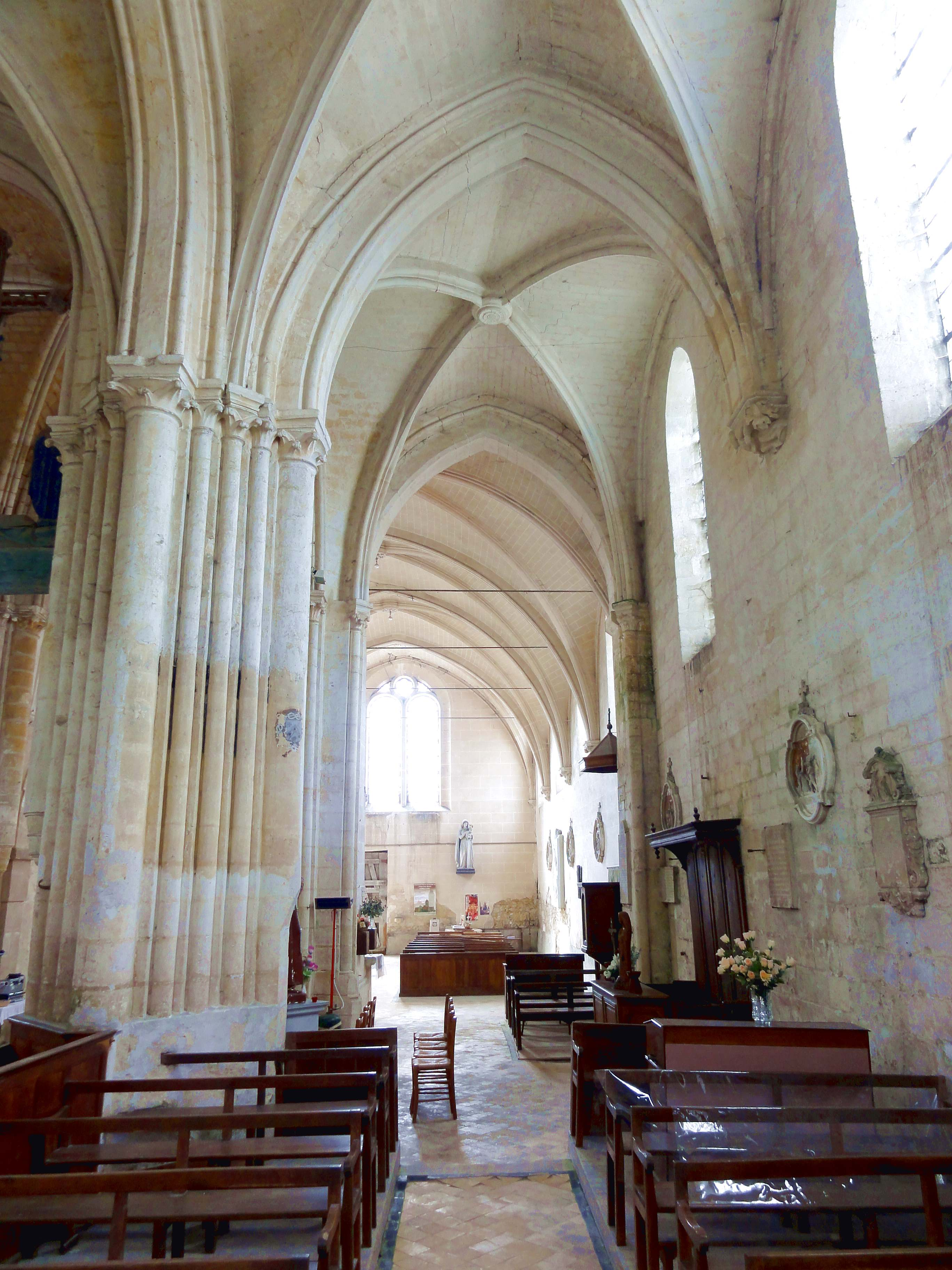
Collatéral, 2e travée, vue vers l'ouest.
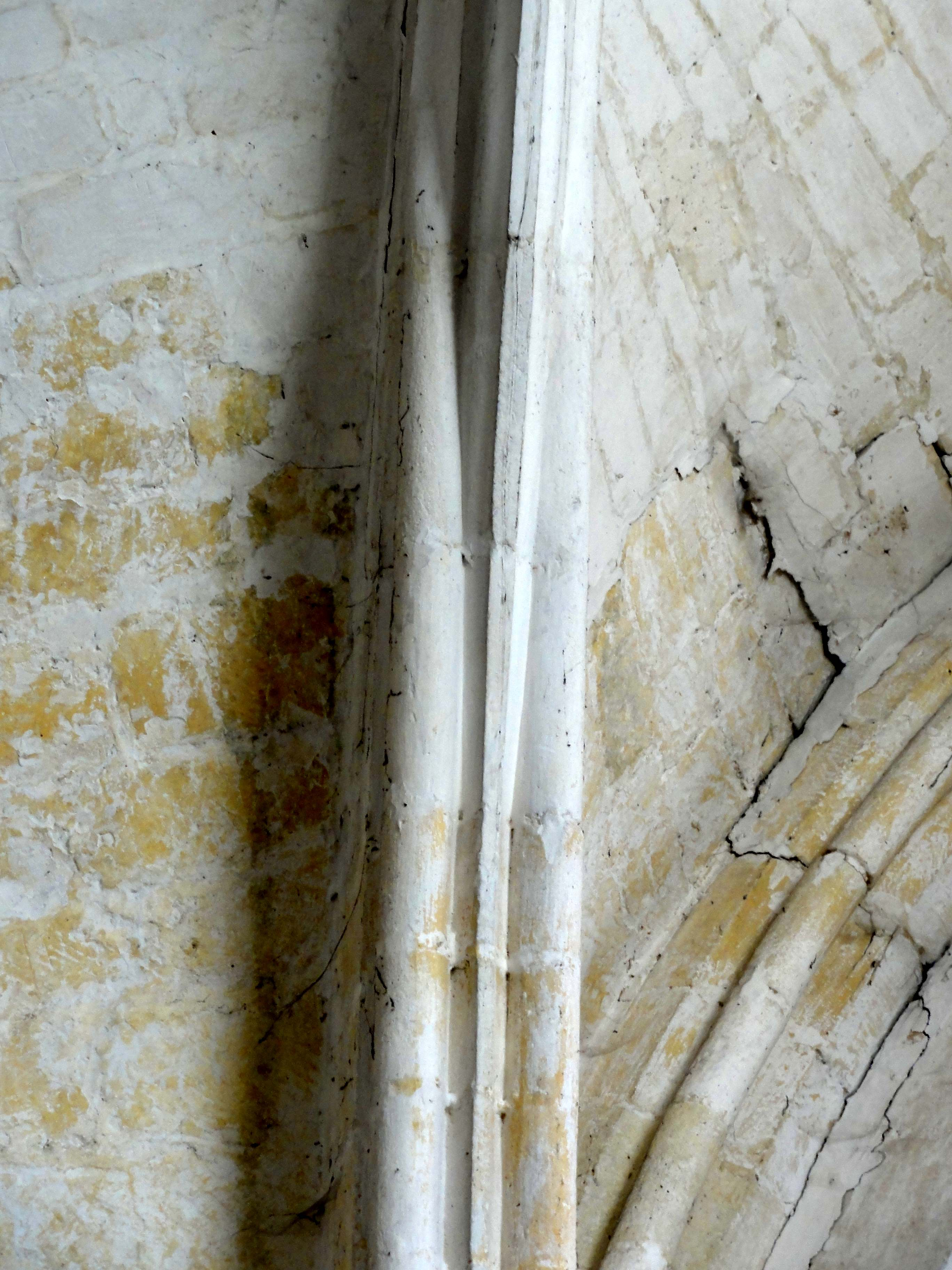
Collatéral, 1re travée, ogive partiellement refaite.
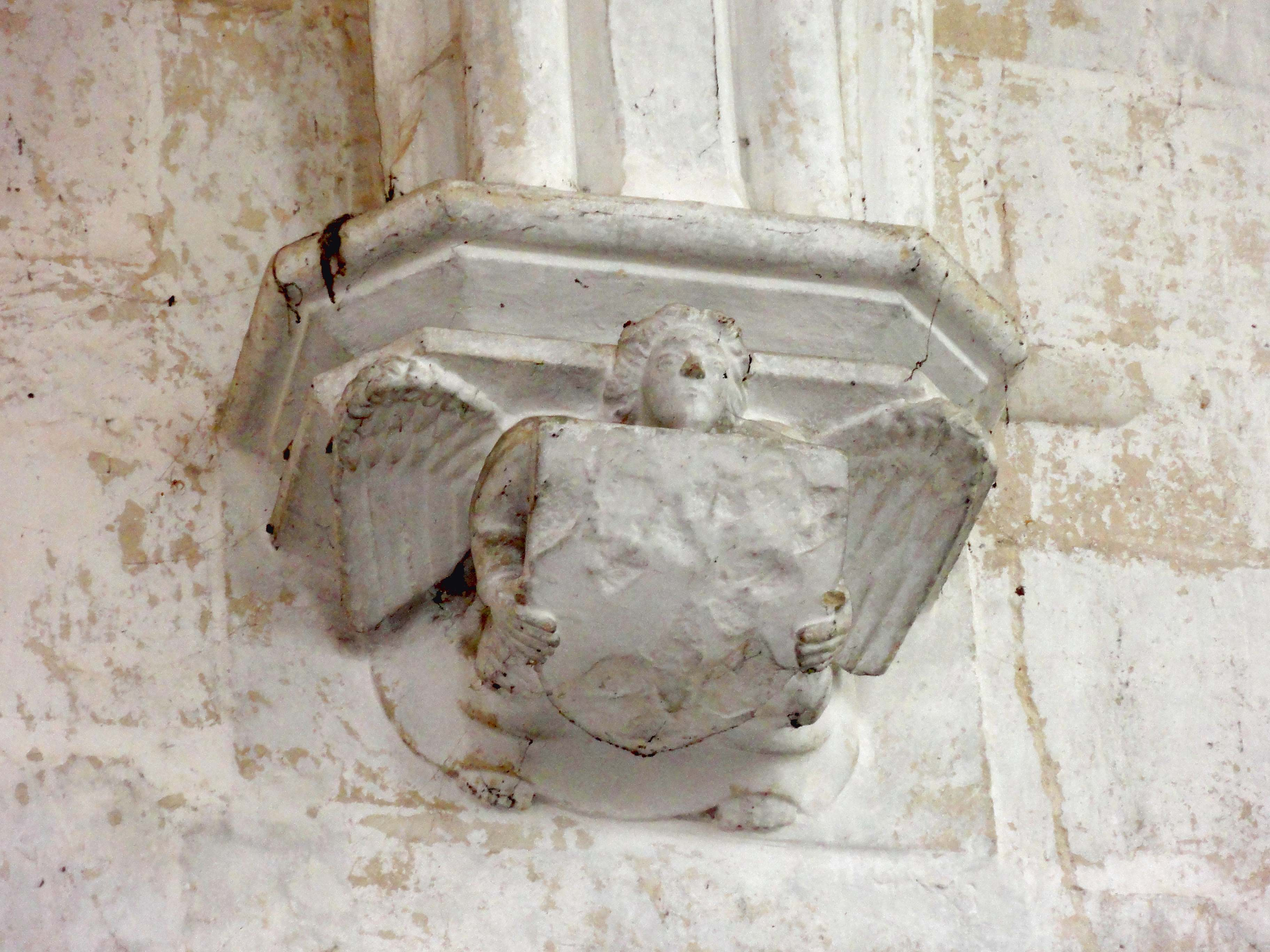
Collatéral, cul-de-lampe du 3e doubleau, côté nord.

#### Chapelle Saint-Joseph

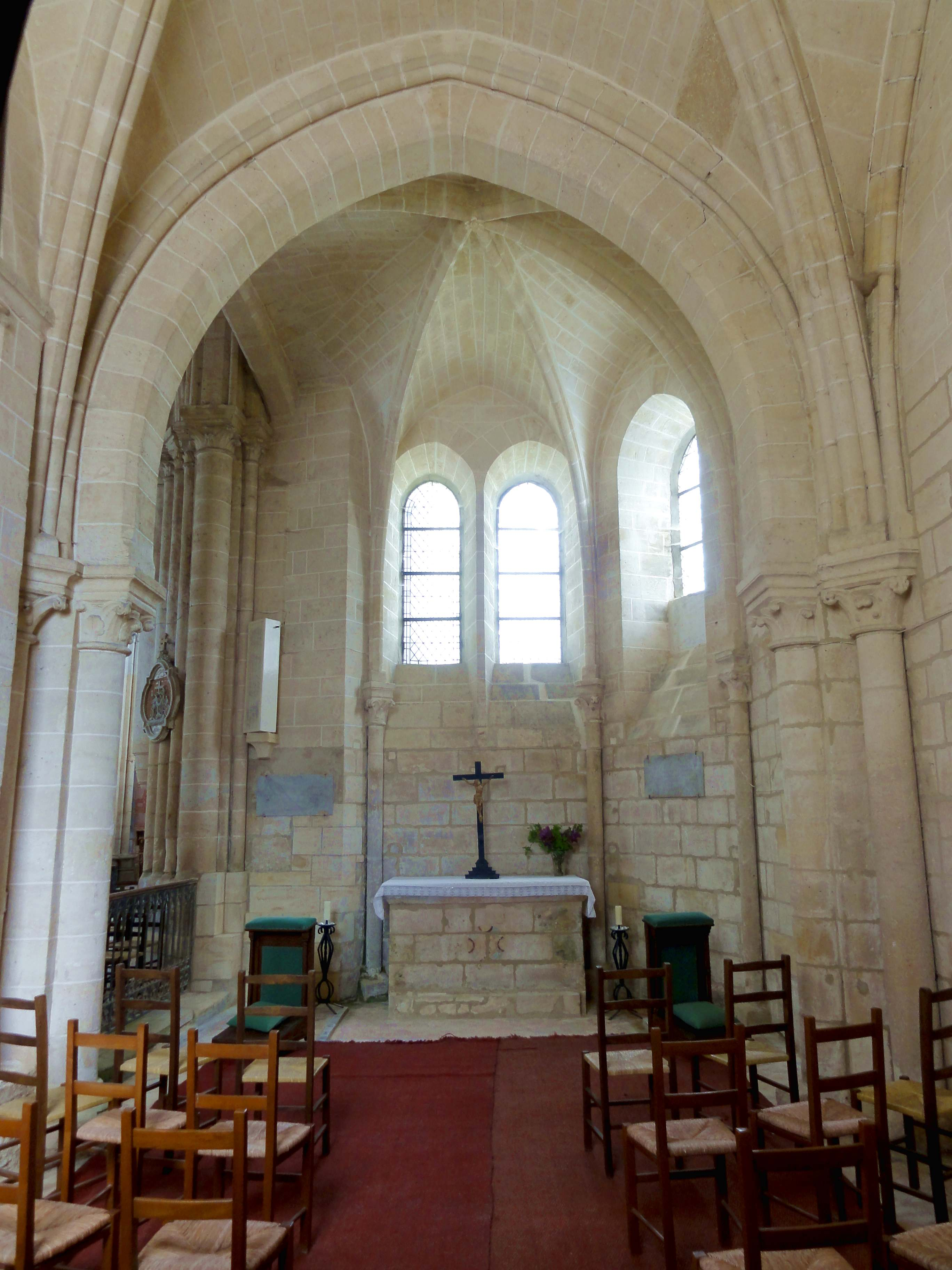
Vue vers l'est.

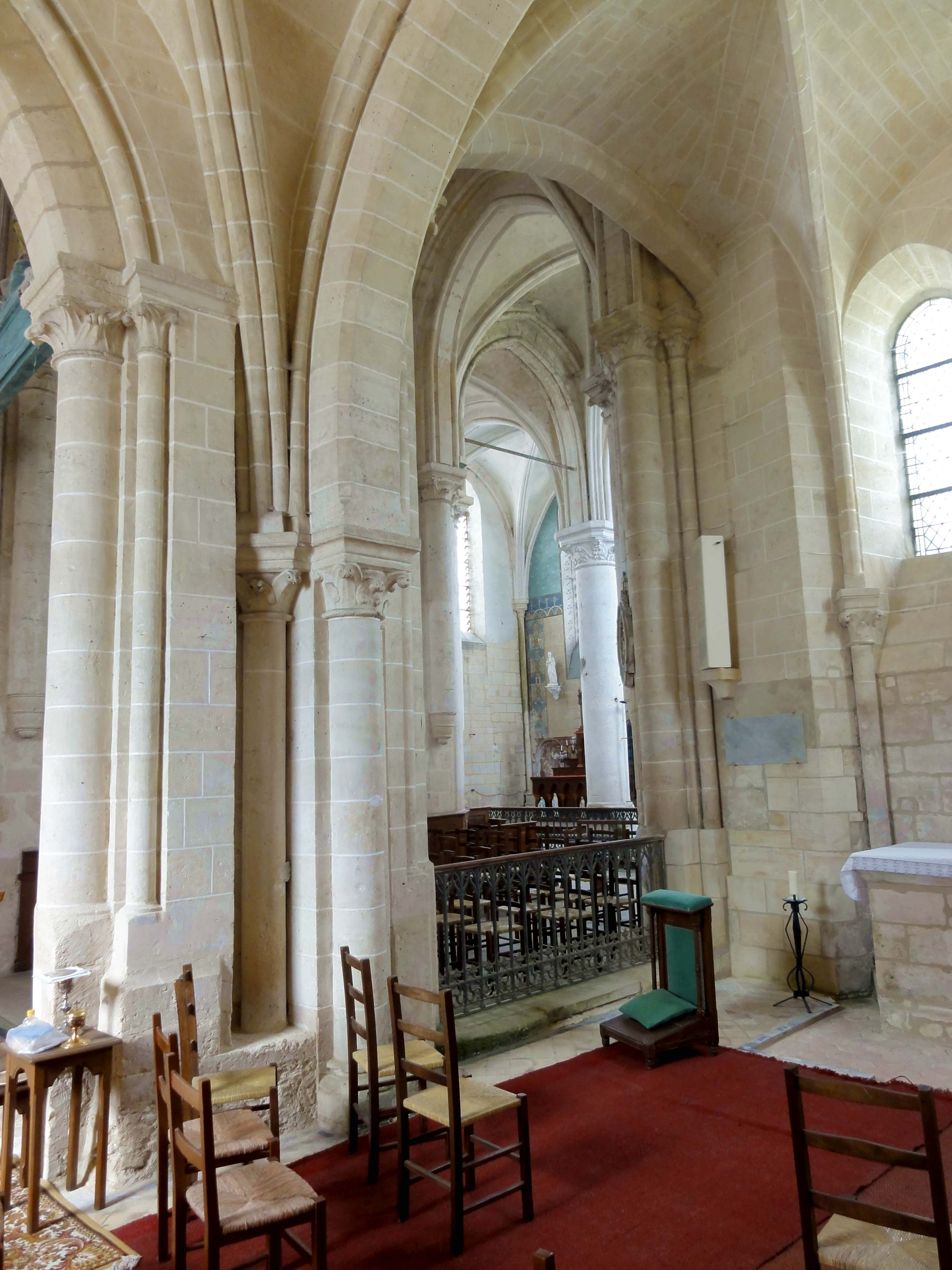
Vue par la 2e grande arcade.

La chapelle latérale sud, actuellement dédiée à saint Joseph et anciennement à saint Nicolas, ne compte que deux travées de hauteur moyenne, qui flanquent les deux premières travées du chœur. La longueur est de 10,00 m exactement, dont la moitié incombe à la première travée, et la largeur est de 5,00 m dans la première travée, et un peu moins dans l'abside. Le plan de cette seconde travée est particulier, et prévoit un pan droit au sud, un pan oblique au sud-est et un pan droit dans l'axe du chevet. Le pan oblique du nord-est a été supprimé à la faveur d'une cage d'escalier de plan carré au XVIe siècle, dont la présence vient rompre l'harmonie. Le jour entre par une double lancette dans le pan d'axe, une large baie dans le pan sud-est, et une baie irrégulière qui s'inscrit dans l'arcade occidentale bouchée, qui établissait jadis l'intercommunication avec le bas-côté sud roman. Elle a été remplacée par une petite porte dissimulée par le confessionnal. Au sud, les fenêtres font défaut, car cette élévation est mitoyenne de l'ancien prieuré. La porte de communication au début de la première travée est bouchée depuis 1808. Reste à indiquer la configuration des supports. Le doubleau qui sépare les deux travées retombe sur deux colonnes à chapiteaux, qui sont implantés à mi-hauteur des chapiteaux du chœur. Le doubleau vers la première travée du chœur est à double rouleau, et retombe de chaque côté sur une colonne et deux colonnettes à chapiteaux, qui sont implantés à un niveau intermédiaire. Le doubleau vers la seconde travée du chœur est dépourvu de supports, mais derrière, l'on voit le haut doubleau de la campagne de construction du chœur, qui présente la disposition habituelle de cette partie de l'église. Dans la première travée et de part et d'autre du doubleau intermédiaire, les ogives et formerets se partagent des colonnettes uniques logées dans les angles. Dans les angles de l'abside, les ogives sont reçues sur les chapiteaux de fines colonnettes en délit..
Sauf que les rouleaux inférieurs de ses trois doubleaux ne sont pas moulurés et que les formerets font défaut dans l'abside, la chapelle est globalement d'un style soigné, pas très différent de celui des travées adjacentes du chœur, mais assez hétérogène. Elle est nécessairement un peu antérieure au chœur, car plusieurs de ses bases sont flanquées de griffes, disposition qui tend à tomber en désuétude au tout début du XIIIe siècle, et le doubleau méridional de la seconde travée du chœur, devant la chapelle, a été bâti avec la même hauteur que les autres doubleaux, en attendant que la chapelle soit reconstruite avec cette hauteur plus importante. En plus, la colonne et les colonnettes au nord du doubleau intermédiaire sont placées dans une échancrure du deuxième pilier sud du chœur, comme si leur remplacement à court terme était d'ores et déjà prévu. Mais assez curieusement, les tailloirs accusent le même profil que dans le vaisseau central, et la sculpture de la plupart des chapiteaux appartient à la même époque, tandis que certains afficheraient même un style plus évolué selon Élisabeth Bail-Dhé. L'auteur envisage donc que la chapelle aurait été revoûtée, et que les chapiteaux ne datent plus d'origine pour la plupart. Mais cette hypothèse doit être examinée dans le contexte d'une seconde, celle d'un revoûtement au XIVe siècle, comme l'indiqueraient les consoles cubiques au-dessus des chapiteaux, et le tore aminci en forme d'amande des ogives de l'abside. Si la réflexion paraît donc pertinente pour l'abside, il est à noter que les ogives de la première travée correspondent plutôt à la seconde moitié du XIIe siècle. Elles sont très épaisses, et se composent d'un gros tore en forme d'amande entre deux autres tores.

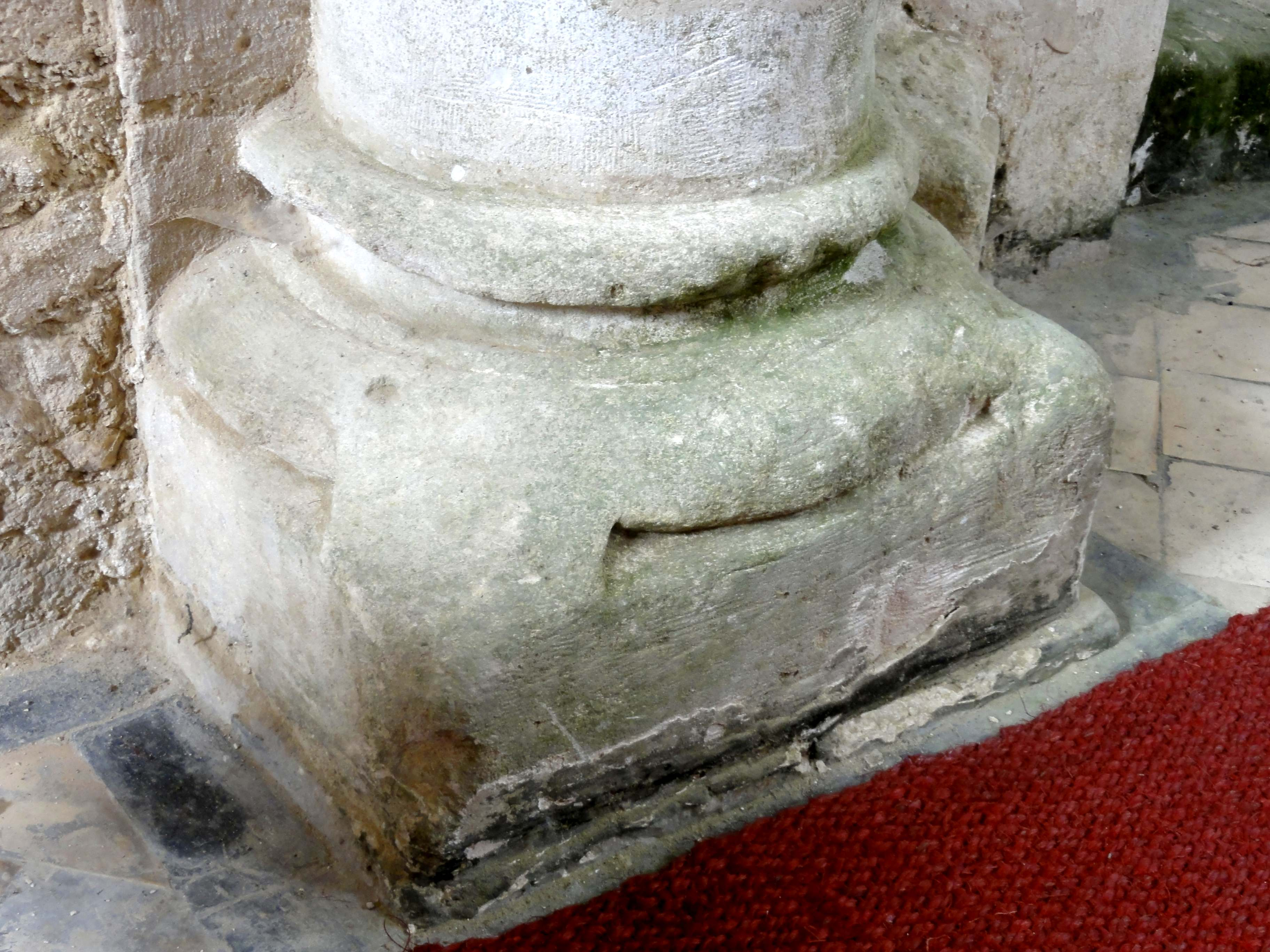
Base du doubleau intermédiaire, côté sud.
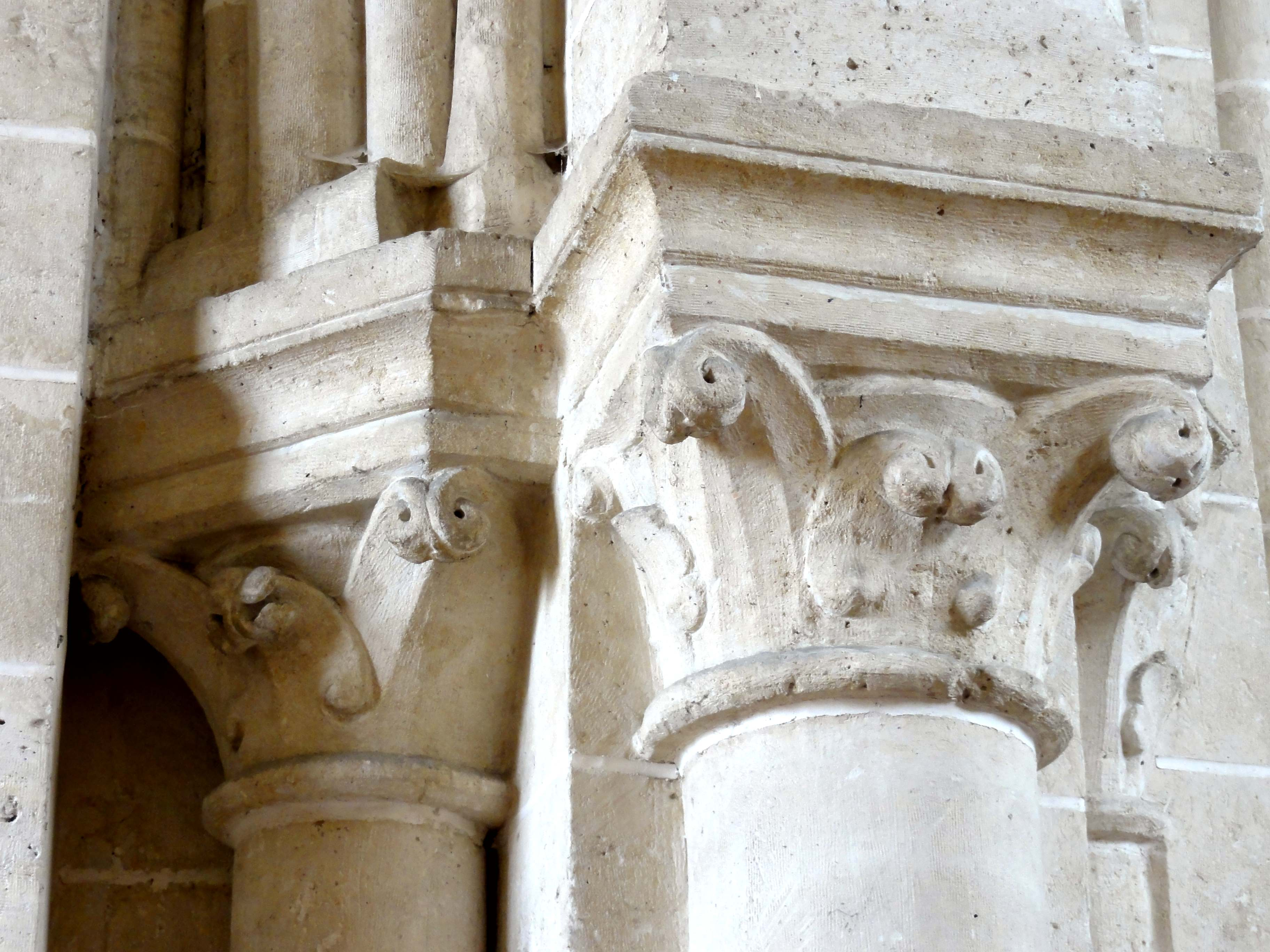
1re travée, chapiteaux dans l'angle nord-est.
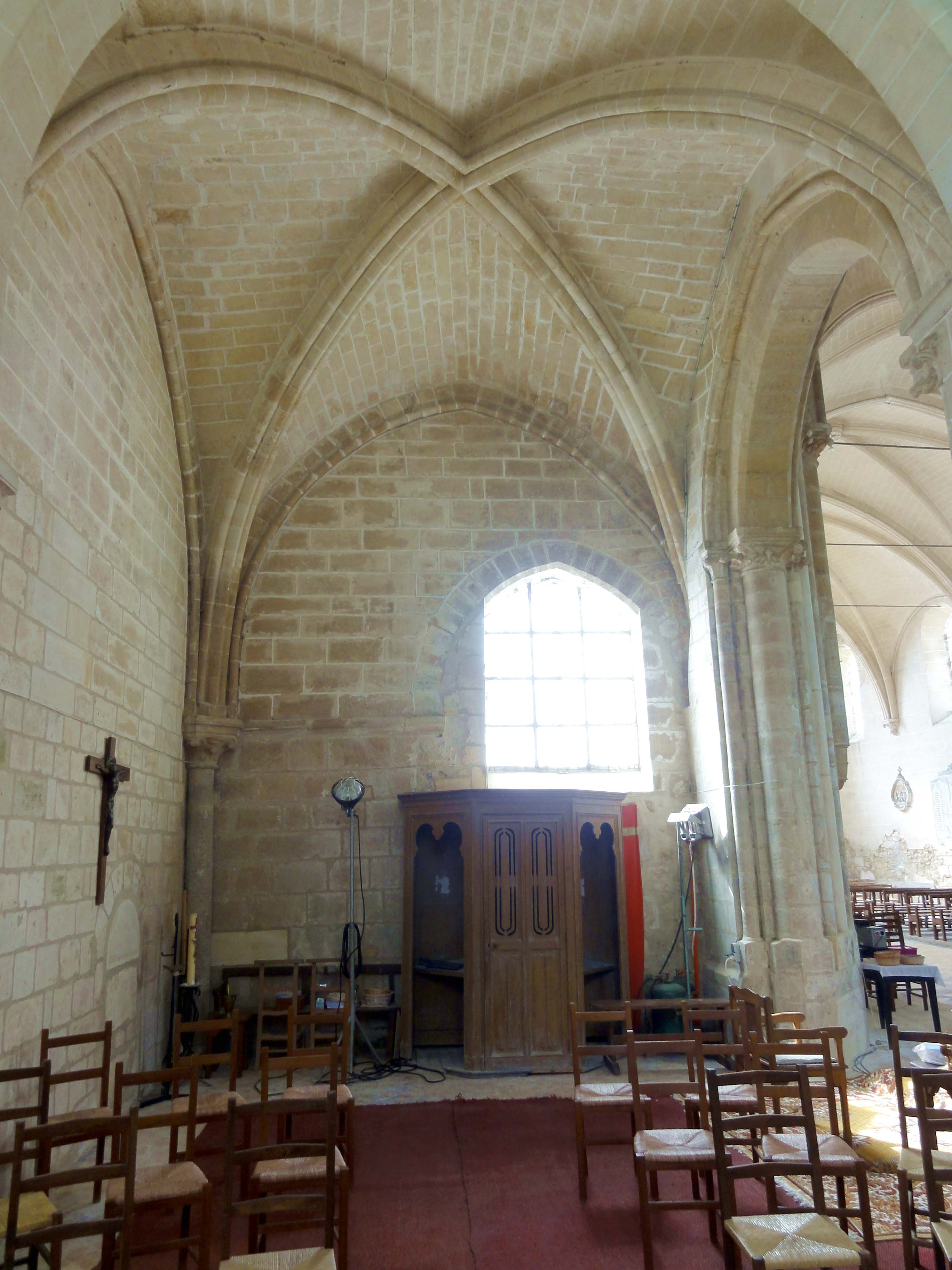
Vue vers l'ouest.
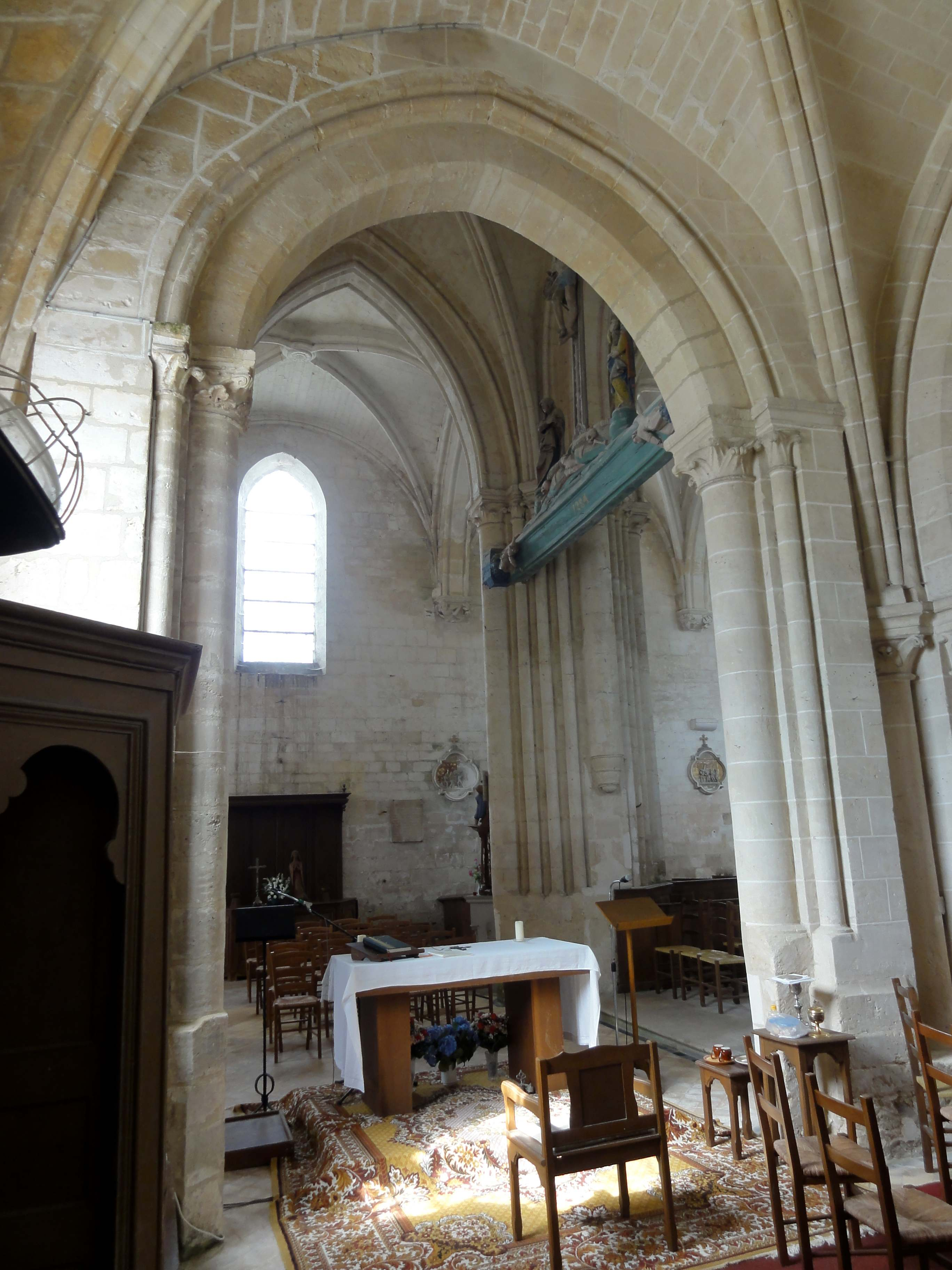
Vue par la 1re grande arcade.
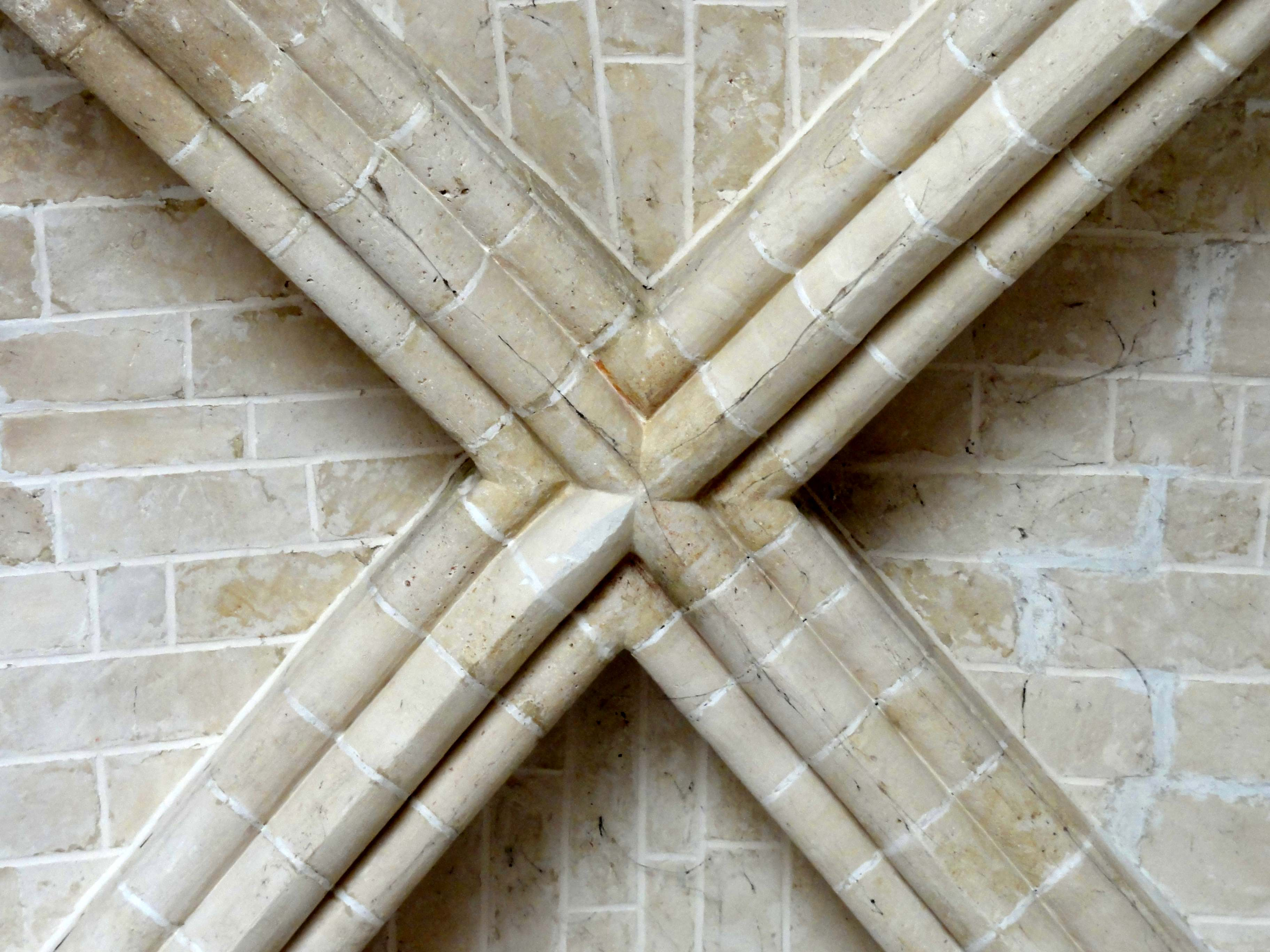
Clé de voûte de la 1re travée.
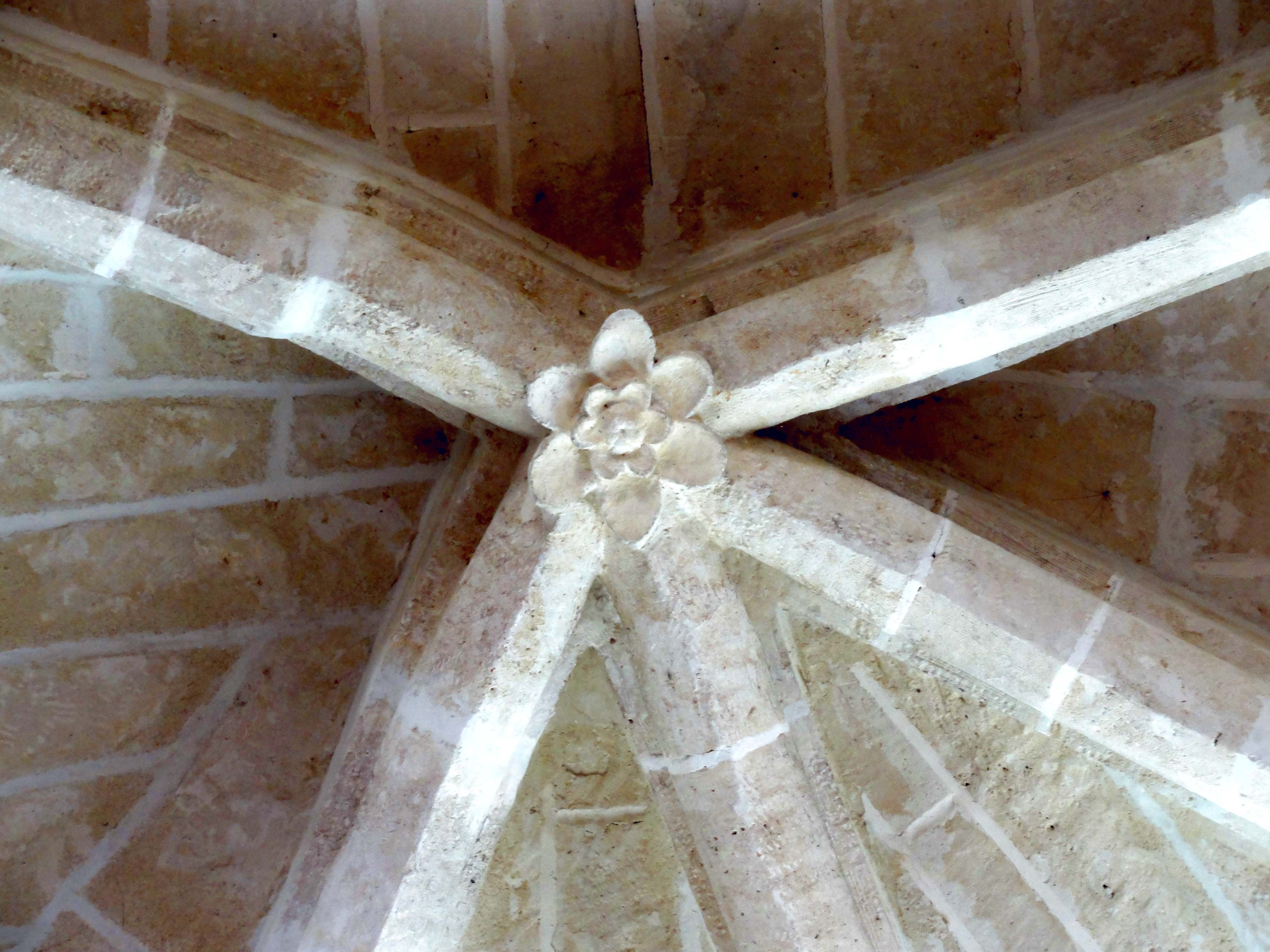
Clé de voûte de la 2e travée.

### Extérieur

#### Façade et élévations latérales de la nef

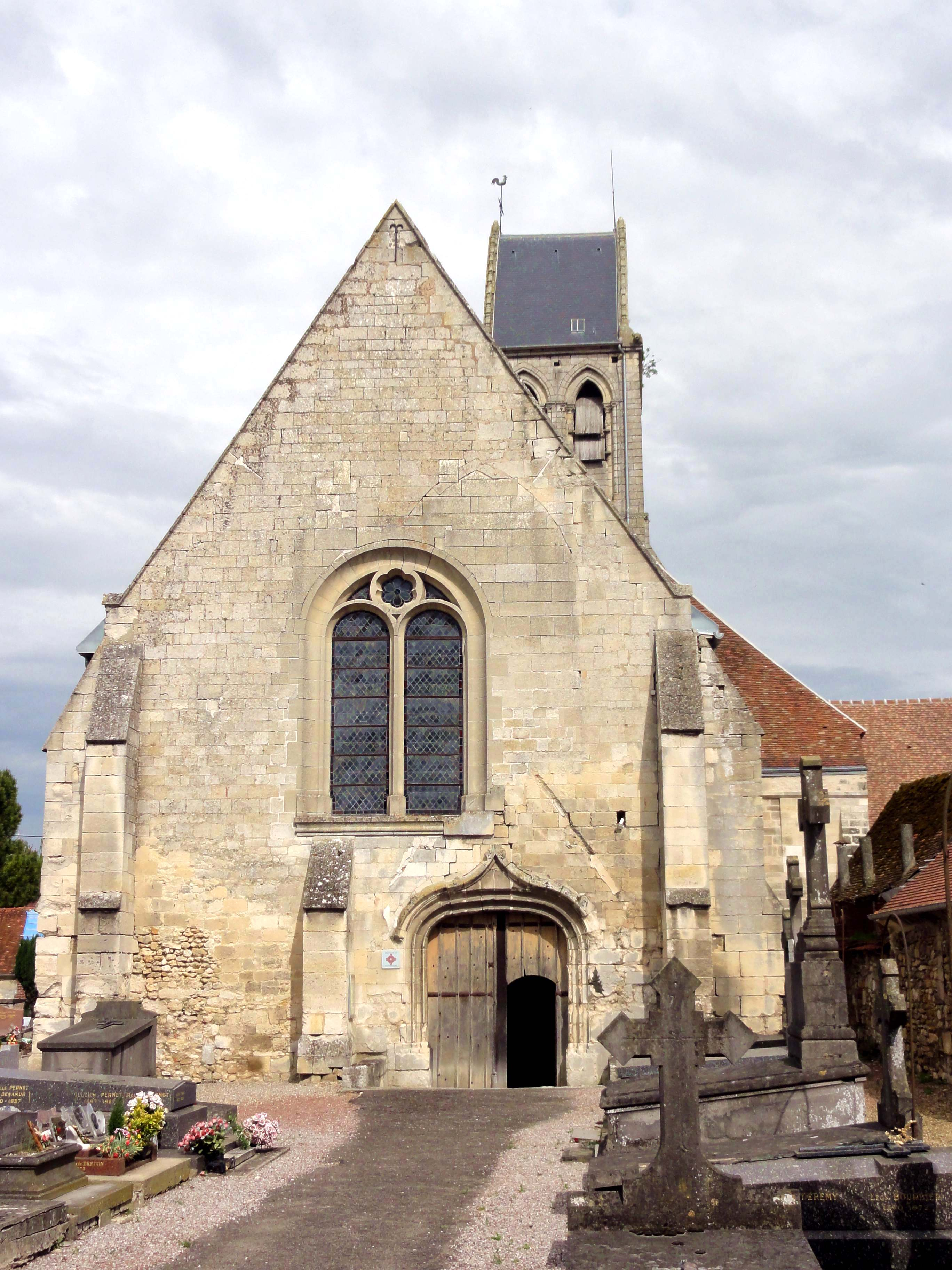
Façade occidentale.

La façade occidentale, régulièrement appareillée en pierre de taille, date pour l'essentiel du début du XVIe siècle, sauf la fenêtre haute de style néo-Renaissance, qui fut aménagée en 1872. Les contours de l'ancienne baie flamboyante, plus haute et alignée au-dessus du portail, sont visibles dans l'appareil. Les deux angles sont flanqués par deux contreforts orthogonaux de 70 cm de largeur, qui sont scandés par un larmier, et s'amortissent par un long glacis formant larmier. Leur partie supérieure a été refaite en 1872. Un contrefort plus bas se situe sous la fenêtre. Il est désaxé vers la gauche, et pourrait coïncider avec le début des grandes arcades du nord de l'époque romane. De même, la petite porte en plein cintre bouché avec de petits moellons donnait certainement accès à l'ancien bas-côté nord. En effet, Élisabeth Bail-Dhé estime que la façade, tout comme le mur gouttereau nord, seraient en substance partiellement romans. Mais il est également possible que ces deux détails soient postérieurs à la guerre de Cent Ans, et que la façade fut déjà édifiée à la fin du XVe siècle, avant qu'il n'était question de réunir le bas-côté nord à la nef dix ou vingt ans plus tard. Rien ne subsiste en tout cas du portail roman. Le portail actuel, de style flamboyant, est désaxé vers la droite, ce que l'on peut justifier par le maintien du bas-côté sud roman pour quelques décennies, voire quelques siècles encore. D'une grande sobriété, le portail en anse de panier est entouré de deux voussures délimitées par des arêtes saillantes, qui sont munies de bases polygonales. Il est surmonté d'une accolade reçu sur des culs-de-lampe, dont celui de droite manque, tandis que l'autre est devenu méconnaissable. L'extrados est garni de quelques feuilles de chou et chimères fortement abîmées. Le fleuron qui devait couronner l'accolade a vraisemblablement été sacrifié pour le percement de la nouvelle fenêtre. L'on voit encore les arrachements de l'ancien porche, qui semble avoir disparu dans l'entre-deux-guerres.
Étant donné la sobriété de ce portail, il paraît presque évident que la baie bouchée de 5,65 m de hauteur que l'on voit dans la troisième travée du nord correspond à un ancien portail latéral plus représentatif, d'autant plus qu'aucun indice, aucun document, ne permettent de considérer cette baie comme arcade ouvrant sur une chapelle disparue. Les églises flamboyantes peuvent avoir des portails latéraux plus richement décorés que le portail occidental, par exemple à Baron, Chaumont-en-Vexin, Louvres ou Verneuil-en-Halatte (porche en pierre). Un autre vestige du passé visible au nord est la partie droite d'une fenêtre du XVIe siècle, à droite de la fenêtre de la seconde travée. Ce fut apparemment l'unique fenêtre qui existait au nord au XIXe siècle, jusqu'en 1870. Le mur septentrional offre un caractère très hétérogène, mais ne fournit aucun autre indice relatif à l'état antérieur de l'édifice. Il n'y a qu'un seul contrefort intermédiaire, à l'intersection des deux premières travées. Il est analogue à ceux de la façade. Tant au nord qu'au sud, toutes les fenêtres ne datent que de 1872. Quant au mur méridional, il est surtout intéressant pour ses grandes arcades romanes bouchées, qui ont déjà été décrites dans le contexte de l'intérieur. Une seule parmi les quatre fenêtres romanes, plus petite et plus haute que les baies actuelles, est encore perceptible.

#### Clocher

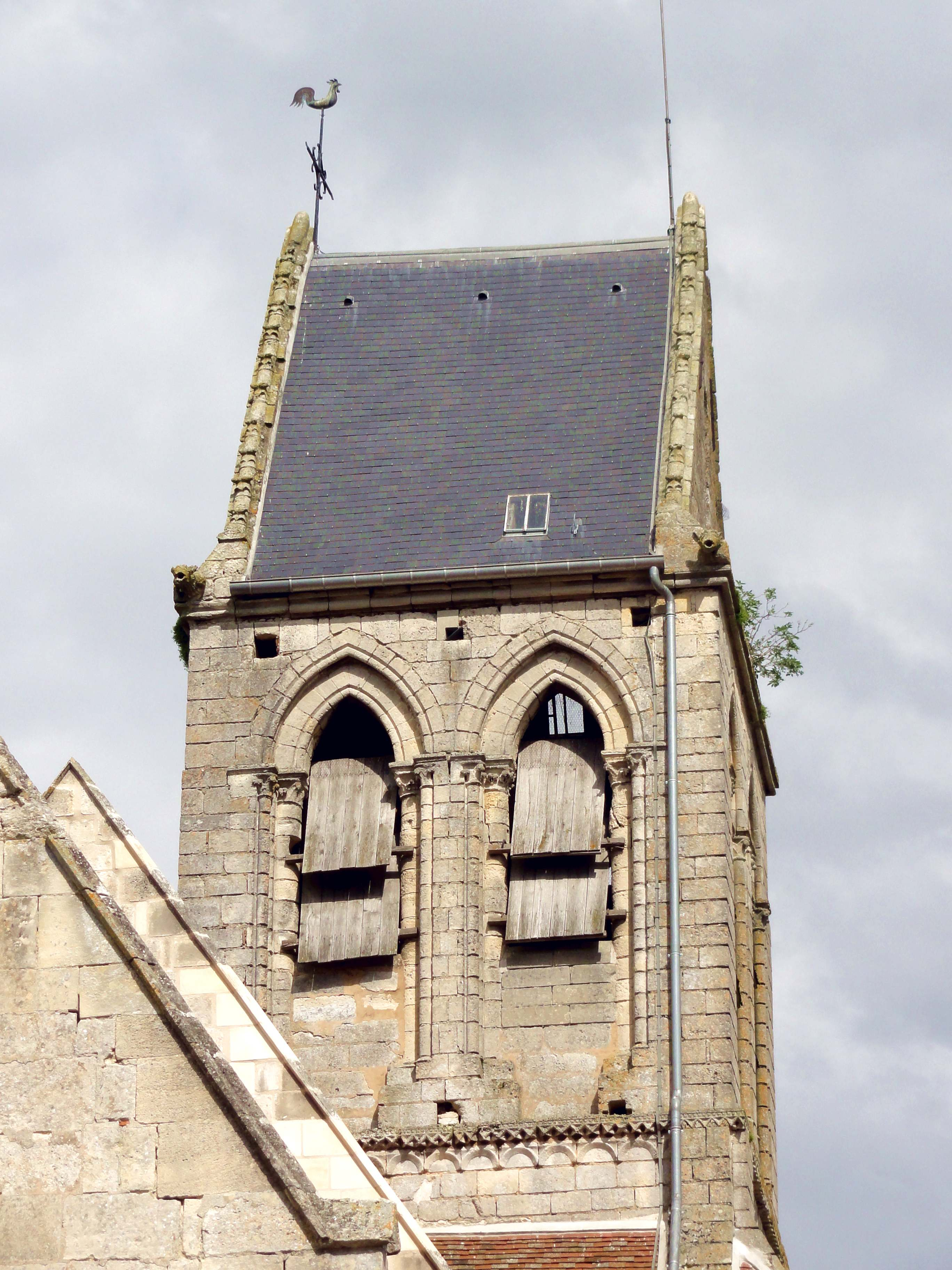
Clocher, vue depuis l'ouest.

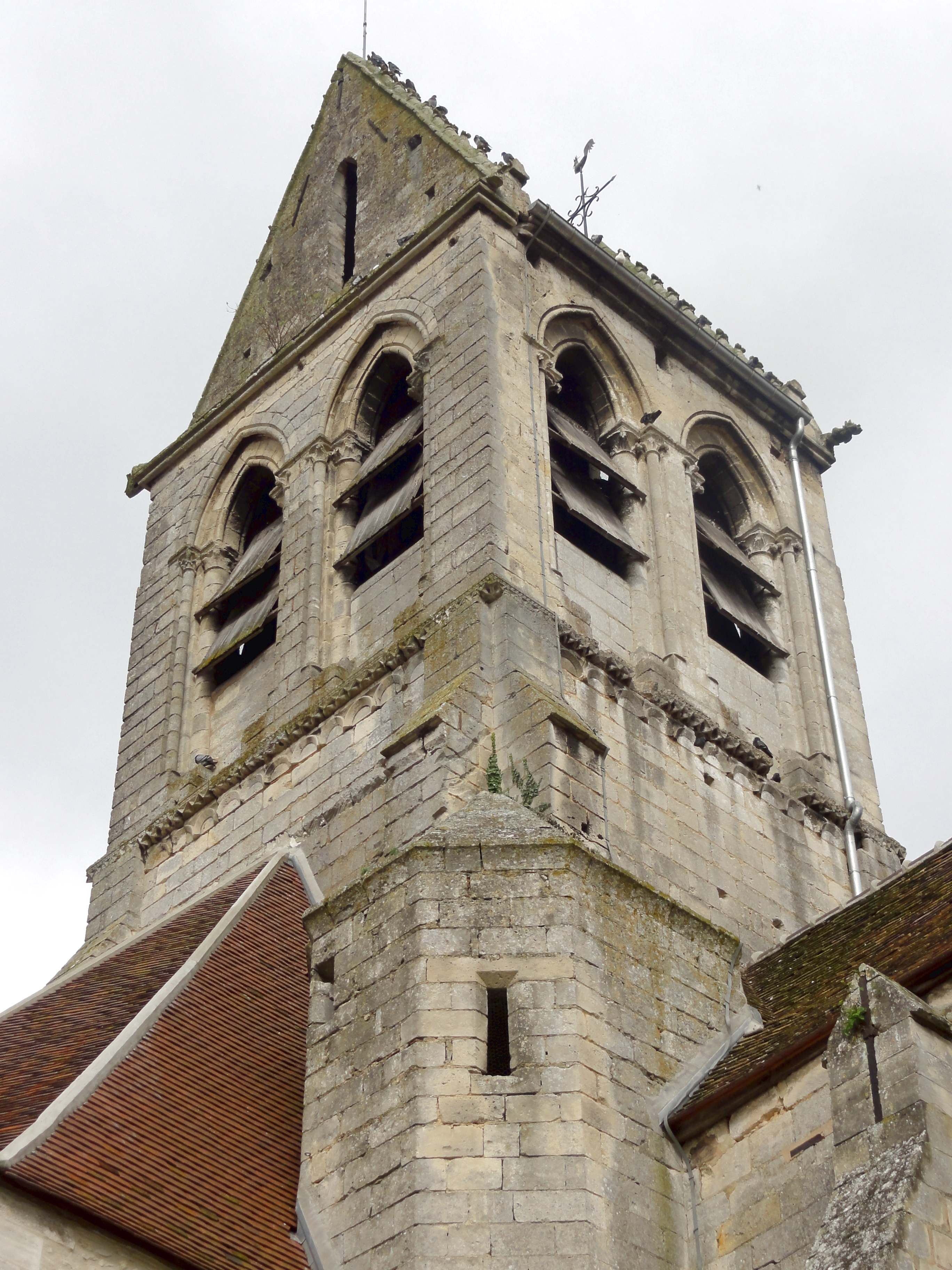
Clocher, vue depuis le sud-est.

Le clocher en bâtière constitue, à l'extérieur, l'élément le plus remarquable de l'église. Il est entièrement appareillé en pierre de taille à joints minces, et possède deux étages. Seulement le deuxième, l'étage de beffroi, émerge entièrement des combles. La structure des toitures semble conçue pour éviter des noues autour du clocher, sources d'humidité, et pour envelopper le plus possible le premier étage, dont la plus grande partie est encore visible à l'est. On n'y voit pas d'ouverture, mais chacune de ses faces est néanmoins percée d'une baie unique pour faciliter la circulation entre les différentes parties des combles. Seule la baie occidentale est en arc brisé ; les autres sont encore en plein cintre. Une autre réminiscence de la période romane est l'amortissement des contreforts sous la corniche en haut du premier étage. Au XIIIe siècle, les contreforts montent généralement jusqu'au sommet du clocher, ce qui est certes moins élégant. Cependant, les retraites par un court glacis formant larmier en haut des contreforts sont bien de type gothique. Entre deux contreforts, la limite entre les deux étages supérieurs est marquée par une corniche composée d'arcatures en plein cintre à faible relief, qui est peut-être inspirée de la corniche beauvaisine, où ces arcatures retombent sur des modillons, et sont recoupées en deux arcatures plus petites. Au-dessus de la corniche, court un rang de feuilles de violettes excavées, ornement très répandu dans la région à la période romane, et non de pointes-de-diamant. L'on trouve ce motif au chevet de Bailleval, sur le portail sud de Bury, au-dessus des fenêtres au nord de la nef de Cambronne-lès-Clermont, sur les portails occidentaux de Nointel et Saint-Vaast-lès-Mello, au-dessus des fenêtres de façade de Saint-Vaast-de-Longmont, etc. La frise de fleurs de violette, surmontée d'un rang de perles entre deux listels, passe autour des contreforts, mais reste sur le même plan, et y est donc seulement esquissé par manque de relief,.
L'étage de beffroi est plus résolument gothique, et libéré des maladresses des premiers architectes du nouveau style, que l'on observe encore à Nucourt, Uny-Saint-Georges (commune de Rantigny) et Vaudancourt. Selon la nouvelle mode, les fenêtres ne sont plus recoupées en deux petites baies par une colonnette centrale surmontée d'un tympan, que l'on observe encore sur le clocher contemporain de Breuil-le-Sec ; les colonnettes sont devenues plus fines ; et la forme des baies plus élancée. Eugène Lefèvre-Pontalis rattache le clocher de l'église Saint-Martin au groupe commencé par Delincourt, Vaudancourt et Villeneuve-sur-Verberie, au même titre que Borest, Champagne-sur-Oise, Montataire, Liancourt-Saint-Pierre, Neuilly-sous-Clermont, Saint-Vaast-lès-Mello, Ver-sur-Launette, Villers-Saint-Paul, et les tours jumelles de l'abside de Saint-Leu-d'Esserent. Les deux baies en tiers-point par face s'ouvrent sous une double archivolte torique, qui repose sur deux fortes colonnettes appareillées, pour la voussure inférieure, et deux fines colonnettes également appareillées, réservées au rouleau supérieur. Tous les chapiteaux sont sculptés de crochets. La partie inférieure des baies est depuis longtemps bouché, ce qui réduit le bel effet de cette construction d'une sobre élégance. Seulement une assise au-dessus du sommet des baies, l'étage se termine par une corniche profilée d'une plate-bande, d'un profond cavet et d'un tore, qui est également présent sous les pignons. Ceux-ci sont tournés vers le nord et vers le sud, comme à Bémont, Choisy-au-Bac, Othis et Pondron, parti habituellement retenu pour des clochers de très faible hauteur, qui peuvent ainsi faire l'économie d'un étage de beffroi à part entière (Houdancourt, Vauciennes). Le percement des pignons d'une étroite baie devient la règle au XIIIe siècle ; en l'occurrence, ces baies sont en plein cintre. Comme particularité, les pignons sont placés en léger retrait par rapport à la corniche, et flanqués de deux gargouilles tenant en même temps lieu d'acrotères. Leurs rampants sont garnis d'un boudin sculpté de crochets gothiques à intervalles réguliers,.

#### Parties orientales

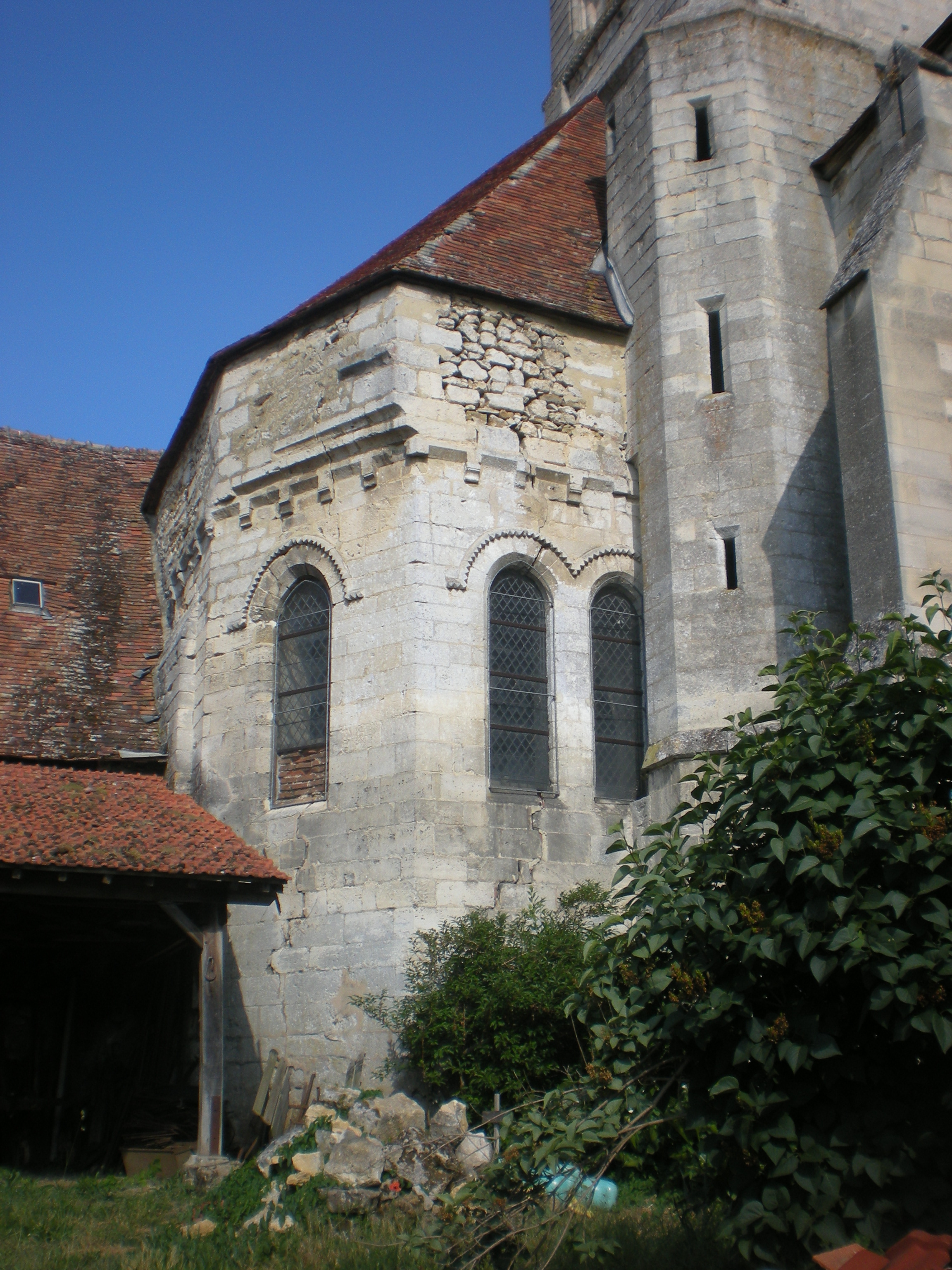
Chapelle Saint-Joseph, vue depuis l'est.

Le chœur et son collatéral nord sont soigneusement appareillés en pierre de taille, à l'exception des allèges du côté sud. Ces parties sont néanmoins très austères, comme le soulignent aussi les fenêtres latérales à lancette simple. Au moins celles de la troisième et de la quatrième travée devraient être postérieures à 1230 ou même 1240, époque quand les remplages existent déjà. Les lancettes doubles regroupées sous un arc de décharge commun constituent également un anachronisme pour l'époque de construction envisagée, à moins que le chantier n'ait connu une interruption entre l'achèvement du gros-œuvre et le voûtement des deux dernières travées. Conformément à l'usage à partir des années 1220 environ, la limite des allèges est marquée par un larmier, qui court tout autour, sans épargner les contreforts. Ce larmier est également présent sur la cage d'escalier qui flanque le chœur du côté sud, et la lancette à sa droite est moins élevée que les autres et désaxée vers le contrefort à sa droite, ce qui semble aller à l'encontre de l'hypothèse d'Élisabeth Bail-Dhé, que la tourelle fut ajoutée après coup au XVIe siècle. Les contreforts dérivent tous d'un même type, et sont seulement scandés par le larmier déjà mentionné. Ils s'amortissent par un long glacis formant larmier. Les contreforts au milieu du chevet et à l'intersection de la troisième et de la quatrième travée se continuent en arrière du glacis, et sont coiffés d'un chaperon en bâtière. Celui au milieu du chevet est dominé par une gargouille, destinée à l'évacuation des eaux pluviales de la noue entre les deux toitures parallèles des deux vaisseaux. Le pignon du vaisseau méridional est en briques, et l'autre à pans de bois. Les deux constituent des réfections de l'époque moderne. Reste à évoquer la chapelle Saint-Joseph ou Saint-Nicolas, dont les murs ont été exhaussés au-delà de la corniche, comme s'il s'était agi de gagner du volume de stockage dans les combles. Ces murs ajoutés sont en moellons ; le reste est en pierre de taille. Les arcs des fenêtres sont surmontés d'un rang de têtes de clous ou de pointes-de-diamant, qui se poursuit sur une courte section latéralement, au niveau des impostes. La corniche est une simple tablette biseautée reposant sur des corbeaux moulurés tous selon le même profil. À l'ouest de la chapelle, l'arcade bouchée visible depuis l'impasse à l'emplacement du bas-côté sud revêt un caractère gothique, et témoigne sans doute du projet de reconstruction gothique de ce bas-côté, resté finalement lettre morte.

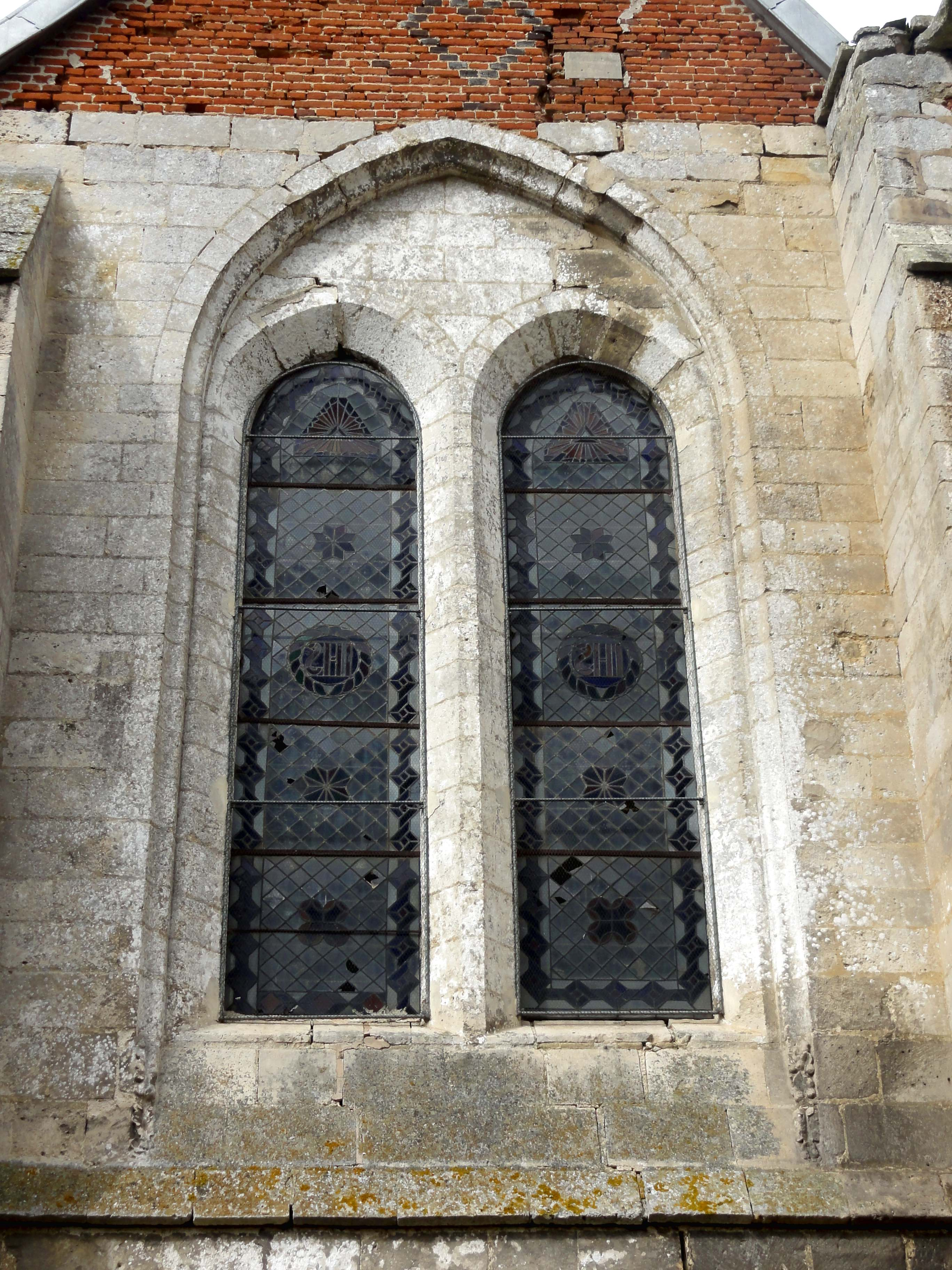
Chevet, baies du collatéral.
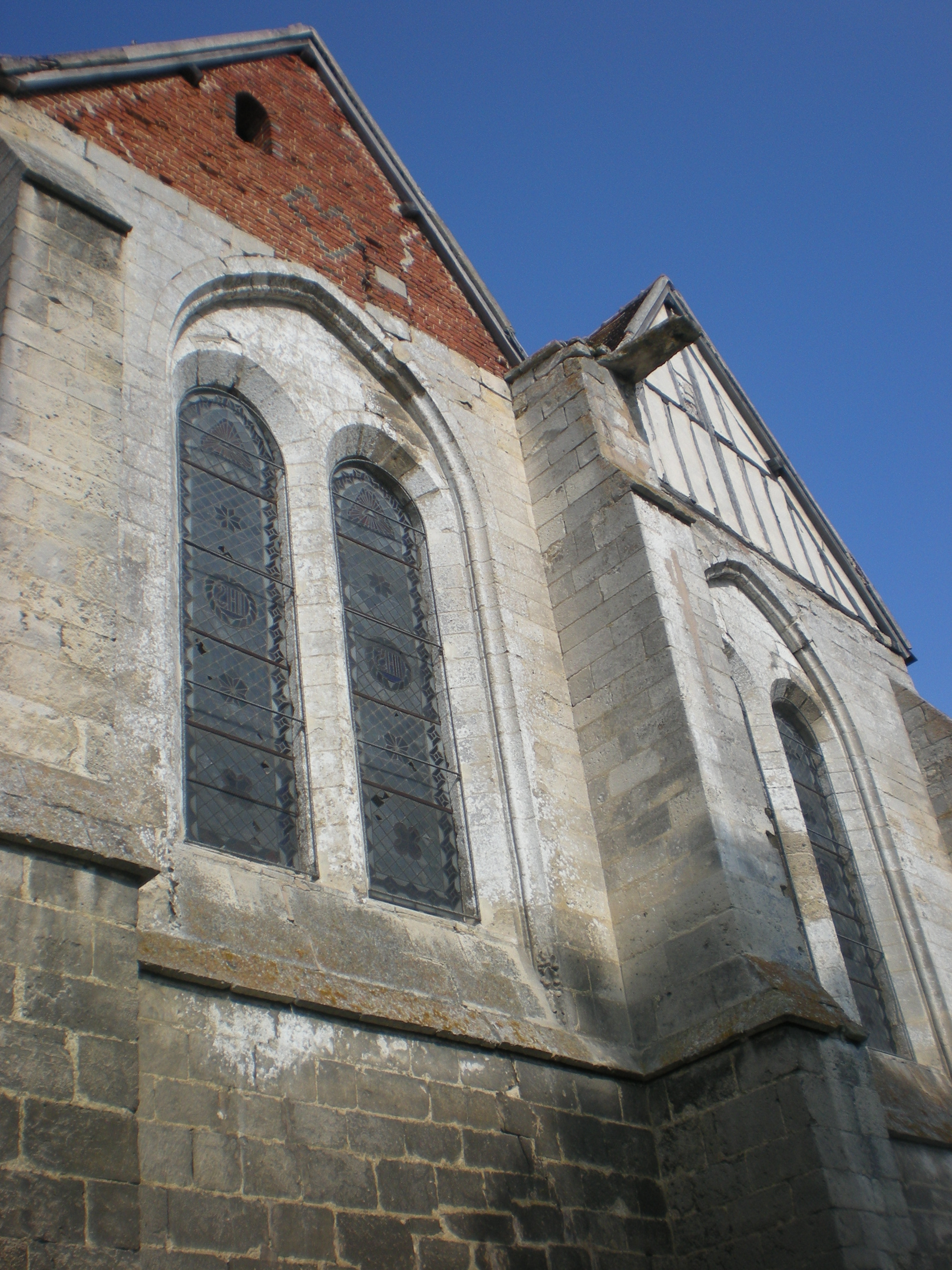
Chevet du chœur et du collatéral.
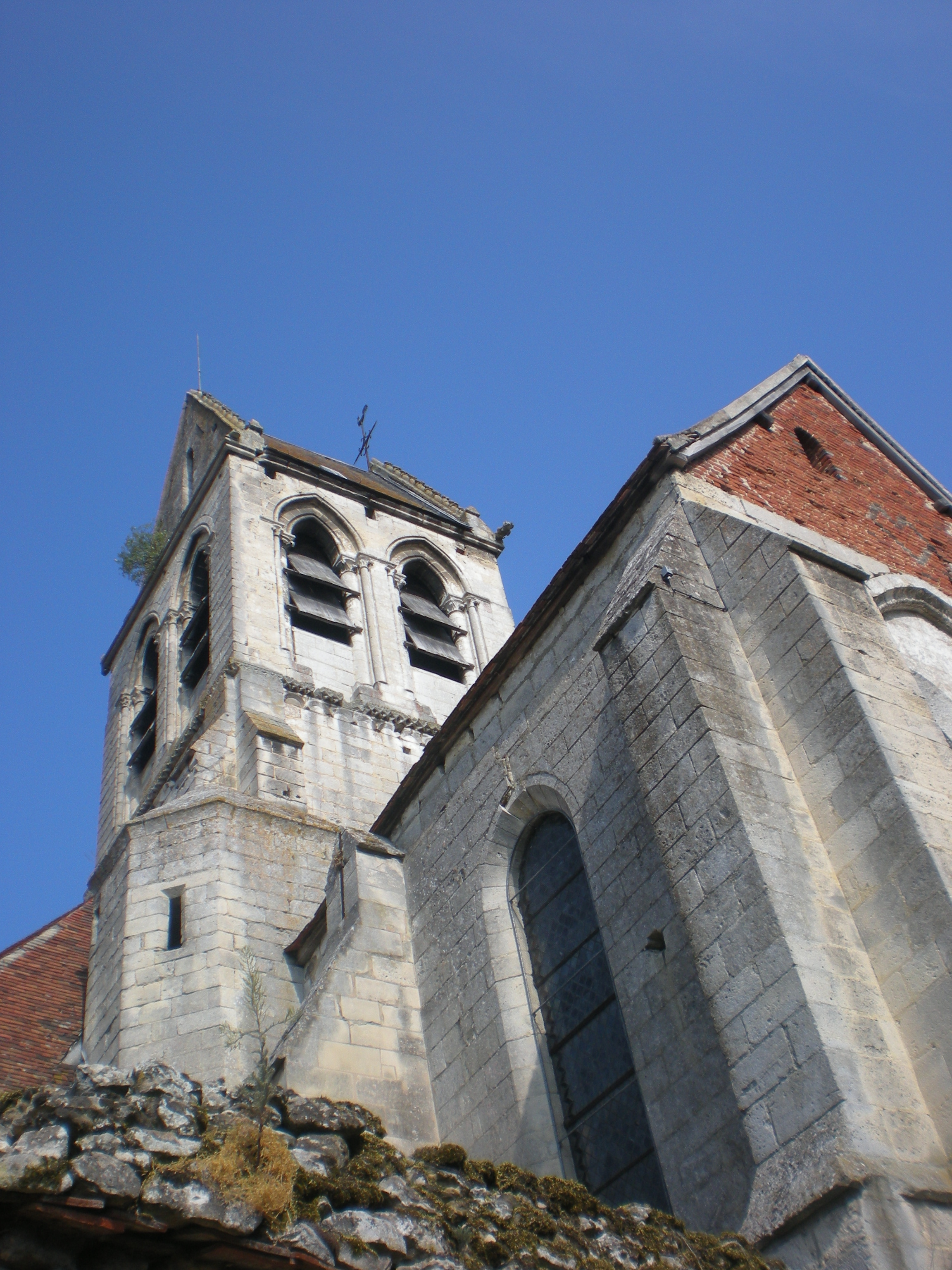
Chevet, vue sur le clocher depuis le sud-est.
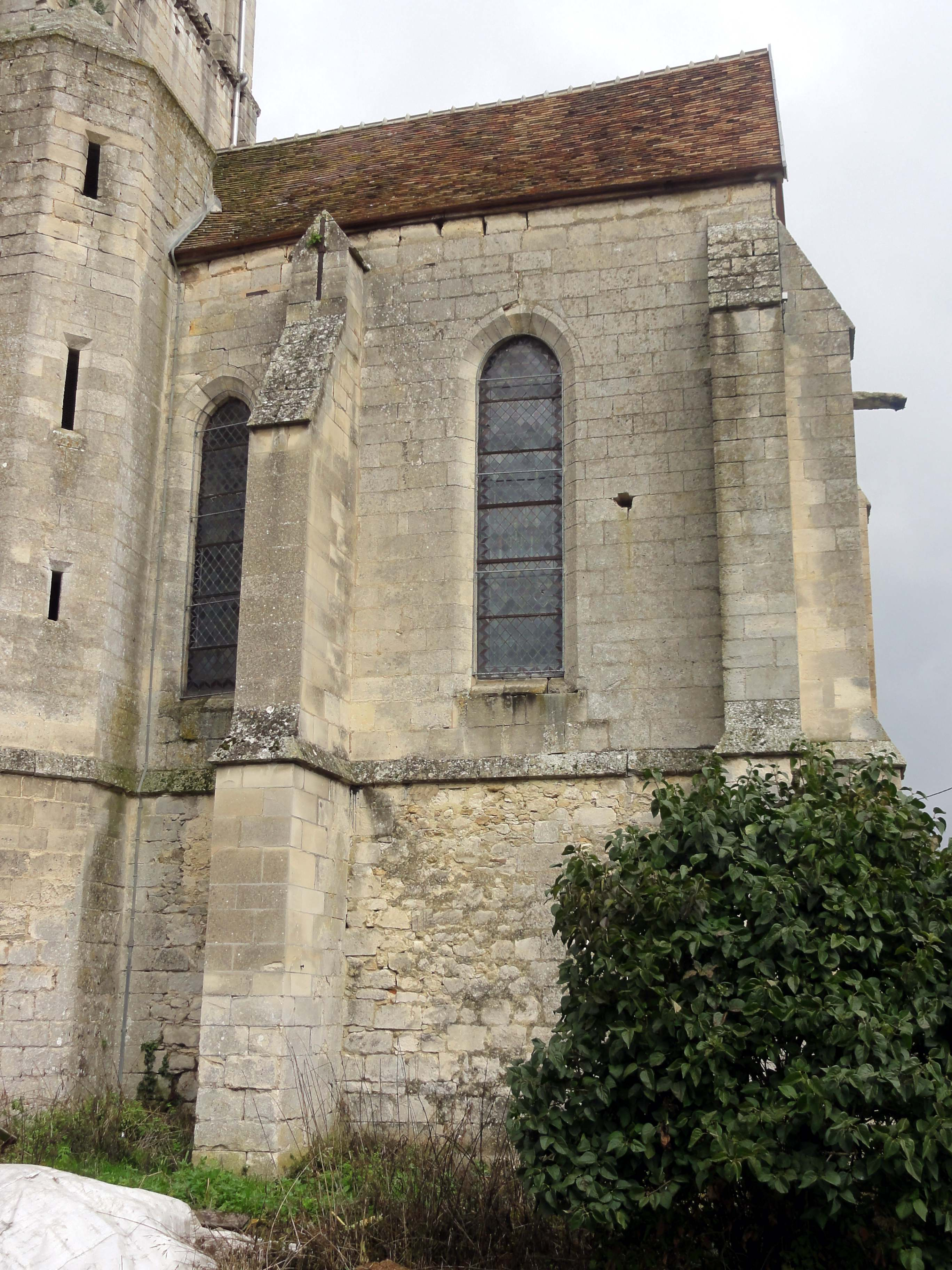
Chœur, vue depuis le sud.

## Mobilier
Parmi le mobilier de l'église, trois éléments sont classés monuments historiques au titre objet depuis 1912, et deux autres sont inscrits depuis juillet 2002. Il s'agit de deux œuvres de sculpture, de deux tableaux peints à l'huile sur bois, et d'une plaque commémorative. Parmi le reste du mobilier, les fonts baptismaux et cinq plaques de fondation dans le collatéral nord méritent également l'attention. L'église ne possède, sinon, aucun autre tableau, et aucune statue antérieure au XIXe siècle.

### Fonts baptismaux

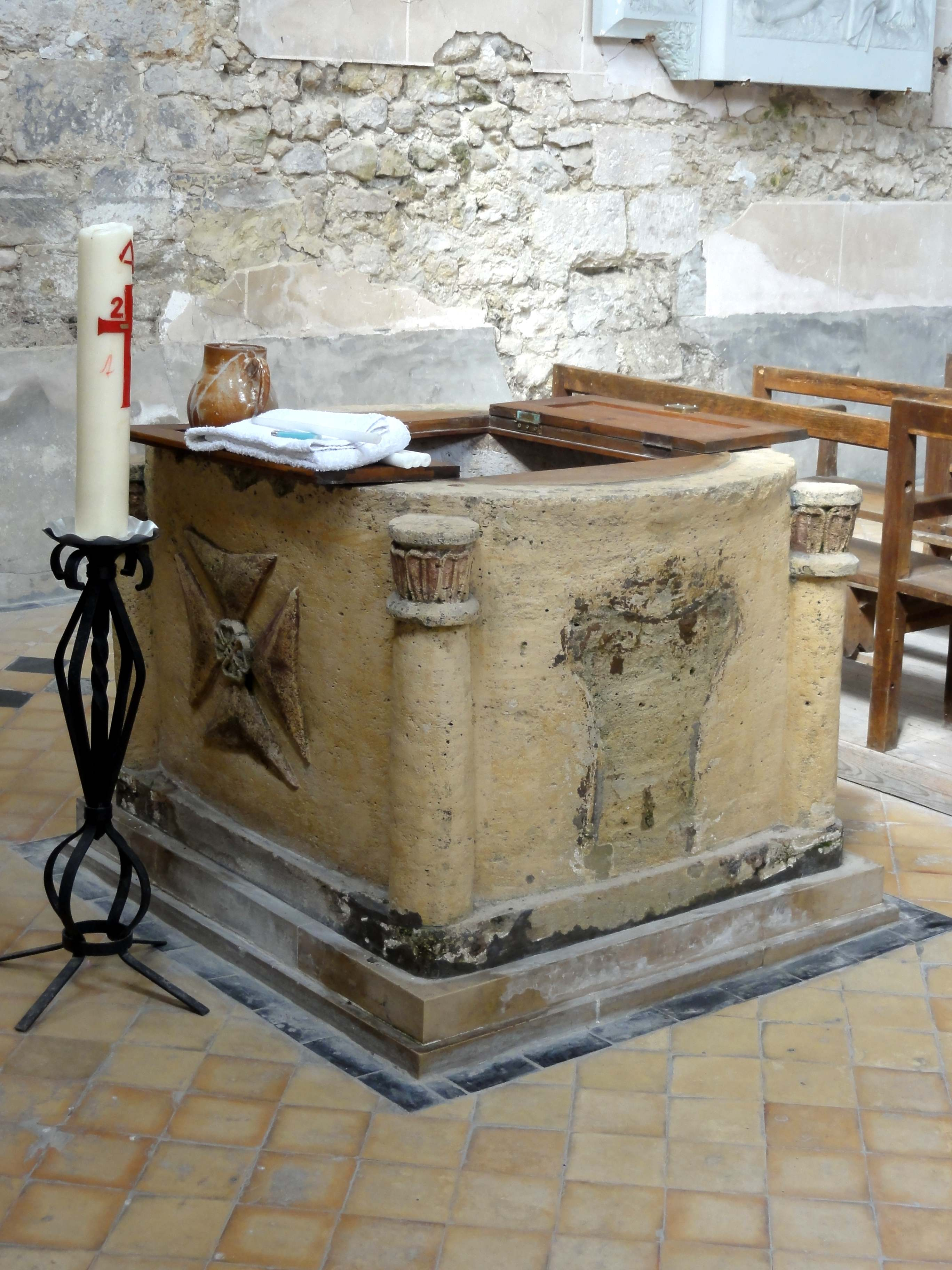
Fonts baptismaux.

Les fonts baptismaux, de l'époque romane, comptent parmi les plus anciens conservés dans le département, et auraient certainement été classés aux monuments historiques si les bas-reliefs qui ornaient ses quatre faces n'avaient pas été bûchés, et si ses quatre colonnettes n'avaient pas été complétées par des chapiteaux fantaisistes, sans doute vers la fin du XIXe siècle. Les fonts se présentent sous la forme d'une grand cuve baptismale à infusion taillée dans un seul bloc de pierre, qui est carré à sa base. Plus haut, la forme devient plus arrondie. Une colonnette faisant corps avec la cuve cantonne chacun des quatre angles. Elles sont munies de bases accusant une gorge entre deux tores, qui disparaissent actuellement sous une couche de ciment. Légèrement galbées, elles présentent un fruit prononcé. Au cours des années 1840 encore, elles se terminaient net, sans astragale ni autre ornement, ce qui n'exclut pas l'existence ancienne de chapiteaux différents de ceux que l'on voit actuellement. La face frontale montre l'arrachement d'un bas-relief. Les autres sont décorées d'une croix de Malte. Seulement la partie supérieure de la cuve est évidée. La vasque est circulaire, et de diamètre identique du haut vers le bas. Elle possède au milieu un orifice pour permettre l'évacuation de l'eau par le bas. Autour de la vasque, la face supérieure a été entaillée à l'époque moderne pour permettre la pose d'un couvercle en bois. Eugène Woillez a documenté l'état ancien de la cuve. Trois de ses faces affichaient de grandes et larges palmes, qui font référence au dimanche des Rameaux, quand beaucoup de baptêmes furent célébrés au Moyen Âge. Une face arborait également une tête fantastique déjà mutilée. Le bas-relief sur la face frontale montrait une figure nue, tenant dans sa main droite un bâton se terminant par une crosse. Eugène Müller y voit Moïse avec son lituus pour guider son peuple à travers la mer Rouge, préfiguration du baptême chrétien ; Pierrette Bonnet-Laborderie y voit simplement le Bon-Pasteur. Un disque figurait à gauche de sa tête, et une fleur à huit pétales à sa droite. Ce sont vraisemblablement la lune et le soleil. Une piscine pédiculée avait été ajoutée à la cuve. Elle a aujourd'hui disparu. Élisabeth Bail-Dhé compare les fonts baptismaux de Breuil-le-Vert à ses homologues de Bury, Catenoy et Saint-Vaast-lès-Mello (on pourrait y ajouter Mogneville), mais les ressemblances ne sont que très vagues,,.

### Sculpture et peinture

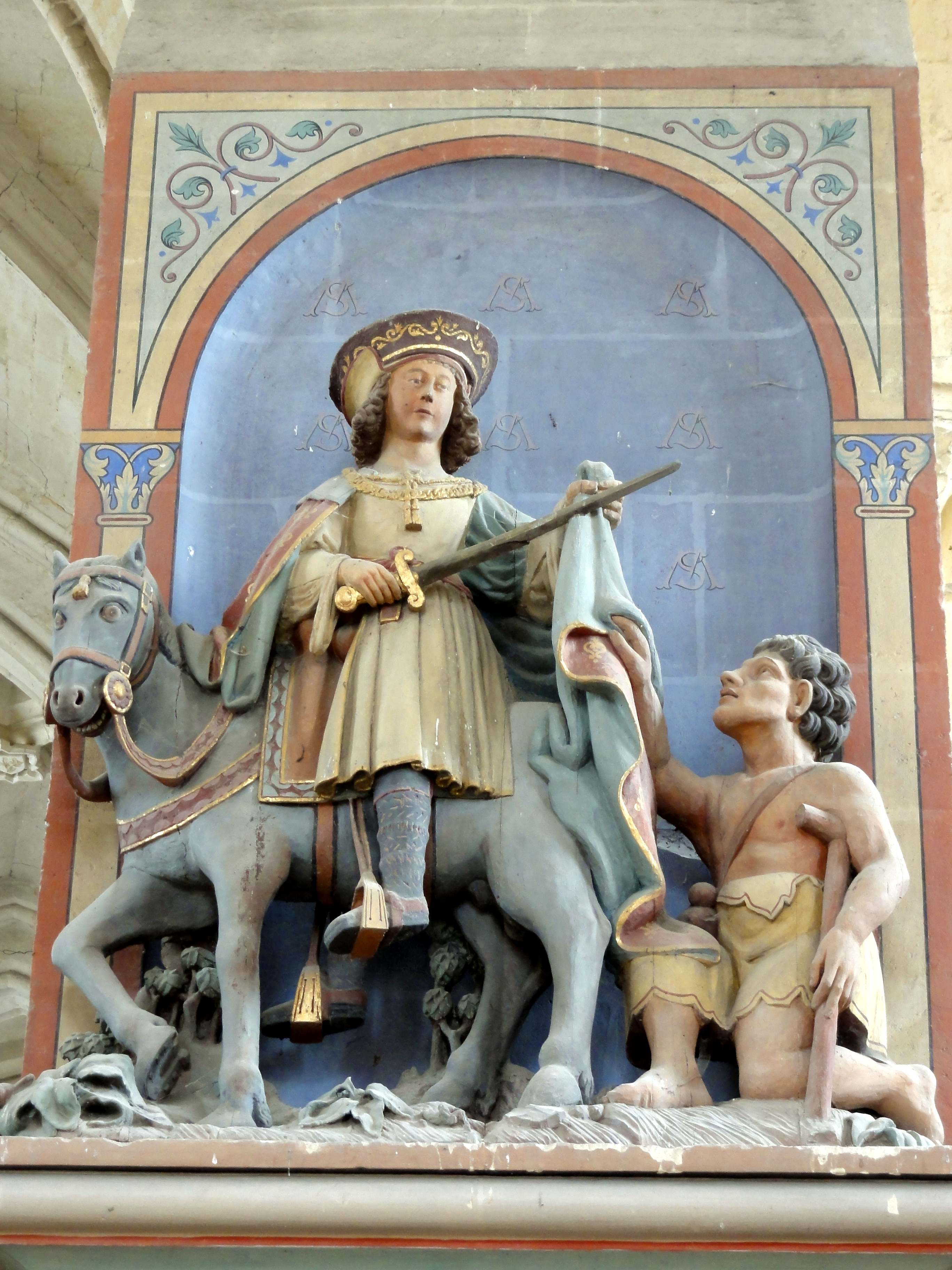
Charité de Saint-Martin.

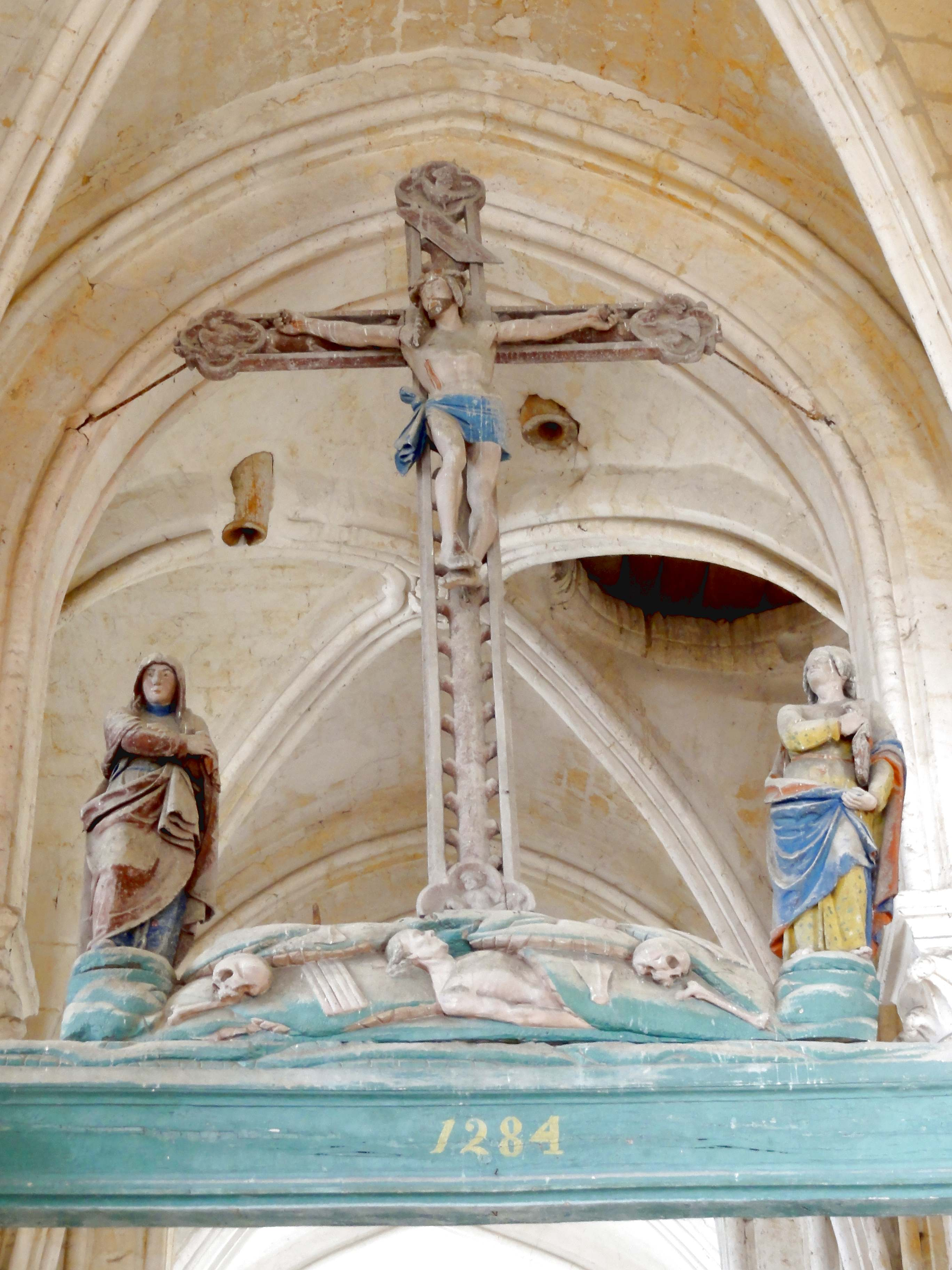
Poutre de gloire.

- Le groupe sculpté représentant la Charité de Saint-Martin, d'une taille impressionnante, mesure 150 cm de largeur et 160 cm de hauteur, et date de la première moitié du XVIe siècle. On le trouve dans une niche ménagée dans le pilier carré séparant la nef du chœur. Il est en bois, mais a été badigeonné et repeint par M. Fontaine en 1847. C'est à cette occasion que la figure du mendiant a été remplacée. De nombreuses églises de l'Oise, où saint Martin a toujours été très populaire, possèdent des sculptures d'une iconographie semblable. Élisabeth Bail-Dhé caractérise l'œuvre comme suit : « Saint Martin raide et à peine souriant est vêtu d'une parure d'officier et coiffé d'un chapeau au bord large et relevé. D'un geste figé, le regard tourné vers le spectateur, il partage son manteau. Son cheval richement harnaché n'est pas à la même échelle que le cavalier qui semble l'écraser. De ses yeux ronds l'animal fait également face au spectateur. À droite, un mendiant agenouillé, soutenu par une béquille, a les yeux tournés vers Martin en attente de la moitié de manteau qu'il va recevoir »[38],[39].
- La poutre de gloire installée sous le premier arc doubleau intermédiaire du chœur mesure 250 cm de largeur pour 450 cm de hauteur, et porte les caractéristiques de la première moitié du XVIIe siècle. La date de 1284 inscrite sur la poutre est fausse, et y a vraisemblablement été inscrite par l'artisan qui repeignit la poutre de gloire au XIXe siècle. Mais ce pourrait bien être la date de la première poutre de gloire que possédait l'église. Ce semble être une copie  de la poutre de gloire de l'église d'Airion, éloignée d'une dizaine de kilomètres. Comme à Agnetz, la poutre à proprement parler est celle d'origine. Elle semble portée par deux anges sans ailes sortant d'une nuée, qui prennent ici la fonction des engoulants des entraits des charpentes, et comporte un monticule représentant le Golgotha. L'on y aperçoit deux crânes, des ossements, et un cadavre. C'est celui d'Adam, sur la sépulture duquel la croix aurait été érigé selon une croyance populaire. La croix est particulière, car ses bras sont ajourés, et suggèrent des branches d'arbre. Selon la tradition, des quadrilobes représentant les symboles du Tétramorphe figurent aux extrémités. La Vierge de douleur et saint Jean, l'Apôtre bien-aimé, flanquent la croix. Ces statues sont de facture populaire. Il est à noter que le revers de l'ensemble des éléments est également sculpté, ce qui n'est pas toujours le cas[40],[41].
- Le tableau de fondation d'obit de Jehan d'Angoudessant représentant la Charité de saint Martin, mesure 66 cm de largeur et 45 cm de hauteur avec son cadre, et date de 1573. À droite, le donateur en armure est agenouillé, et regarde la scène. Son écu et son gantelet sont posés devant ses pieds. Au-dessus de sa tête, l'on lit l'inscription suivante : « Deffunct Martin Dagondessent escuïer Rr de La tache est decede le iiie jour d'aoust mil vc lxiii à Beaucaire en Languedoc qui a doné en leglize de ceans 50" pour une fois et 10" de rente a la charge de […] obit solennel de trois haulte messe bigille & chacun an au iour quil est decced ». En arrière-plan, est figuré un paysage avec une ville fortifiée. La couche picturale est aujourd'hui fortement usée[42],[43].
- Le tableau ou panneau peint représentant le Christ en croix entre la Vierge de douleur et saint Jean mesure 150 cm de largeur et 47 cm de hauteur, et date du XVIIe siècle. La scène est peinte sur un médaillon sous la forme d'un cuir découpé, qui est flanqué de deux bouquets de fleurs dans des vases. La croix est enlacée par un homme barbu qui pleure Jésus mort. Un paysage est figuré en arrière-plan. Le panneau constitue probablement la prédelle d'un ancien retable[44].

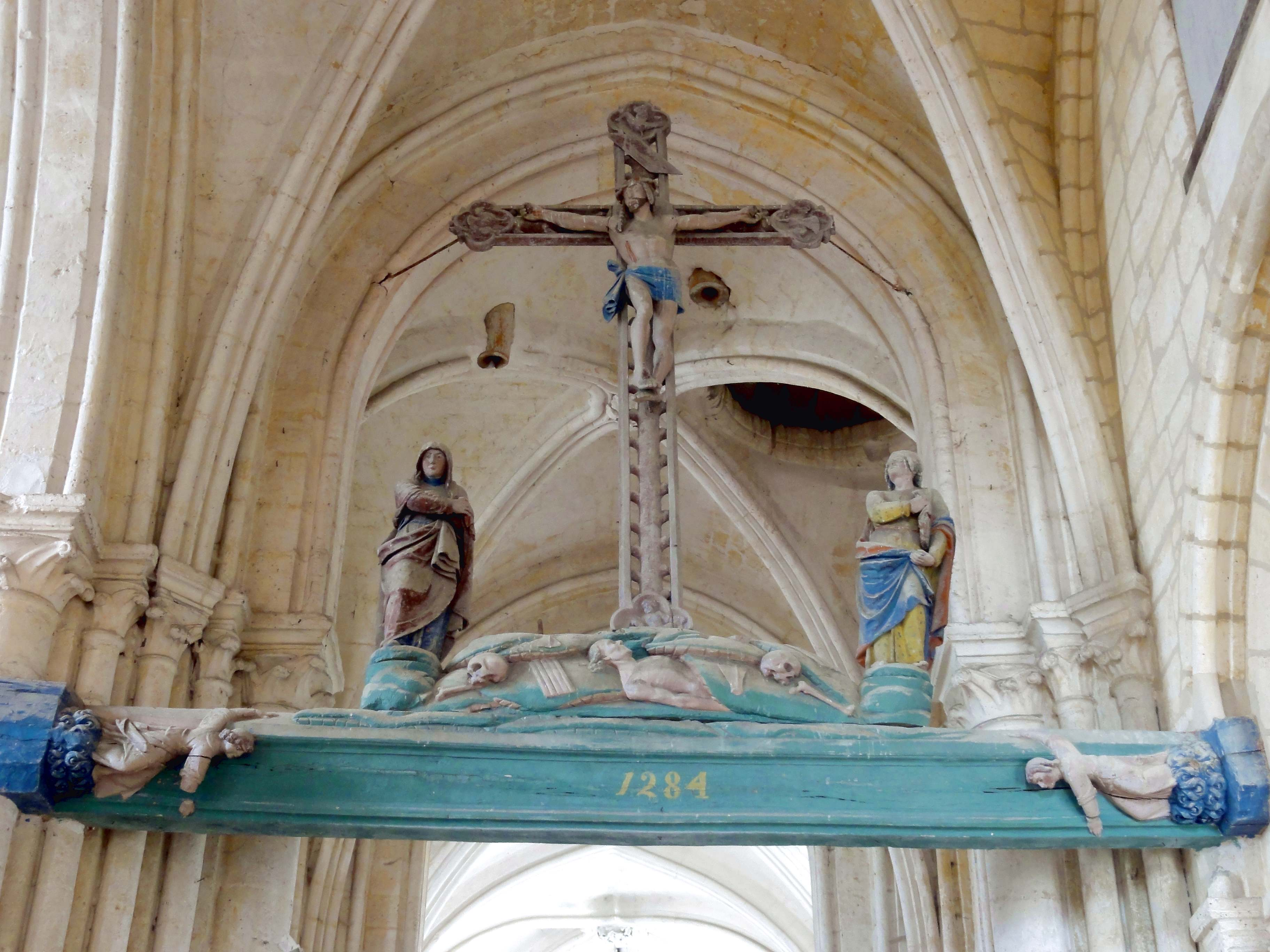
Poutre de gloire, vue d'ensemble.
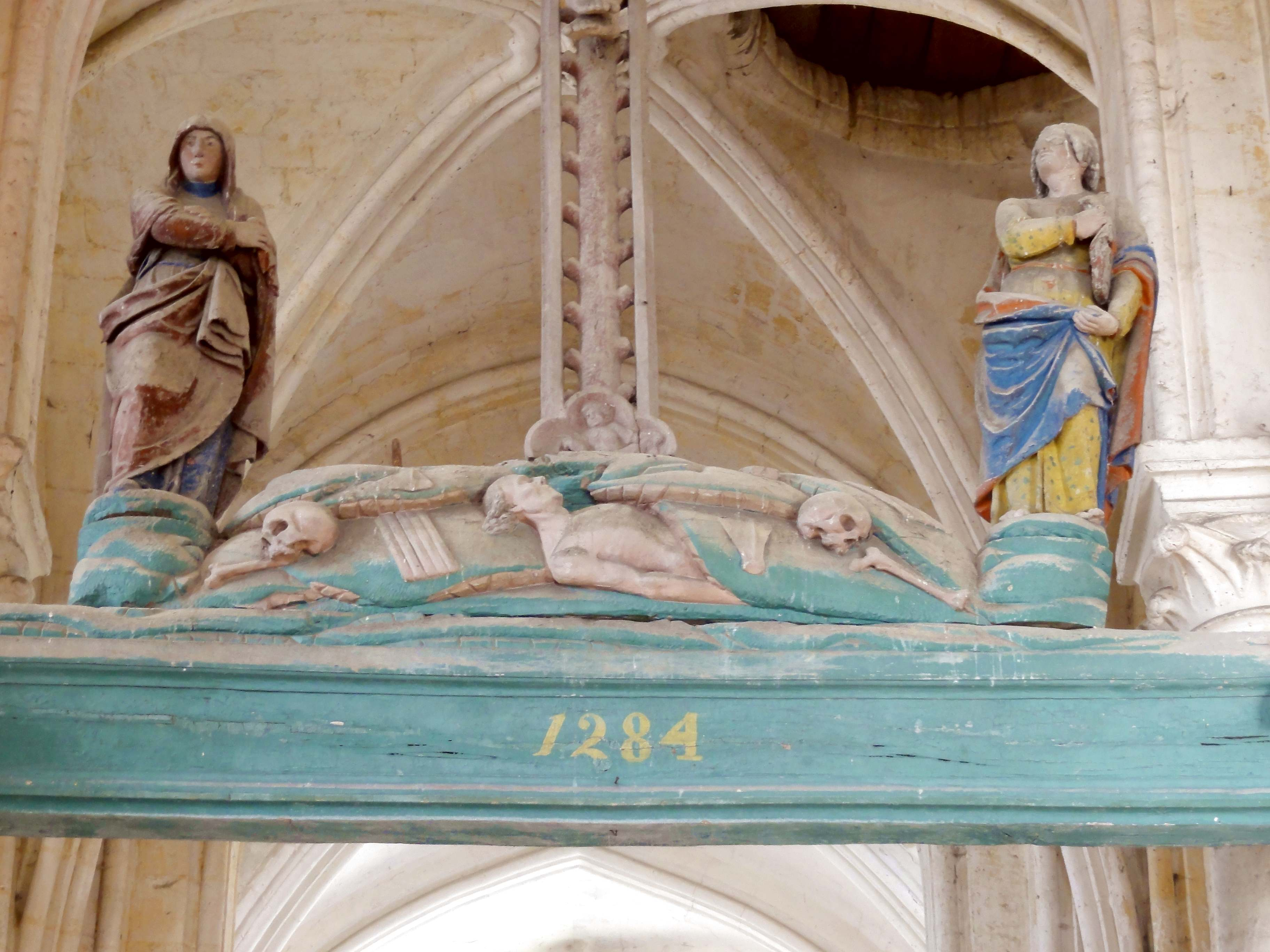
Poutre de gloire, la Vierge, Golgotha et saint Jean.
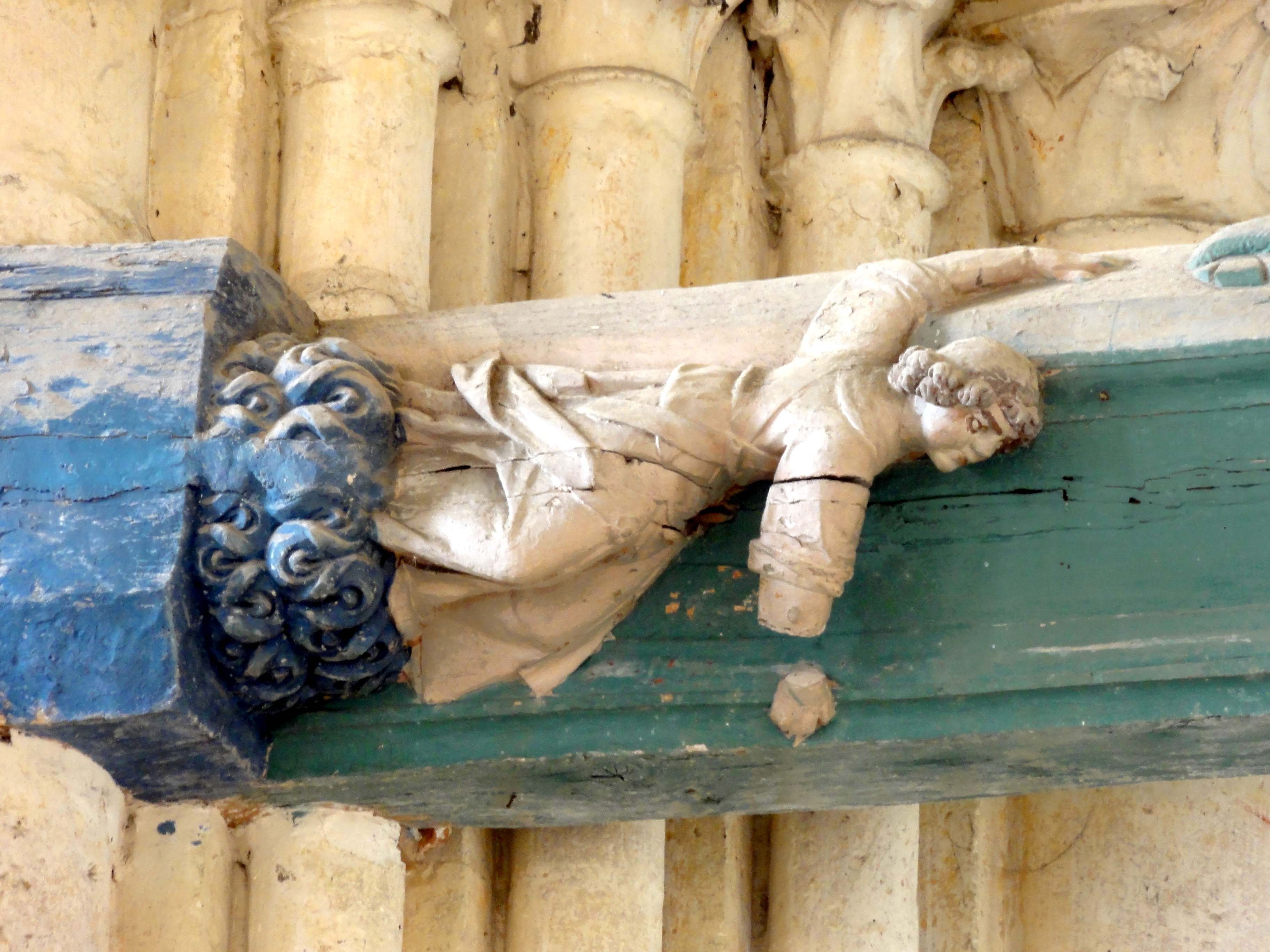
Ange tenant lieu d'engoulant.
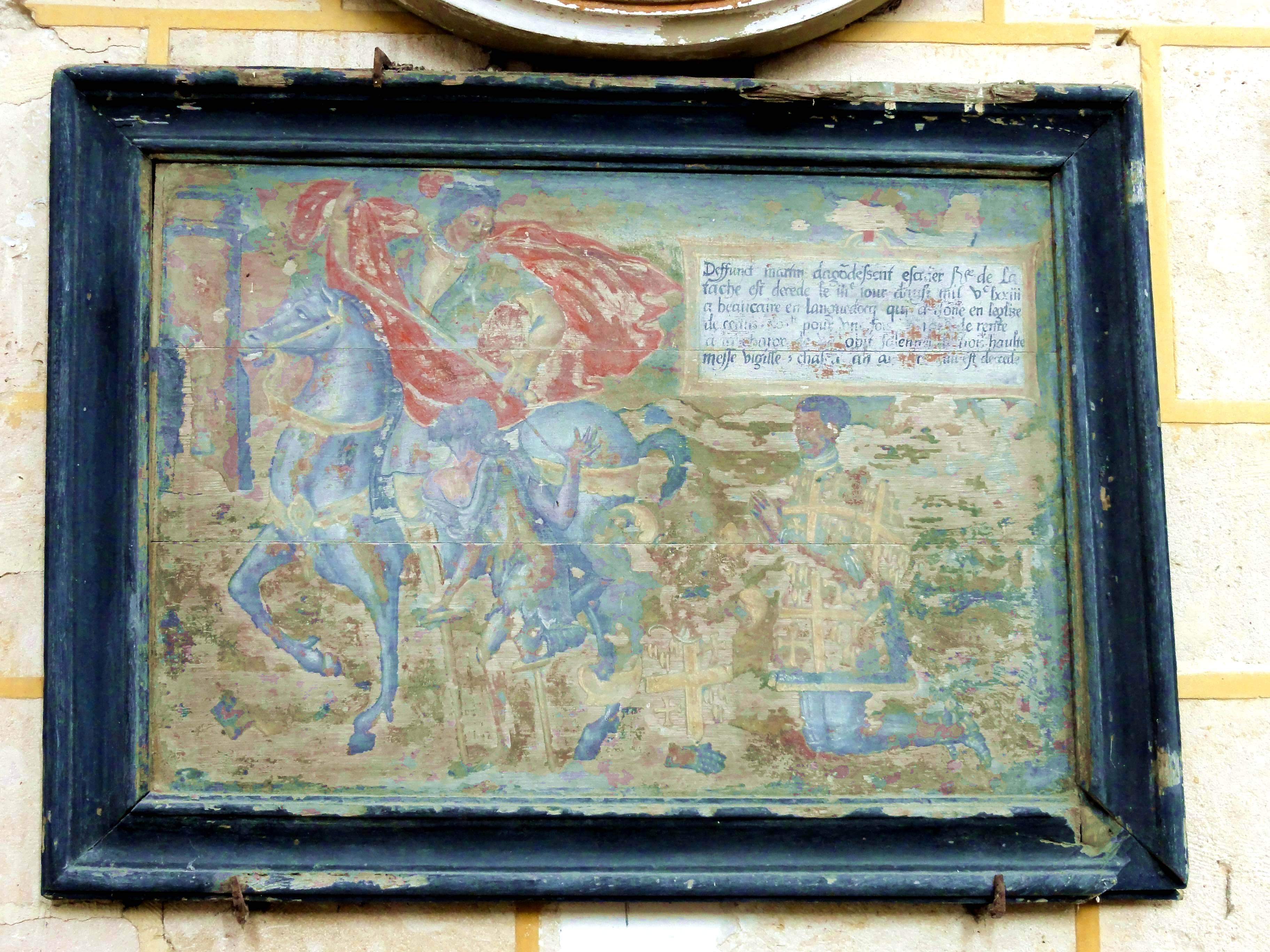
Tableau de fondation d'obit et son cadre.
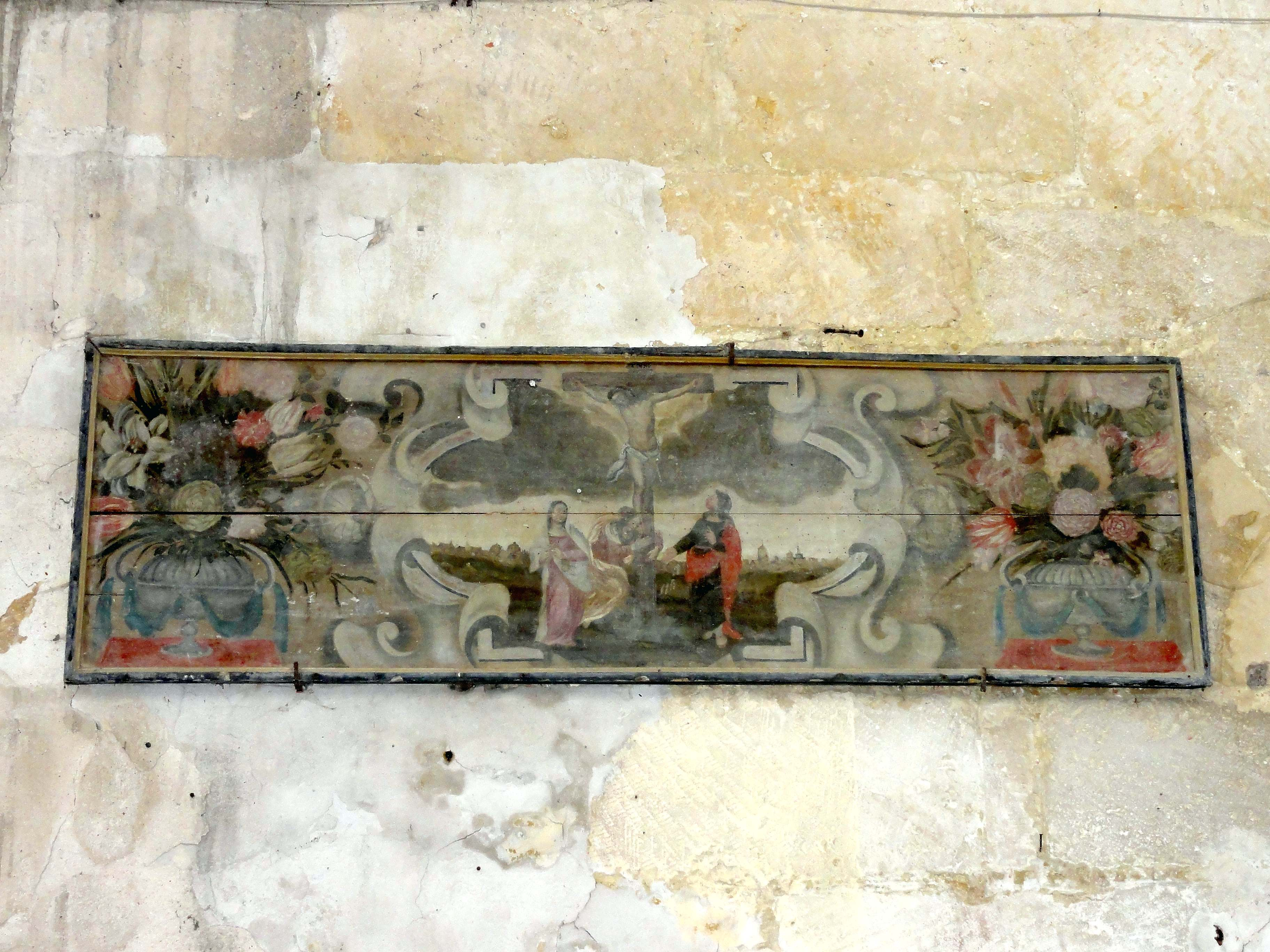
Tableau - Calvaire et bouquets de fleurs.

### Plaques

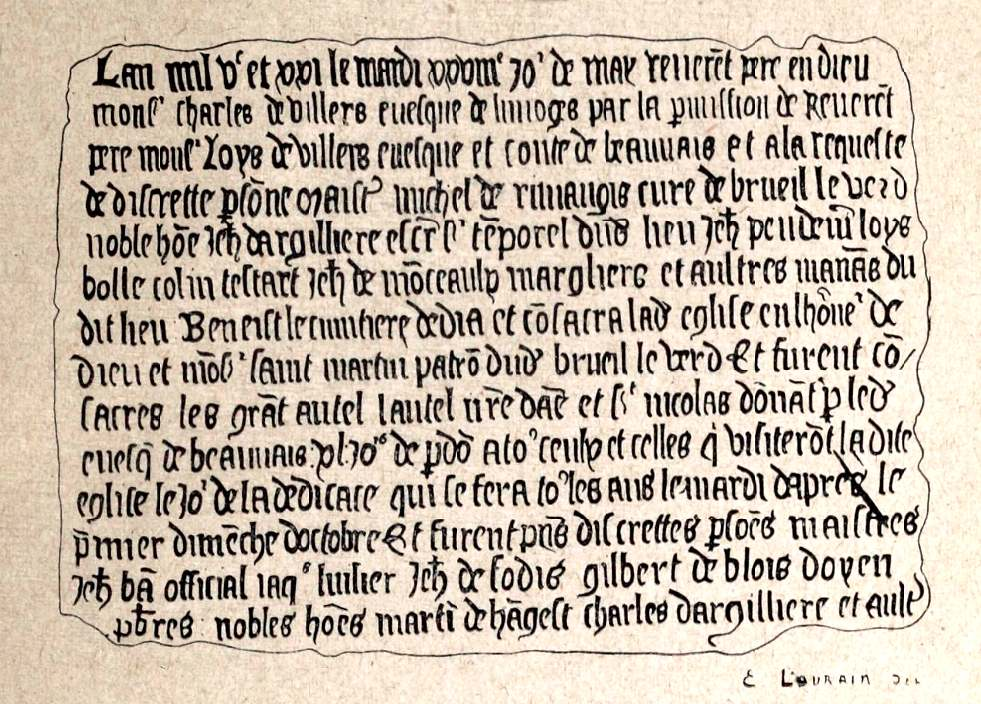
Plaque commémorative de la 2e consécration en 1521.

- La plaque ou dalle commémorative de la seconde consécration de l'église mesure 51,5 cm de hauteur pour 72,5 cm de largeur, et date de 1521. Elle est entièrement recouverte d'une inscription en caractères gothiques de 2,3 cm de hauteur, généralement des minuscules. Ernest Laurain a transcrit l'inscription comme suit : « L'AN MIL VC ET XXI, LE MARDI XXVIIIe JOUR DE MAY RÉVÉRENT PÈRE EN DIEU /  MONSR CHARLES DE VILLERS, ÉVESQUE DE LIMOGES, PAR LA PERMISSION DE RÉVÈRENT / PÈRE MONSR LOYS DE VILLERS, ÉVESQUE ET CONTE DE BEAUVAIS, ET A LA REQUESTE / DE DISCRETTE PERSONNE MAISTRE MICHEL DE RIMAUGIS, CURÉ DE BRUEIL LE VERD ; / NOBLE HOMME JEHAN D'ARGILLIÈRE, ESCUYER, SEIGNEUR TEMPOREL DU DIT LIEU ; JEHAN PEUDEVIN, LOYS / BOLLÉ, COLIN TESTART, JEHAN DE MONCEAULX, MARGLIERS, ET AULTRES MANANS DU / DIT LIEU, BENEIST LE CIMITIÈRE, DÉDIA ET CONSACRA LA DITE ÉGLISE EN L'HONNEUR DE / DIEU ET MONSR SAINT MARTIN, PATRON DU DIT BRUEIL LE VERD, ET FURENT CON / SACRÉS LES GRANT AUTEL, L'AUTEL NOSTRE DAME ET SAINT NICOLAS, DONNANT PAR LEDIT / ÉVESQUE DE BEAUVAIS : XL : JOURS DE PARDON A TOUS CEULX ET CELLES QUI VISITERONT LA DITE / ÉGLISE LE JOUR DE LA DÉDICACE QUI SE FERA TOUS LES ANS LE MARDI D'APRÈS LE / PREMIER DIMENCHE D'OCTOBRE. ET FURENT PRÉSENS DISCRETTES PERSONNES MAISTRES / JEHAN BAN, OFFICIAL ; JAQUES LUILIER, JEHAN DE FODIS, GILBERT DE BLOIS, DOYEN, / PRESTRES ; NOBLES HOMMES MARTIN DE HANGEST, CHARLES D'ARGILLIÈRE, ET AULTRES »[10],[9].
- La plaque de fondation de Jehan Le Clerc, curé de Breuil-le-Vert mort le 22 août 1557, mesure 43,5 cm de hauteur pour 69 cm de largeur. À l'instar de la plaque citée ci-dessus, elle est entièrement recouverte d'une inscription en caractères gothiques, qui sont ici de 2,2 cm de hauteur. Ce curé entra en fonction le 13 juillet 1534, et est peut-être le successeur immédiat de Michel de Rimaugis, qui était curé au moment de la nouvelle consécration en 1521. Il fonde quatre obits solennels, et donne à la paroisse plusieurs pièces de terre[45].
- La plaque de fondation de Jehan Foucquerolle, curé de Breuil-le-Vert mort le 5 janvier 1581, mesure 68 cm de hauteur pour 55 cm de largeur. Elle est couverte d'« une élégante inscription en gothique fleurie qu'enserrent deux bandes parallèles gravées sur champ levé et ornées, celle du haut d'une tête d'ange soutenue de fleurons et d'entrelacs, celle du bas d'une tête de mort soutenue de rinceaux de feuillage que coupent de minces ossements » (Ernest Laurain). Il donne également des terres à la fabrique afin d'assurer la célébration annuelle de messes de requiem[46].
- La plaque de fondation de Jacques Clément, laboureur demeurant à Breuil-le-Vert mort le 17 mars 1636, mesure 95 cm de hauteur pour 47 cm de largeur. L'épitaphe est rédigée en capitales, et entourée d'un cordon d'olives séparées les unes des autres par une série de perles, et surmontée d'une frise ornée d'une tête d'ange flanquée d'ailes déployées. Selon l'usage à la Renaissance, le rectangle de la plaque soutient un fronton en arc de cercle un peu moins large, au centre duquel le défunt est représenté agenouillé devant le Calvaire. Le texte informe que Clément fonde un obit solennel, mais n'indique pas la nature de la donation faite à la fabrique en échange, ni le nom du notaire chez qui fut déposé le testament[47].
- La plaque de fondation de François Dupuis, curé de Breuil-le-Vert mort le 31 décembre 1613, mesure 42 cm de hauteur pour 37 cm de largeur sans l'encadrement sculpté. Celui-ci est très développé, et se compose d'une attique flanquée de deux ailerons, où l'on voit de défunt en prière devant le Christ en croix ; d'un calice avec une hostie, une tête d'ange en profil et une volute à gauche et à droite ; et d'une tête de mort coiffée d'une couronne de laurier devant un cuir découpé et deux tibias croisés. En contraste avec ce décor somptueux, l'épitaphe est gravée avec négligence et maladresse, et la pierre calcaire est de qualité médiocre. Le prêtre donne à la paroisse trois mines et un quartier de terre, et assure ainsi la célébration annuelle d'un service obituaire et de trois messes hautes[48].
- La plaque de fondation de Claude Blerye, conseiller en l'élection de Clermont, mort le 20 juin 1728, mesure 015 cm de hauteur pour 59 cm de largeur. C'est la plus grande parmi les plaques qui subsistent dans l'église. Elle est d'une meilleure exécution et d'une meilleure conservation que la précédente, mais également plus sobre, et dénuée de tout décor. La forme de la plaque est analogue à celle de Jacques Clément, mais le fronton arbore seulement le monogramme I.H.S.. Pour augmenter la dévotion du Saint-Sacrement dans la paroisse, il fonde un Salut du Saint-Sacrement le premier dimanche de chaque mois, et quatre messes basses pendant la semaine des Quatre-Temps, et lègue à cette fin neuf mines et une verge de prés[49].

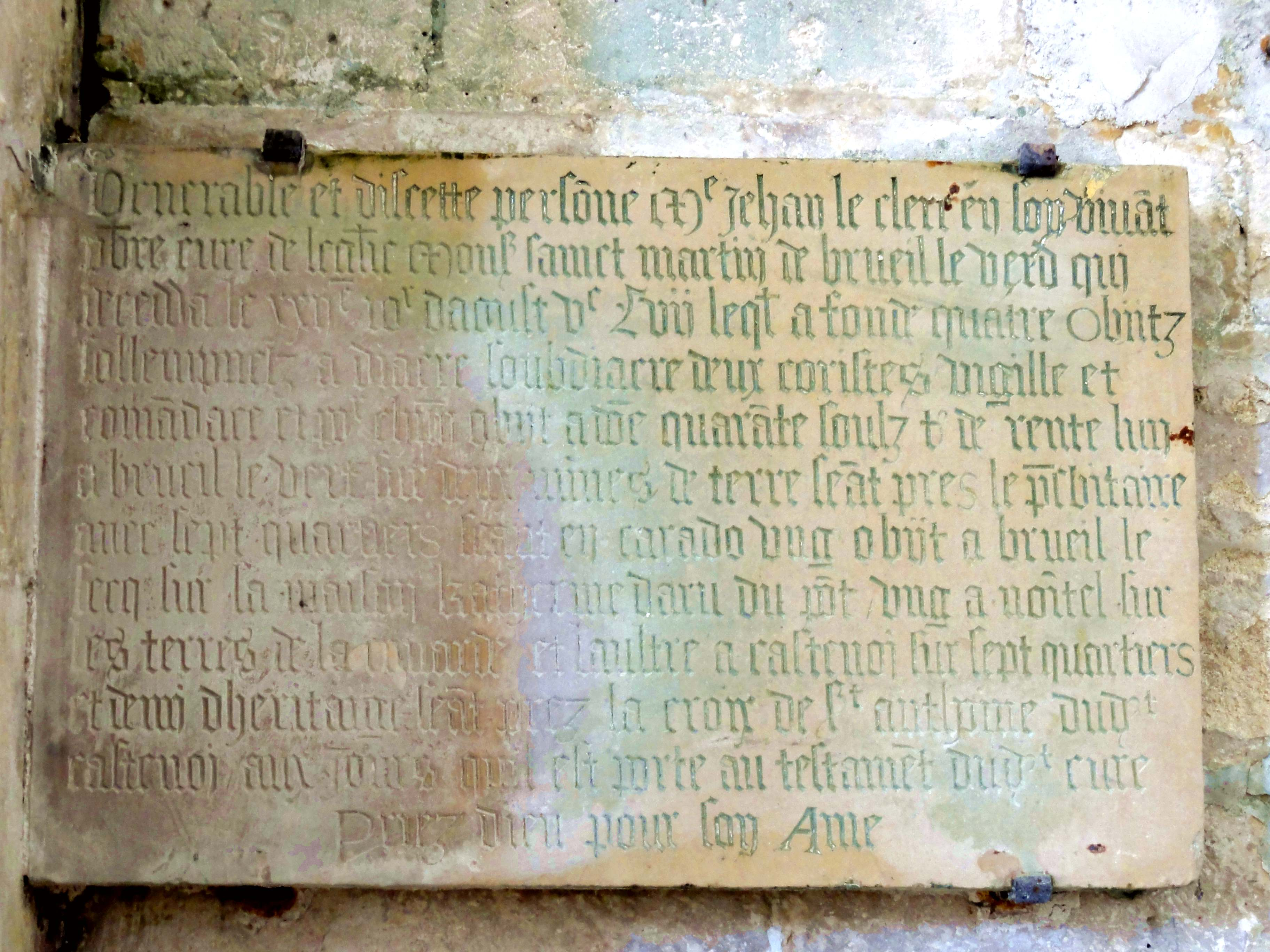
Plaque de fondation de Jehan Le Clerc.
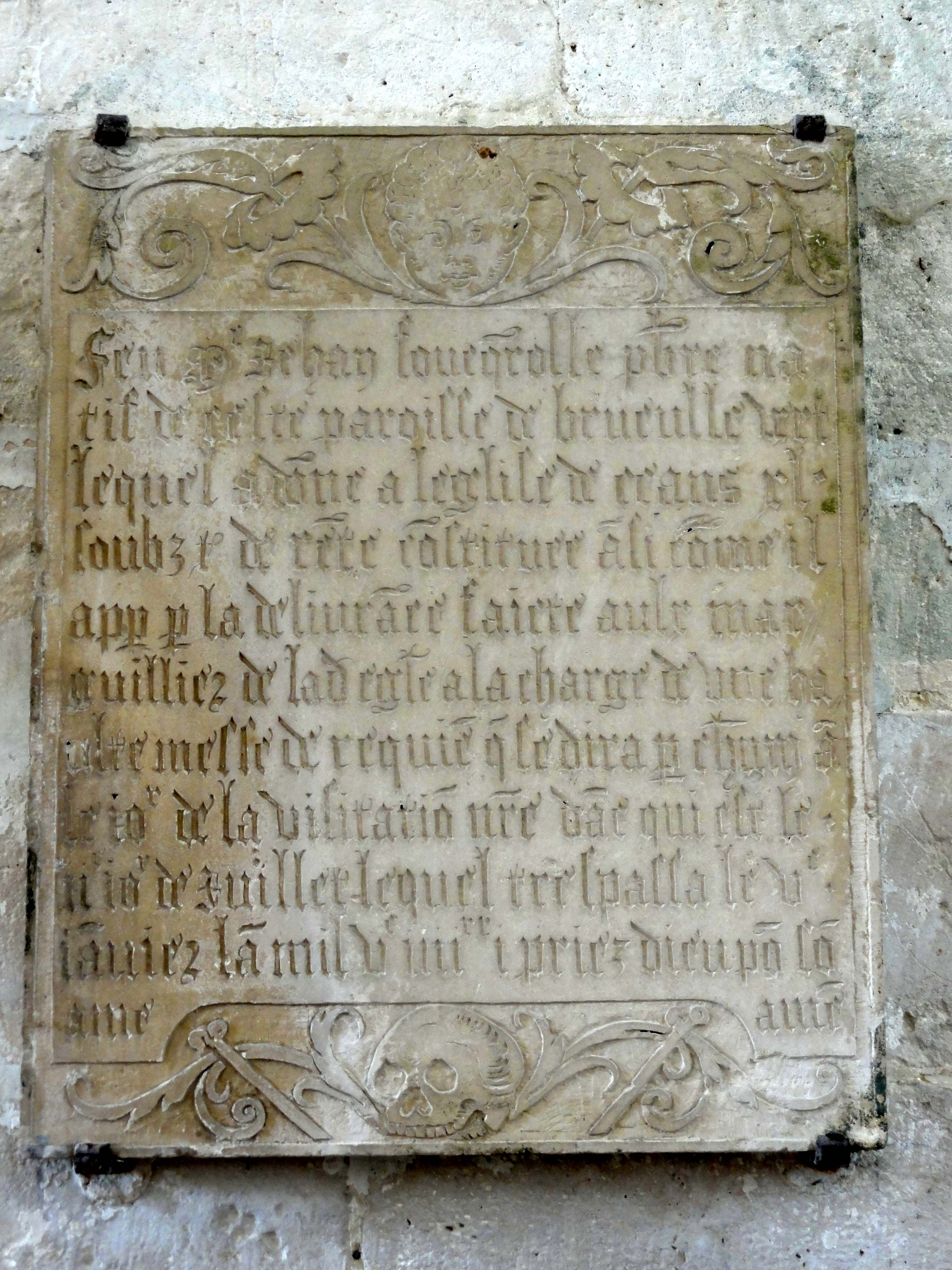
Plaque de fondation de Jehan Foucqurolle.
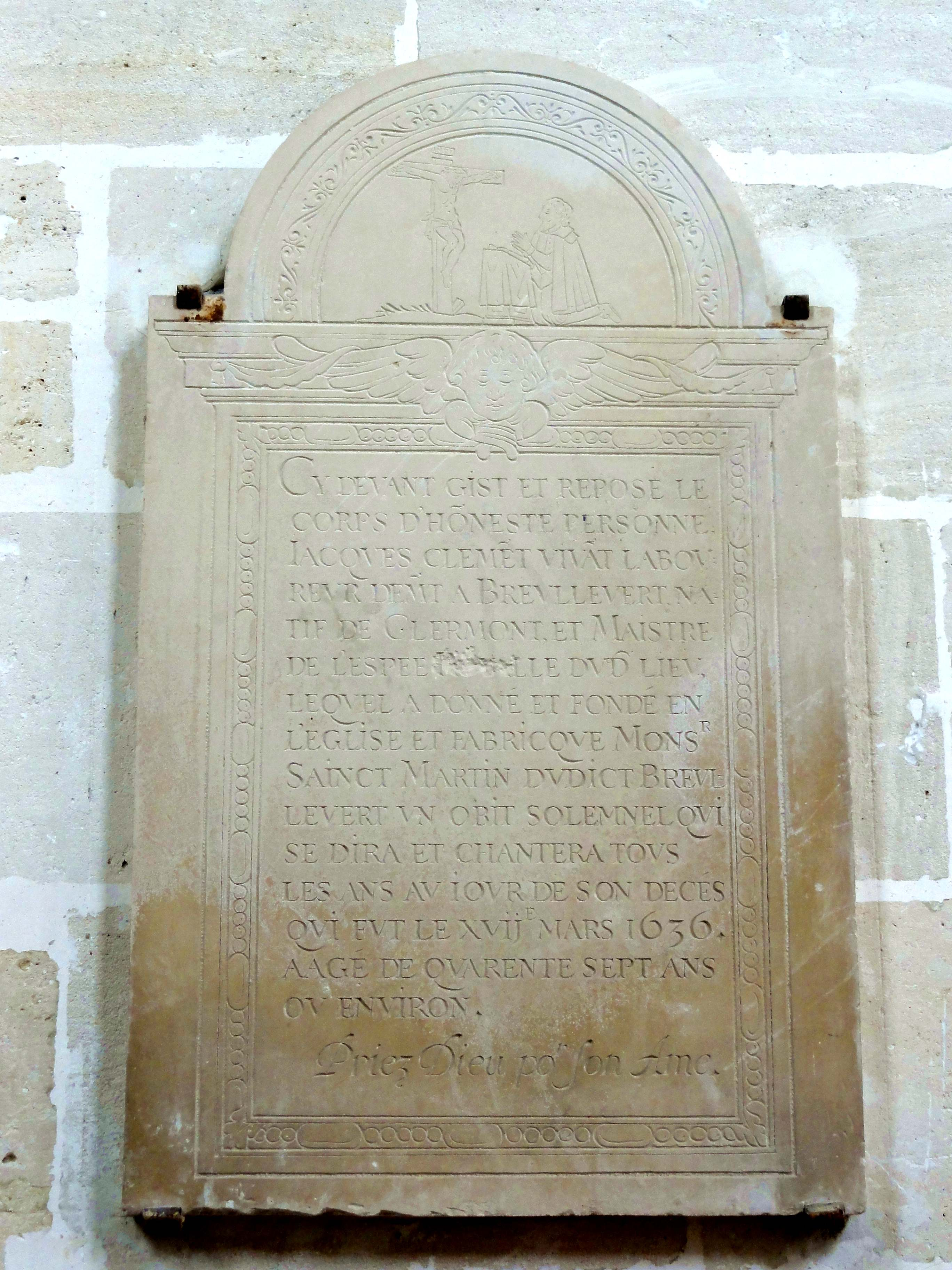
Plaque de fondation de Jacques Clément.
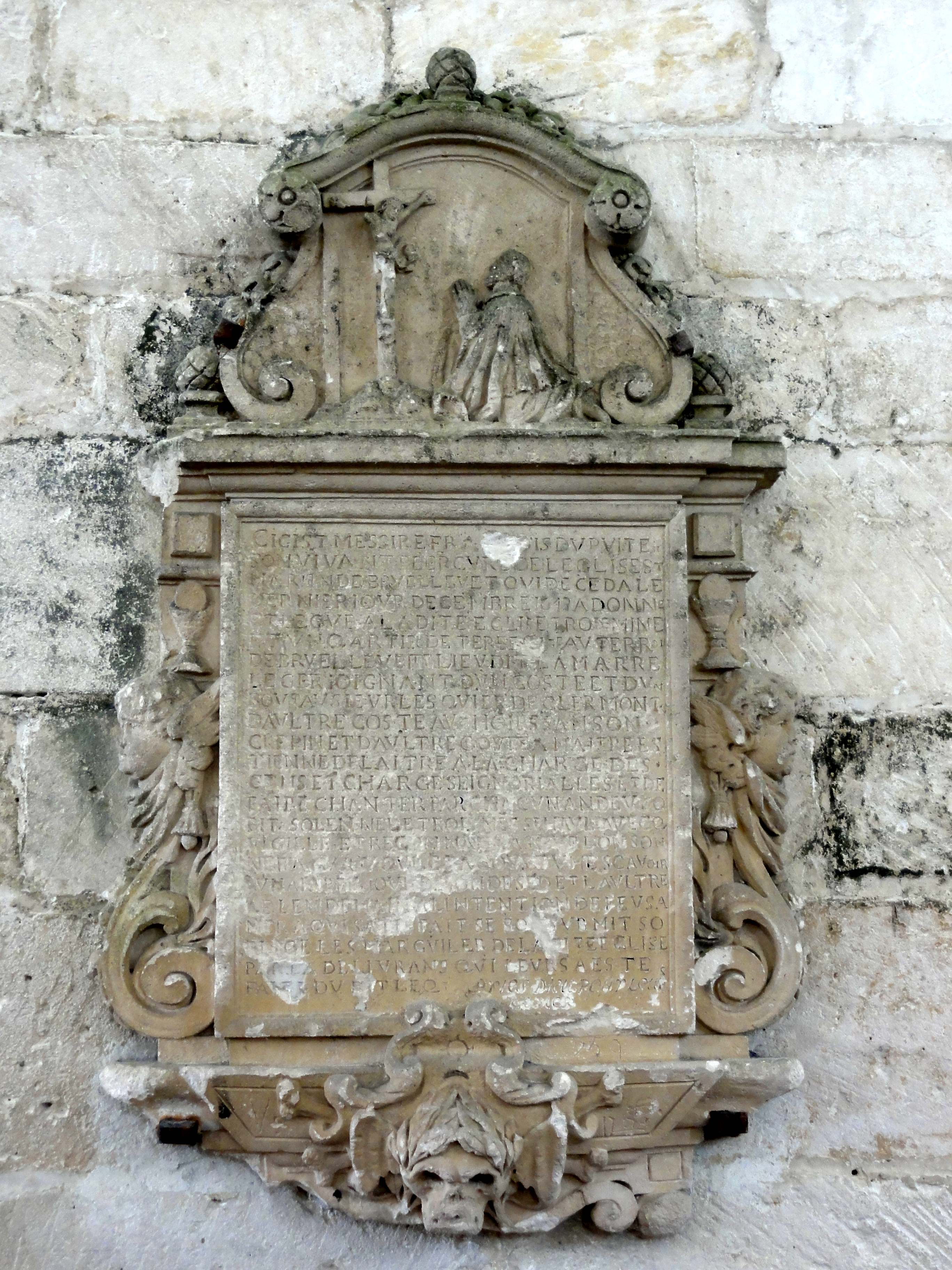
Plaque de fondation de François Dupuis.
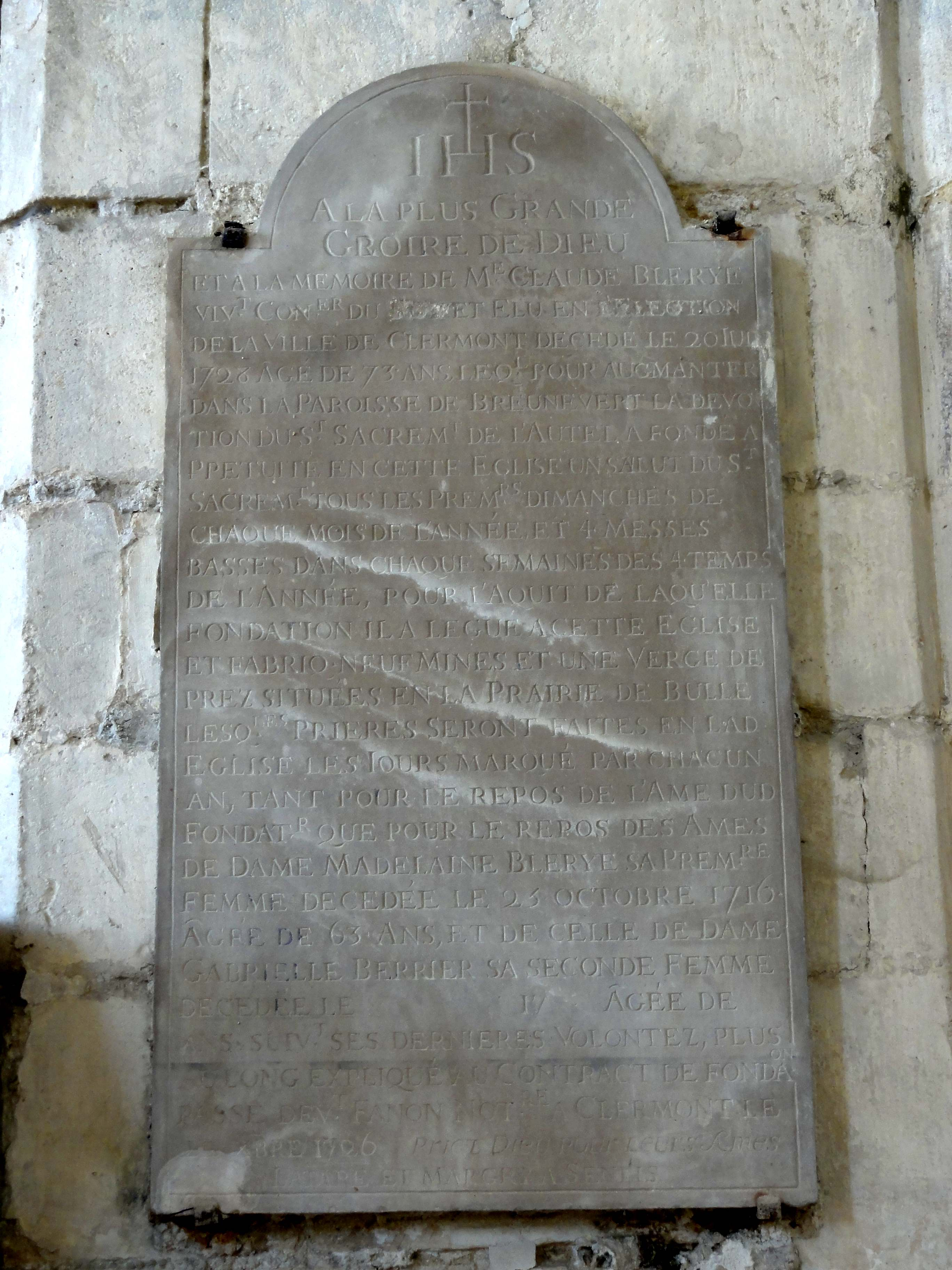
Plaque de fondation de Claude Blerye.